# Campionato mondiale di Formula 1 2024

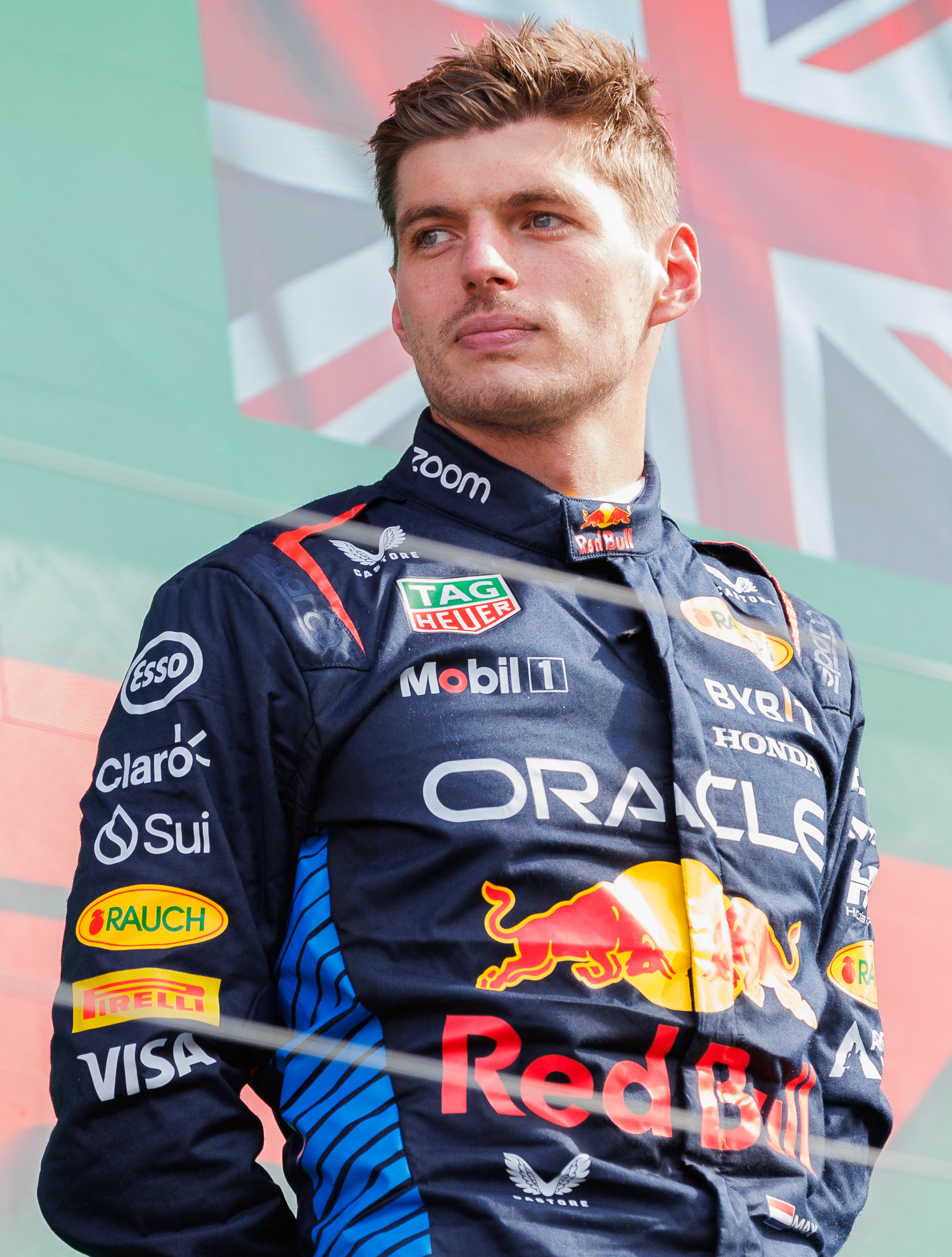
Max Verstappen si aggiudica per la quarta volta consecutiva in carriera il titolo piloti.

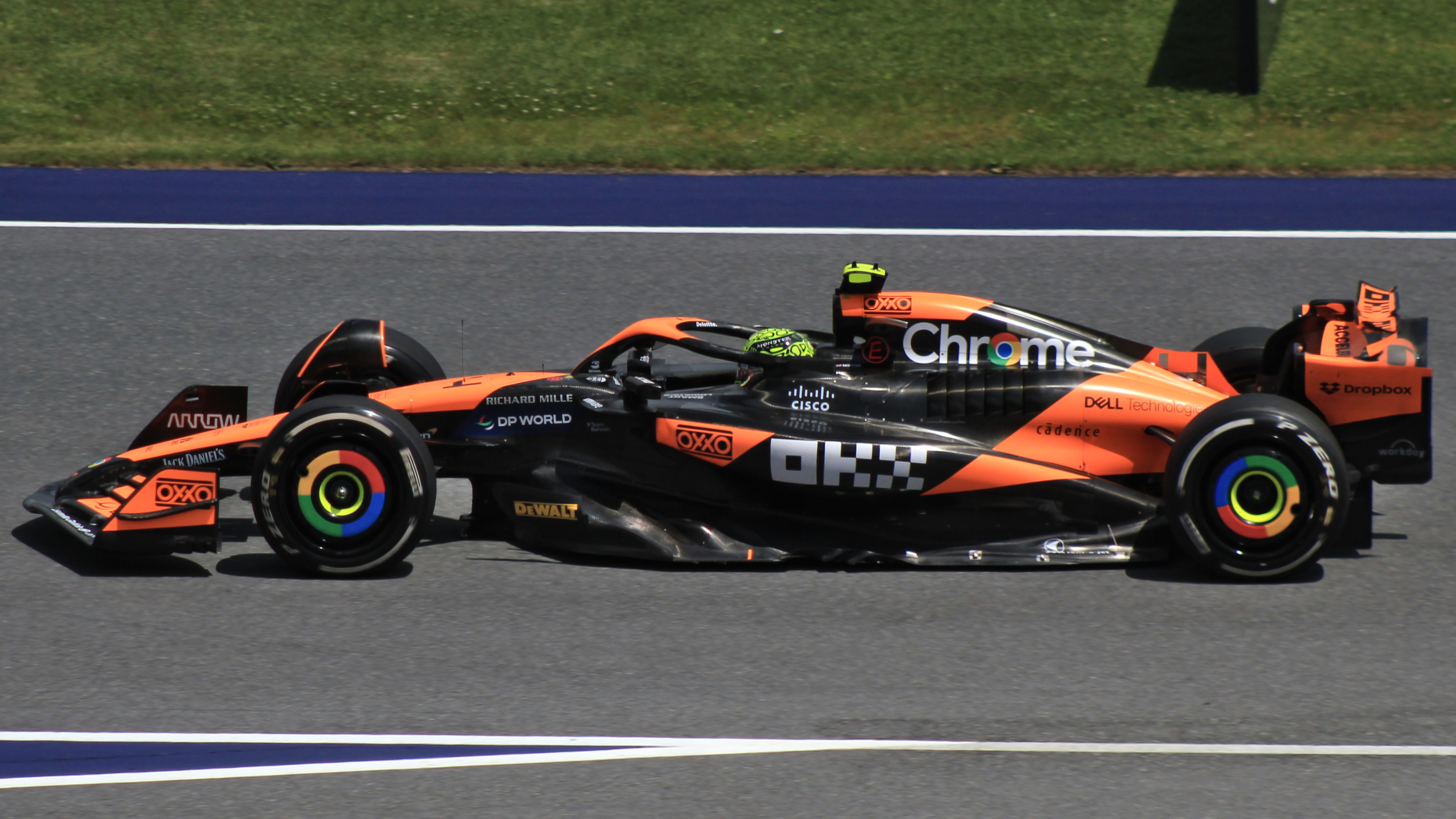
La McLaren conquista il suo nono titolo costruttori a distanza di 26 anni dall'ultimo nel.

Il campionato mondiale di Formula 1 2024 organizzato dalla FIA è stato, nella storia della categoria, il 75º ad assegnare il campionato piloti e il 67º ad assegnare il campionato costruttori. È iniziato il 2 marzo e si è concluso l'8 dicembre. Con un totale di ventiquattro gare in programma, due in più della stagione precedente, è risultato il campionato più lungo di sempre per numero di appuntamenti della storia della Formula 1.
Il pilota campione del mondo in carica, Max Verstappen, si è aggiudicato per la quarta volta consecutiva in carriera il campionato piloti, alla guida della Red Bull. L'olandese eguaglia il numero dei titoli di Alain Prost e Sebastian Vettel. Verstappen diventa uno dei sei piloti nella storia ad aver vinto almeno quattro titoli iridati e uno dei cinque ad averne vinti quattro consecutivi, dopo Juan Manuel Fangio, Michael Schumacher, Sebastian Vettel e Lewis Hamilton. Per la ventiquattresima volta nella storia del mondiale un pilota vince il campionato da campione in carica.
La McLaren si è aggiudicata per la nona volta nella propria storia il campionato costruttori, al primo titolo dal 1998 con Mika Häkkinen e David Coulthard. La scuderia di Woking equaglia i titoli della Williams, al secondo posto di sempre, ed è il terzo costruttore a vincere il titolo nell'era turbo-ibrida dal 2014 dopo la Mercedes e la Red Bull Racing, e il secondo dell'era a effetto suolo dal 2022 dopo la scuderia austriaca.

## La prestagione

### Il calendario

In verde sono segnati i Paesi che nel 2024 ospitano un Gran Premio di Formula 1, con le sedi dei circuiti segnate con un punto nero. In grigio scuro sono invece quelli che li hanno ospitati in passato, con gli ex circuiti ospitanti contrassegnati con un punto bianco.

La Federazione rende noto a luglio 2023 il calendario che prevede ventiquattro Gran Premi. È la prima volta che nella storia della Formula 1 il calendario offre un numero così alto di appuntamenti, il massimo consentito dal Patto della Concordia, due in più rispetto alla stagione precedente. Il campionato inizia con il Gran Premio del Bahrein, per concludersi col tradizionale Gran Premio di Abu Dhabi. I primi due appuntamenti della stagione si tengono al sabato, per rispetto al Ramadan. Per la prima volta dalla stagione 1982 il mondiale inizia con una gara corsa in questo giorno, e sempre nella stessa stagione, il calendario comprende tre gare da disputarsi al sabato.
Il Gran Premio del Giappone viene posto in aprile, succeduto dal Gran Premio di Cina, che fa ritorno dopo quattro stagioni in cui non si è disputato a causa delle problematiche dettate dalla pandemia di COVID-19. Il Gran Premio dell'Emilia-Romagna è nuovamente previsto dopo l'annullamento nel 2023 per l'ondata eccezionale di maltempo che ha colpito la zona adiacente il circuito. Il Gran Premio del Canada viene invertito col Gran Premio di Spagna, il Gran Premio d'Azerbaigian viene collocato a settembre, mentre il Gran Premio del Qatar viene posto come penultima prova.
Le motivazioni per cui il Gran Premio del Giappone sia stato posizionato ad aprile, così come l'appuntamento azero a settembre, sono da ricercarsi nel tentativo della Federazione di regionalizzare i vari eventi e di rendere più sostenibile la logistica: l'evento giapponese è infatti posizionato tra il Gran Premio d'Australia e il già citato Gran Premio di Cina, rendendo possibili tre gare consecutive nell'area dell'Oceano Pacifico, mentre il riposizionamento del Gran Premio d'Azerbaigian renderà possibile una sequenza di sette gare da correre consecutivamente nel continente europeo. Il Gran Premio di Miami e il Gran Premio del Canada rimangono però scollegati, rendendo così necessaria una doppia trasferta ravvicinata oltreoceano.
Il calendario vede l'attuarsi di tre trittici di gare: i Gran Premi di Spagna, Austria e Gran Bretagna, la trasferta americana composta dai Gran Premi degli Stati Uniti, Città del Messico e San Paolo, ed i Gran Premi di Las Vegas, Qatar e Abu Dhabi. Gli ultimi due trittici sono consecutivi e separati da due settimane. Il Gran Premio degli Stati Uniti d'America è preceduto da una pausa di tre settimane, la stessa lunghezza della sosta estiva che viene posizionata, come nel campionato precedente, dopo il Gran Premio del Belgio.
Il Gran Premio di Russia era sotto contratto per figurare nel calendario del 2024, ma l'accordo per le future edizioni fu terminato nella stagione 2022 a seguito dell'invasione russa dell'Ucraina.
| Gara | Nome ufficiale del Gran Premio                                  | Circuito                           | Sede              | Data         | Ora    | Ora   | Ora   | Diretta TV        |
| Gara | Nome ufficiale del Gran Premio                                  | Circuito                           | Sede              | Data         | Locale | UTC   | ITA   | Diretta TV        |
| ---- | --------------------------------------------------------------- | ---------------------------------- | ----------------- | ------------ | ------ | ----- | ----- | ----------------- |
| 1    | Gulf Air Bahrain Grand Prix                                     | Bahrain International Circuit      | Manama            | 2 marzo      | 18:00  | 15:00 | 16:00 | Sky Sport F1      |
| 2    | STC Saudi Arabian Grand Prix                                    | Jeddah Corniche Circuit            | Gedda             | 9 marzo      | 20:00  | 17:00 | 18:00 | Sky Sport F1      |
| 3    | Rolex Australian Grand Prix                                     | Albert Park Circuit                | Melbourne         | 24 marzo     | 15:00  | 4:00  | 5:00  | Sky Sport F1      |
| 4    | MSC Cruises Japanese Grand Prix                                 | Suzuka International Racing Course | Suzuka            | 7 aprile     | 14:00  | 5:00  | 7:00  | Sky Sport F1      |
| 5    | Lenovo Chinese Grand Prix                                       | Shanghai International Circuit     | Shanghai          | 21 aprile    | 15:00  | 7:00  | 9:00  | Sky Sport F1, TV8 |
| 6    | Crypto.com Miami Grand Prix                                     | Miami International Autodrome      | Miami             | 5 maggio     | 16:00  | 20:00 | 22:00 | Sky Sport F1, TV8 |
| 7    | MSC Cruises Gran Premio del Made in Italy e dell'Emilia-Romagna | Autodromo Enzo e Dino Ferrari      | Imola             | 19 maggio    | 15:00  | 13:00 | 15:00 | Sky Sport F1, TV8 |
| 8    | Grand Prix de Monaco                                            | Circuito di Monte Carlo            | Monaco            | 26 maggio    | 15:00  | 13:00 | 15:00 | Sky Sport F1      |
| 9    | AWS Grand Prix du Canada                                        | Circuito Gilles-Villeneuve         | Montréal          | 9 giugno     | 14:00  | 18:00 | 20:00 | Sky Sport F1      |
| 10   | Aramco Gran Premio de España                                    | Circuit de Barcelona-Catalunya     | Montmeló          | 23 giugno    | 15:00  | 13:00 | 15:00 | Sky Sport F1      |
| 11   | Qatar Airways Austrian Grand Prix                               | Red Bull Ring                      | Spielberg         | 30 giugno    | 15:00  | 13:00 | 15:00 | Sky Sport F1, TV8 |
| 12   | Qatar Airways British Grand Prix                                | Silverstone Circuit                | Silverstone       | 7 luglio     | 15:00  | 14:00 | 16:00 | Sky Sport F1      |
| 13   | Hungarian Grand Prix                                            | Hungaroring                        | Mogyoród          | 21 luglio    | 15:00  | 13:00 | 15:00 | Sky Sport F1      |
| 14   | Rolex Belgian Grand Prix                                        | Circuito di Spa-Francorchamps      | Stavelot          | 28 luglio    | 15:00  | 13:00 | 15:00 | Sky Sport F1      |
| 15   | Heineken Dutch Grand Prix                                       | Circuit Zandvoort                  | Zandvoort         | 25 agosto    | 15:00  | 13:00 | 15:00 | Sky Sport F1      |
| 16   | Pirelli Gran Premio d'Italia                                    | Autodromo nazionale di Monza       | Monza             | 1º settembre | 15:00  | 13:00 | 15:00 | Sky Sport F1, TV8 |
| 17   | Qatar Airways Azerbaijan Grand Prix                             | Baku City Circuit                  | Baku              | 15 settembre | 15:00  | 11:00 | 13:00 | Sky Sport F1      |
| 18   | Singapore Airlines Singapore Grand Prix                         | Marina Bay Street Circuit          | Singapore         | 22 settembre | 20:00  | 12:00 | 14:00 | Sky Sport F1      |
| 19   | Pirelli United States Grand Prix                                | Circuit of the Americas            | Austin            | 20 ottobre   | 14:00  | 19:00 | 21:00 | Sky Sport F1, TV8 |
| 20   | Gran Premio de la Ciudad de México                              | Autodromo Hermanos Rodríguez       | Città del Messico | 27 ottobre   | 14:00  | 20:00 | 21:00 | Sky Sport F1      |
| 21   | Lenovo Grande Prêmio de São Paulo                               | Autódromo José Carlos Pace         | San Paolo         | 3 novembre   | 12:30  | 15:30 | 16:30 | Sky Sport F1, TV8 |
| 22   | Heineken Silver Las Vegas Grand Prix                            | Las Vegas Strip Circuit            | Las Vegas         | 23 novembre  | 22:00  | 6:00  | 7:00  | Sky Sport F1      |
| 23   | Qatar Airways Qatar Grand Prix                                  | Lusail International Circuit       | Doha              | 1º dicembre  | 19:00  | 16:00 | 17:00 | Sky Sport F1, TV8 |
| 24   | Etihad Airways Abu Dhabi Grand Prix                             | Yas Marina Circuit                 | Abu Dhabi         | 8 dicembre   | 17:00  | 13:00 | 14:00 | Sky Sport F1      |

### La presentazione delle vetture
| Costruttore                   | Telaio            | Data presentazione    | Luogo presentazione               |
| ----------------------------- | ----------------- | --------------------- | --------------------------------- |
| McLaren Formula 1 Team        | MCL38             | 16 gennaio (livrea)   | Sito web                          |
| McLaren Formula 1 Team        | MCL38             | 14 febbraio (vettura) | McLaren Technology Centre, Woking |
| MoneyGram Haas F1 Team        | VF-24             | 2 febbraio (livrea)   | Sito web                          |
| MoneyGram Haas F1 Team        | VF-24             | 11 febbraio (vettura) | Circuito di Silverstone           |
| Stake F1 Team Kick Sauber     | C44               | 5 febbraio            | Londra                            |
| Williams Racing               | FW46              | 5 febbraio (livrea)   | New York                          |
| Williams Racing               | FW46              | 20 febbraio (vettura) | Bahrain International Circuit     |
| BWT Alpine F1 Team            | A524              | 7 febbraio            | Enstone                           |
| Visa Cash App RB F1 Team      | VCARB 01          | 8 febbraio            | Las Vegas                         |
| Aston Martin Aramco F1 Team   | AMR24             | 12 febbraio           | Silverstone                       |
| Scuderia Ferrari HP           | SF-24             | 13 febbraio           | Sito web                          |
| Mercedes-AMG PETRONAS F1 Team | W15 E Performance | 14 febbraio           | Circuito di Silverstone           |
| Oracle Red Bull Racing        | RB20              | 15 febbraio           | Milton Keynes                     |

### Test
Come nella stagione precedente, è prevista una sola sessione di test invernali, spalmata su tre giorni, da svolgersi dal 21 al 23 febbraio al Bahrain International Circuit, già sede della prima tappa stagionale, una settimana prima dell'inizio del campionato.
I test invernali su tre giorni ebbero luogo anche nella stagione 2021, i quali furono ridotti ad un'unica sessione, comunque della durata di tre giorni, a causa delle problematiche legate alla pandemia di COVID-19. I test pre-stagionali in Bahrein sono sponsorizzati, come a partire dal 2021, da Aramco.

### Accordi e fornitori

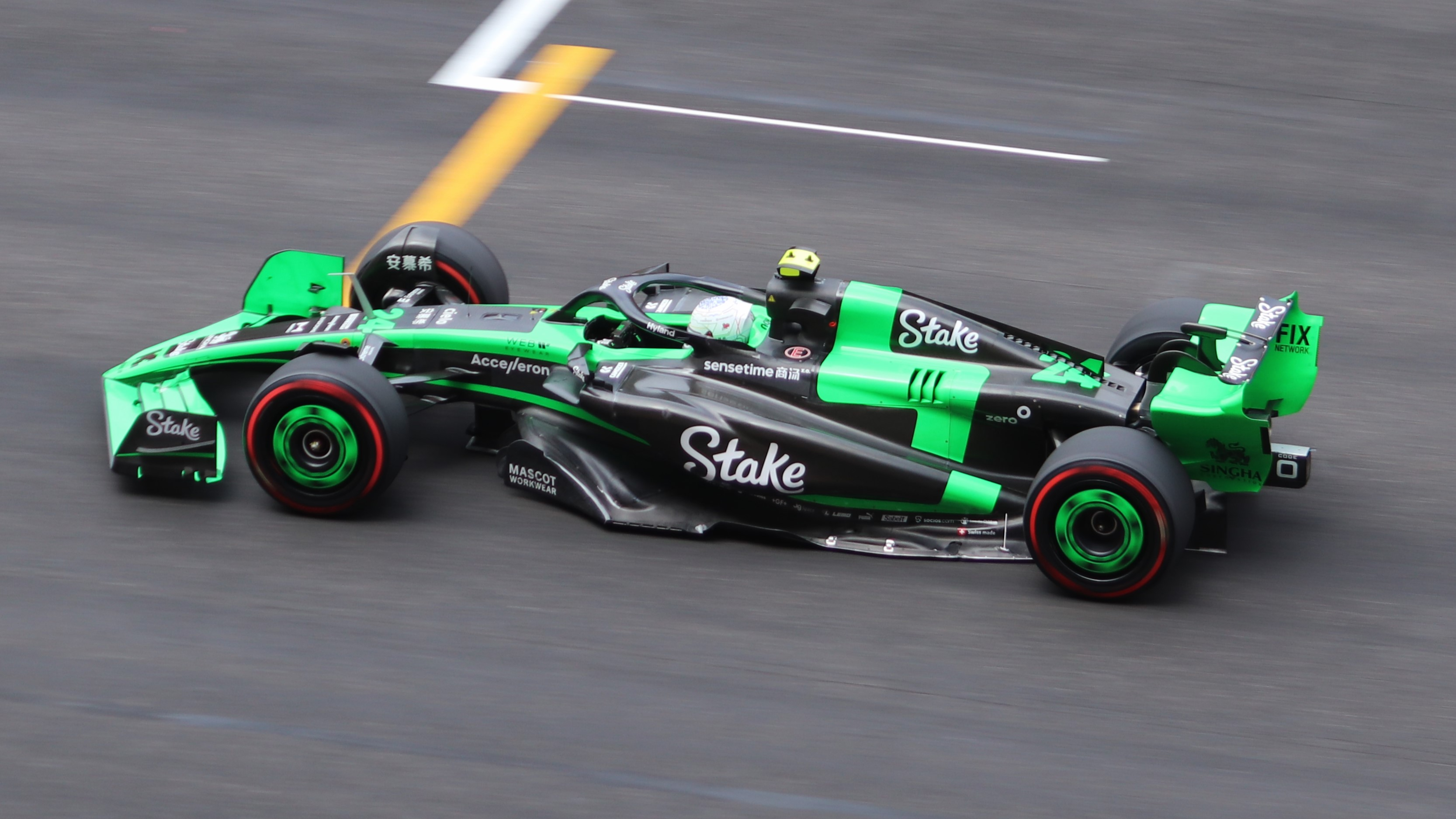
Dopo il termine della partnership con Alfa Romeo e e in attesa della trasformazione nel team ufficiale Audi, la Sauber torna alla denominazione originaria.

I precedenti costruttori Alfa Romeo e AlphaTauri hanno disputato l'ultimo appuntamento del mondiale 2023 sotto questa denominazione. La scuderia svizzera ha terminato la sua partnership sia come title sponsor sia come partner tecnico, dopo aver collaborato e contribuito fin dalla stagione 2018 con l'omonima casa automobilistica italiana. Torna quindi la vecchia denominazione di Sauber, che continua a legarsi ai title sponsor Stake e Kick, e si prepara a diventare la divisione corse ufficiale per l'Audi nel 2026. Per la scuderia di Faenza vi è stato invece un cambio di nome in Racing Bulls, abbreviato in RB, supportata dai title sponsor Visa e Cash App, insieme a un parziale trasferimento a Milton Keynes, nel Regno Unito, per una ristrutturazione gestionale.
La società statunitense Cognizant non è più sponsor della scuderia britannica Aston Martin, facendo diventare di fatto l'azienda petrolifera saudita Aramco unico title sponsor del team. Prima del Gran Premio di Miami, HP diventa nuovo title sponsor della Ferrari. Prima del Gran Premio degli Stati Uniti d'America la casa giapponese Toyota firma una nuova partnership tecnica con la scuderia statunitense Haas.
MSC Cruises diventa title sponsor del Gran Premio del Giappone e del ritorno del Gran Premio dell'Emilia-Romagna, così come Lenovo del ritorno del Gran Premio di Cina, insieme al Gran Premio di San Paolo, e Qatar Airways del Gran Premio d'Austria, del Gran Premio di Gran Bretagna e del Gran Premio d'Azerbaigian. AWS torna a sponsorizzare il Gran Premio del Canada, come l'ultima volta nel 2022, Aramco il Gran Premio di Spagna, come l'ultima volta nel 2021, Rolex il Gran Premio del Belgio, come l'ultima volta nel 2022, e Pirelli il Gran Premio degli Stati Uniti d'America, come l'ultima volta nel 2018.

## Scuderie e piloti

### Scuderie

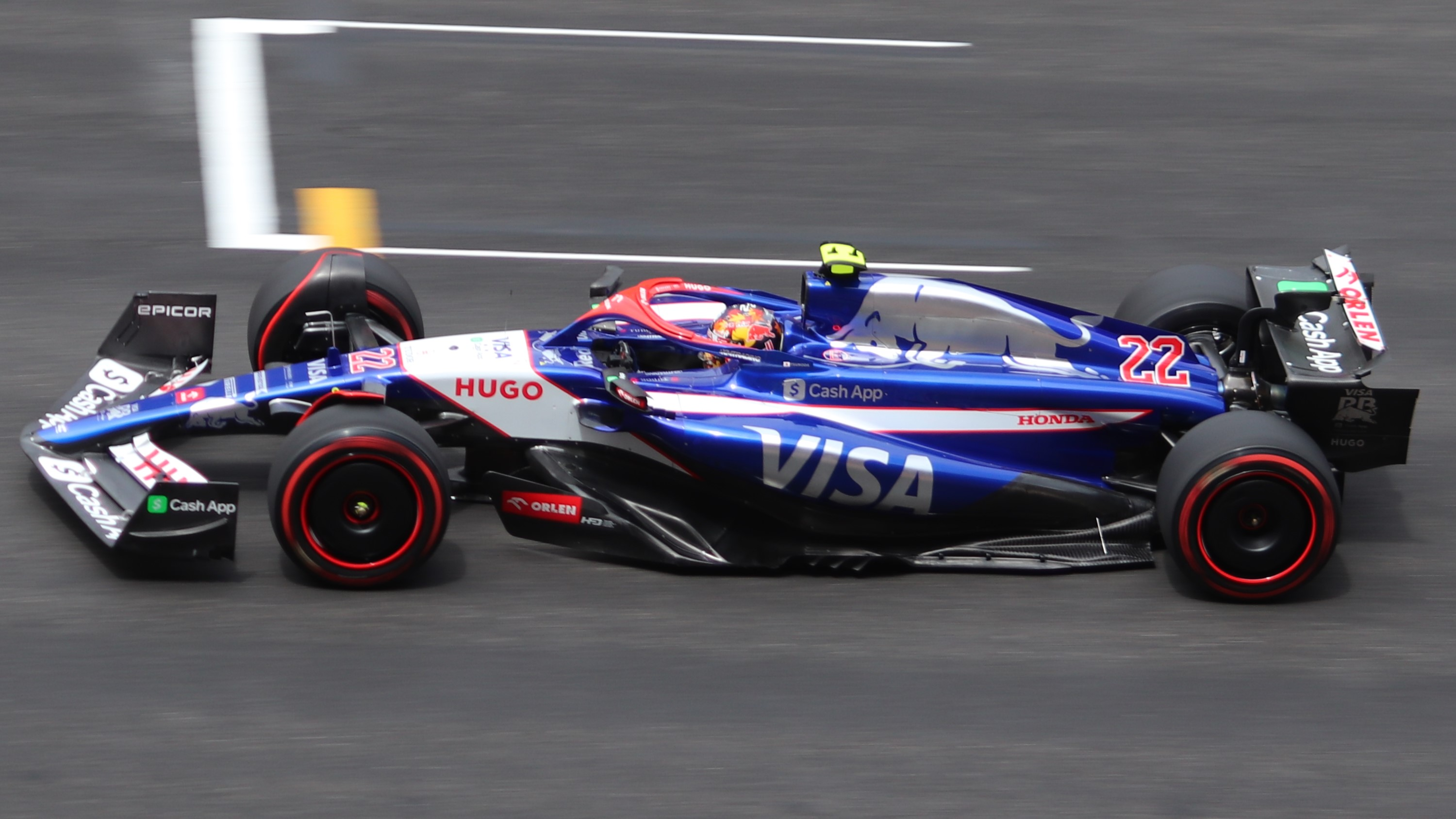
Dopo quattro anni la faentina AlphaTauri, ex Toro Rosso, cambia denominazione per la terza volta nella sua storia, stavolta in.

La britannica Aston Martin cambia denominazione ufficiale in Aston Martin Aramco F1 Team a seguito dell'abbandono di Cognizant. La scuderia svizzera Alfa Romeo in Stake F1 Team Kick Sauber dopo la conclusione della partnership con l'omonima casa automobilistica italiana. Il team elvetico viene iscritto nel Gran Premio d'Australia, nel Gran Premio di Spagna, nel Gran Premio del Belgio, nel Gran Premio del Qatar e nel Gran Premio di Abu Dhabi come Kick Sauber F1 Team. L'ex scuderia italiana AlphaTauri in Visa Cash App RB F1 Team dopo il parziale trasferimento a Milton Keynes, nel Regno Unito, per una ristrutturazione gestionale. Prima del Gran Premio di Miami, la Ferrari cambia denominazione in Scuderia Ferrari HP a seguito della collaborazione con la società multinazionale statunitense, che diventa title sponsor della scuderia italiana.

### Piloti
Per la prima volta nella storia della Formula 1, la griglia di un campionato è la stessa della seconda parte di stagione di quello precedente. L'unico cambiamento rispetto ai piloti sotto contratto all'inizio del 2023 è l'australiano Daniel Ricciardo in sostituzione dell'olandese Nyck de Vries all'ex team denominato AlphaTauri, a partire dal Gran Premio d'Ungheria 2023.

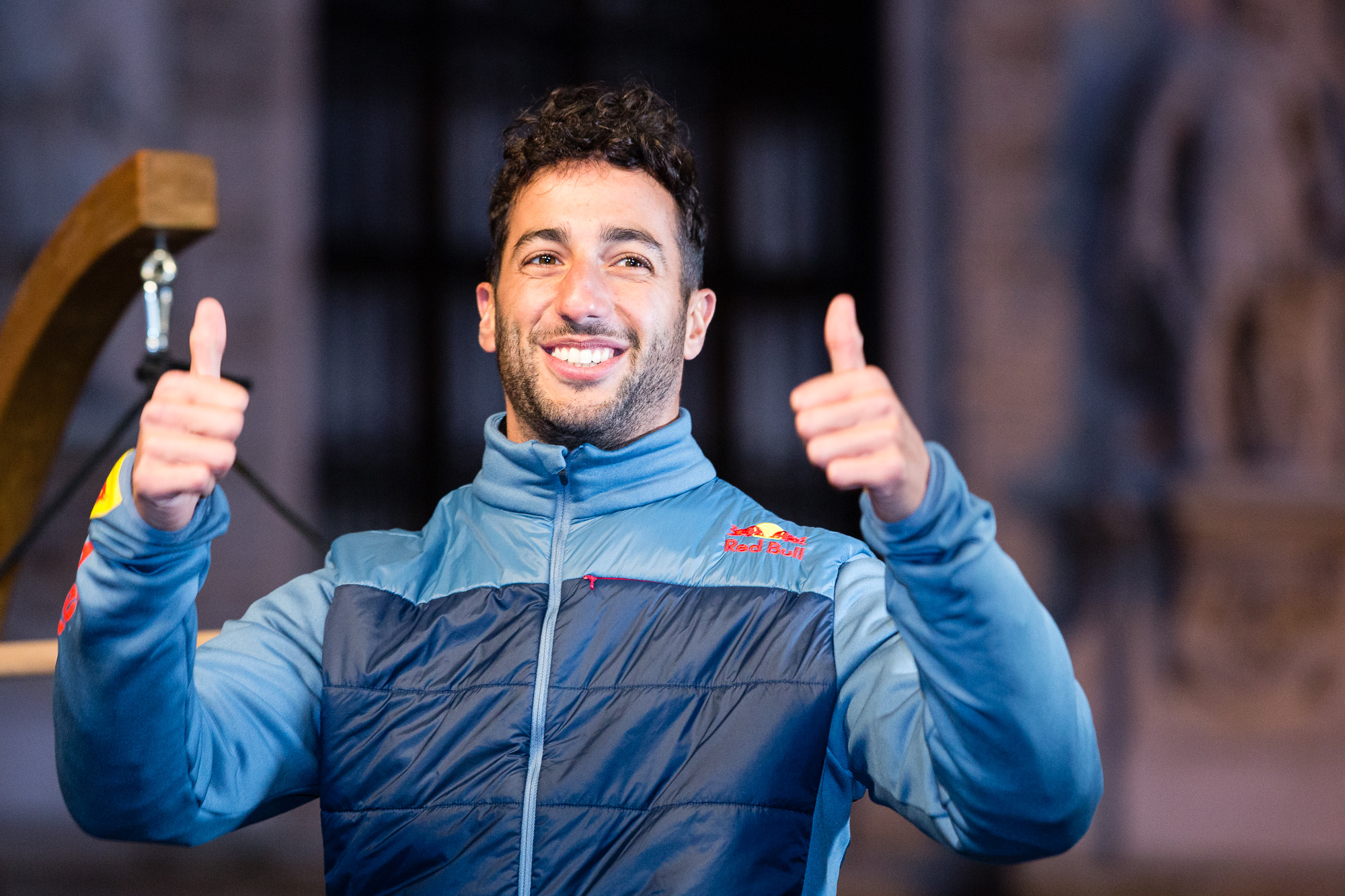
Daniel Ricciardo, che era tornato in Formula 1 dal Gran Premio d'Ungheria 2023 in sostituzione di De Vries, viene inizialmente confermato per la stagione 2024, prima di essere a sua volta sostituito da Lawson a partire dal Gran Premio degli Stati Uniti d'America.

Il pilota spagnolo della Ferrari, Carlos Sainz Jr., è costretto a saltare il Gran Premio d'Arabia Saudita in quanto gli è stata rilevata un'appendicite. Egli viene sostituito dal pilota di riserva della scuderia e di Formula 2 per il team Prema Racing, il britannico Oliver Bearman, il quale sceglie il 38 come numero di gara. Per Bearman è il debutto in un Gran Premio di Formula 1. Il britannico, il terzo più giovane di sempre a esordire nella massima categoria, è il primo pilota a debuttare nel campionato mondiale di Formula 1 in stagione con la Ferrari dal Gran Premio di Gran Bretagna 1972 con Arturo Merzario, nonché il pilota esordiente più giovane di sempre per la scuderia di Maranello e il quattordicesimo di nazionalità britannica. L'ultimo utilizzo, in gara, del numero 38, risale al Gran Premio del Canada 1989 con Christian Danner.
A causa di un incidente nella prima sessione di prove libere nel Gran Premio d'Australia del pilota thailandese della Williams, Alexander Albon, la scuderia non dispone di un telaio di riserva, e non è in grado di riparare in tempo quello danneggiato. Per il resto del weekend, la squadra decide di affidare ad Albon la vettura del compagno di squadra, lo statunitense Logan Sargeant, che è costretto a saltare il resto del Gran Premio.
A partire dal Gran Premio d'Italia, il pilota argentino di Formula 2 per la MP Motorsport, Franco Colapinto, si sposta alla Williams in sostituzione di Sargeant per il resto della stagione. Per Colapinto è il debutto in un Gran Premio di Formula 1, e sceglie il 43 quale numero di gara, utilizzato per l'ultima volta da Mike Thackwell nel Gran Premio degli Stati Uniti d'America-Est 1980.
Il pilota danese della Haas, Kevin Magnussen, è escluso dalla partecipazione al Gran Premio d'Azerbaigian alla luce dei dodici punti accumulati sulla superlicenza nel periodo di dodici mesi, i punti massimi consentiti secondo il regolamento sportivo, dopo una penalità ricevuta nel precedente Gran Premio d'Italia. Magnussen viene sostituito da Bearman. In questa occasione, il britannico corre con il 50 quale numero di gara, utilizzato per l'ultima volta da Rupert Keegan nel Gran Premio degli Stati Uniti d'America-Est 1980.
Prima del Gran Premio degli Stati Uniti d'America, la RB annuncia la separazione con Ricciardo. L'australiano viene sostituito dal pilota di riserva della squadra e della Red Bull Racing, Liam Lawson; il neozelandese aveva già corso nella categoria durante la precedente stagione, proprio al posto di Ricciardo e nella stessa scuderia, all'epoca denominata AlphaTauri. Lawson sceglie il 30 quale numero di gara, utilizzato per l'ultima volta da Jolyon Palmer nel Gran Premio del Giappone 2017.
Bearman sostituisce Magnussen alla Haas nel corso della sessione di prove libere e della Qualifica Sprint del Gran Premio di San Paolo in quanto il danese non è in perfette condizioni per gareggiare. Dopo la disputa della Qualifica Sprint la Haas comunica che Bearman prende parte a tutto il resto del weekend di gara. Albon della Williams non prende parte alla gara in quanto la sua vettura non può essere riparata in tempo per via di un incidente in qualifica.
Il pilota di riserva dell'Alpine, Jack Doohan, prenderà il posto del titolare Esteban Ocon nel Gran Premio di Abu Dhabi. Per Doohan è il debutto in un Gran Premio di Formula 1 e sceglie il 61 quale numero di gara, utilizzato per l'ultima volta da Eddie Johnson nella 500 Miglia di Indianapolis 1958.

### Tabella riassuntiva
I piloti e le scuderie che affrontano la stagione 2024 di Formula 1 sono:
| Scuderia                      | Costruttore                  | Telaio            | Power unit | Gomme | Nº | Piloti           | Sigla | GP                 | Terzo pilota / pilota di riserva                                                            |
| ----------------------------- | ---------------------------- | ----------------- | ---------- | ----- | -- | ---------------- | ----- | ------------------ | ------------------------------------------------------------------------------------------- |
| Oracle Red Bull Racing        | Red Bull Racing-Honda RBPT   | RB20              | Honda RBPT | P     | 1  | Max Verstappen   | VER   | Tutti              | Liam Lawson Isack Hadjar                                                                    |
| Oracle Red Bull Racing        | Red Bull Racing-Honda RBPT   | RB20              | Honda RBPT | P     | 11 | Sergio Pérez     | PER   | Tutti              | Liam Lawson Isack Hadjar                                                                    |
| Mercedes-AMG PETRONAS F1 Team | Mercedes                     | W15 E Performance | Mercedes   | P     | 63 | George Russell   | RUS   | Tutti              | Mick Schumacher Frederik Vesti Andrea Kimi Antonelli                                        |
| Mercedes-AMG PETRONAS F1 Team | Mercedes                     | W15 E Performance | Mercedes   | P     | 44 | Lewis Hamilton   | HAM   | Tutti              | Mick Schumacher Frederik Vesti Andrea Kimi Antonelli                                        |
| Scuderia Ferrari HP           | Ferrari                      | SF-24             | Ferrari    | P     | 16 | Charles Leclerc  | LEC   | Tutti              | Oliver Bearman Antonio Giovinazzi Robert Švarcman Antonio Fuoco Davide Rigon Arthur Leclerc |
| Scuderia Ferrari HP           | Ferrari                      | SF-24             | Ferrari    | P     | 55 | Carlos Sainz Jr. | SAI   | 1, 3-24            | Oliver Bearman Antonio Giovinazzi Robert Švarcman Antonio Fuoco Davide Rigon Arthur Leclerc |
| Scuderia Ferrari HP           | Ferrari                      | SF-24             | Ferrari    | P     | 38 | Oliver Bearman   | BEA   | 2                  | Oliver Bearman Antonio Giovinazzi Robert Švarcman Antonio Fuoco Davide Rigon Arthur Leclerc |
| McLaren Formula 1 Team        | McLaren-Mercedes             | MCL38             | Mercedes   | P     | 81 | Oscar Piastri    | PIA   | Tutti              | Patricio O'Ward Ryō Hirakawa                                                                |
| McLaren Formula 1 Team        | McLaren-Mercedes             | MCL38             | Mercedes   | P     | 4  | Lando Norris     | NOR   | Tutti              | Patricio O'Ward Ryō Hirakawa                                                                |
| Aston Martin Aramco F1 Team   | Aston Martin Aramco-Mercedes | AMR24             | Mercedes   | P     | 18 | Lance Stroll     | STR   | Tutti              | Felipe Drugovich Jak Crawford                                                               |
| Aston Martin Aramco F1 Team   | Aston Martin Aramco-Mercedes | AMR24             | Mercedes   | P     | 14 | Fernando Alonso  | ALO   | Tutti              | Felipe Drugovich Jak Crawford                                                               |
| BWT Alpine F1 Team            | Alpine-Renault               | A524              | Renault    | P     | 31 | Esteban Ocon     | OCO   | 1-23               | Jack Doohan                                                                                 |
| BWT Alpine F1 Team            | Alpine-Renault               | A524              | Renault    | P     | 61 | Jack Doohan      | DOO   | 24                 | Jack Doohan                                                                                 |
| BWT Alpine F1 Team            | Alpine-Renault               | A524              | Renault    | P     | 10 | Pierre Gasly     | GAS   | Tutti              | Jack Doohan                                                                                 |
| Williams Racing               | Williams-Mercedes            | FW46              | Mercedes   | P     | 23 | Alexander Albon  | ALB   | Tutti              | Franco Colapinto Luke Browning                                                              |
| Williams Racing               | Williams-Mercedes            | FW46              | Mercedes   | P     | 2  | Logan Sargeant   | SAR   | 1-2, 4-15          | Franco Colapinto Luke Browning                                                              |
| Williams Racing               | Williams-Mercedes            | FW46              | Mercedes   | P     | 43 | Franco Colapinto | COL   | 16-24              | Franco Colapinto Luke Browning                                                              |
| Visa Cash App RB F1 Team      | RB-Honda RBPT                | VCARB 01          | Honda RBPT | P     | 3  | Daniel Ricciardo | RIC   | 1-18               | Liam Lawson Ayumu Iwasa                                                                     |
| Visa Cash App RB F1 Team      | RB-Honda RBPT                | VCARB 01          | Honda RBPT | P     | 30 | Liam Lawson      | LAW   | 19-24              | Liam Lawson Ayumu Iwasa                                                                     |
| Visa Cash App RB F1 Team      | RB-Honda RBPT                | VCARB 01          | Honda RBPT | P     | 22 | Yūki Tsunoda     | TSU   | Tutti              | Liam Lawson Ayumu Iwasa                                                                     |
| Stake F1 Team Kick Sauber     | Kick Sauber-Ferrari          | C44               | Ferrari    | P     | 77 | Valtteri Bottas  | BOT   | Tutti              | Théo Pourchaire Zane Maloney Robert Švarcman                                                |
| Stake F1 Team Kick Sauber     | Kick Sauber-Ferrari          | C44               | Ferrari    | P     | 24 | Zhou Guanyu      | ZHO   | Tutti              | Théo Pourchaire Zane Maloney Robert Švarcman                                                |
| MoneyGram Haas F1 Team        | Haas-Ferrari                 | VF-24             | Ferrari    | P     | 20 | Kevin Magnussen  | MAG   | 1-16, 18-20, 22-24 | Oliver Bearman Pietro Fittipaldi                                                            |
| MoneyGram Haas F1 Team        | Haas-Ferrari                 | VF-24             | Ferrari    | P     | 50 | Oliver Bearman   | BEA   | 17, 21             | Oliver Bearman Pietro Fittipaldi                                                            |
| MoneyGram Haas F1 Team        | Haas-Ferrari                 | VF-24             | Ferrari    | P     | 27 | Nico Hülkenberg  | HUL   | Tutti              | Oliver Bearman Pietro Fittipaldi                                                            |

## Direzione gara
- Direttore di gara:  Niels Wittich[96] -  Rui Marques.[97]
- Safety car: vetture  Mercedes-AMG GT Black Series,[98]  Aston Martin Vantage[99] - pilota  Bernd Mayländer - copilota  Richard Darker.
- Medical car: vetture  Mercedes-AMG GT 63 S 4MATIC+,[98]  Aston Martin DBX707[99] - piloti  Bruno Correia,  Karl Reindler.

## Modifiche al regolamento

### Regolamento tecnico

#### Sviluppi futuri
Alle squadre non è consentito iniziare lo sviluppo della vettura destinata alla stagione 2026, che vedrà importanti modifiche al regolamento tecnico, fino all'inizio del 2025.

#### Abitacolo
A causa dell'eccessivo calore presente nel Gran Premio del Qatar 2023, i team potranno installare sotto la cella di sopravvivenza uno scoop che permetta loro di raffreddare la temperatura del pilota e della zona del cockpit.
Per via dell'incidente avvenuto al pilota cinese della Sauber, Zhou Guanyu, durante il weekend del Gran Premio di Gran Bretagna 2022, sono state implementate ulteriori misure di sicurezza al rollbar per garantire l'incolumità del pilota.

#### Freni
A partire dal Gran Premio d'Olanda, la Federazione introduce una modifica sul divieto esplicito delle frenate asimmetriche. Questo tipo di sistema, che poteva offrire un vantaggio alle monoposto attuali soggette a sottosterzo, avrebbe potuto migliorare la distribuzione del carico, contribuendo a una maggiore stabilità nelle curve lente. Tuttavia, con questa modifica, qualsiasi utilizzo di tale tecnologia viene proibito.

### Regolamento sportivo

#### Numero di componenti utilizzabili
A partire da quest'anno il numero massimo di componenti utilizzabili per il motore a combustione interna (ICE), l'MGU-H, l'MGU-K e il turbocompressore (TC) doveva essere ridotto da quattro unità (il massimo del precedente campionato), a tre. 
 Prima dell'inizio del campionato, la riunione della F1 Commission, compie un passo indietro, rendendo anche per quest'anno (e per il 2025), quattro il numero massimo dei componenti sopracitati. 
 Per l'unità di controllo elettronico (CE) e per il sistema di recupero dell'energia (ES), il numero rimane invariato a due componenti per stagione.

#### Gomme

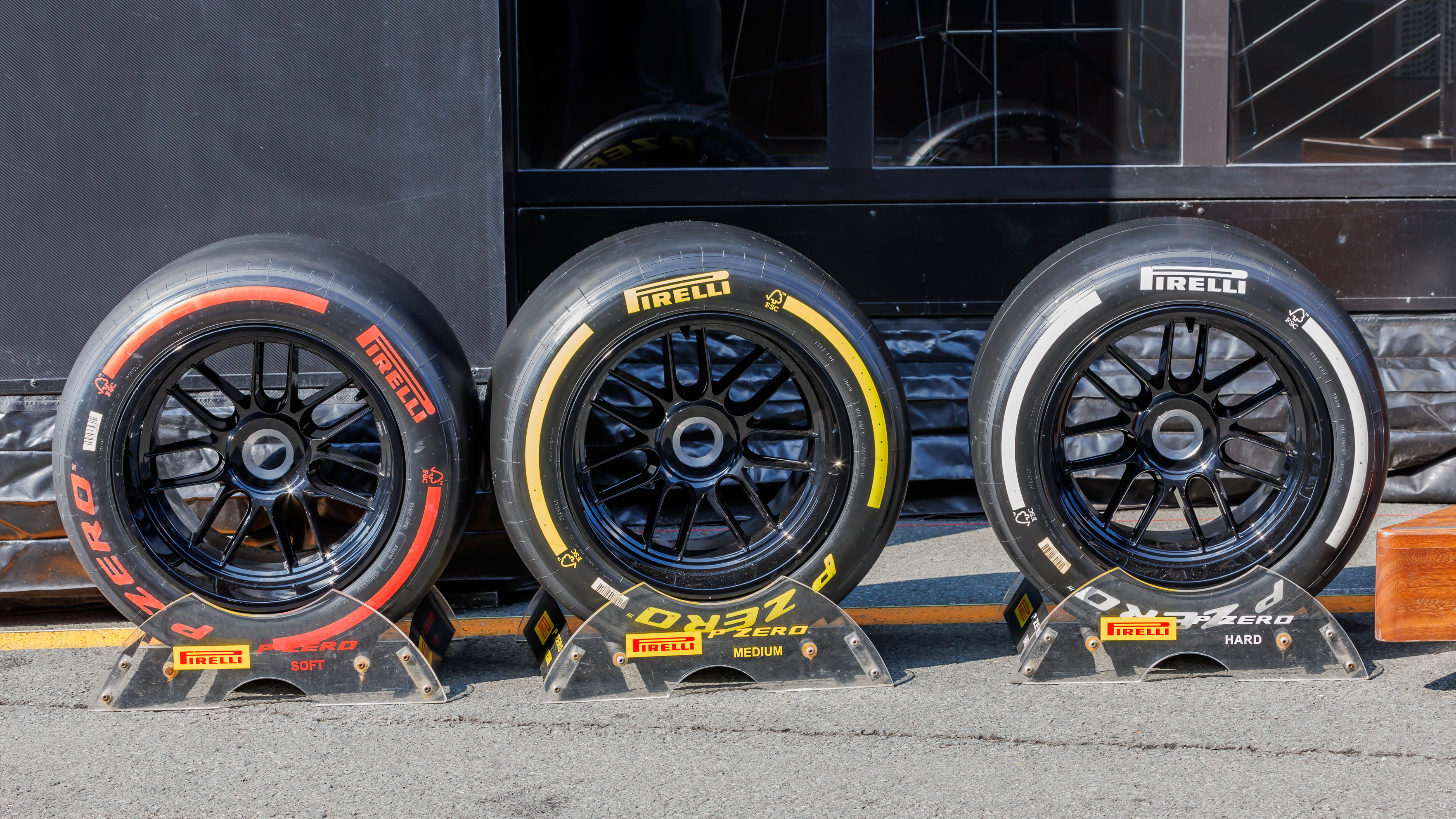
Le tre mescole da asciutto per la stagione 2024.

L'Alternative Tyre Allocation, ovvero l'allocazione alternativa degli pneumatici d'asciutto sperimentata nei Gran Premi d'Ungheria e d'Italia del 2023, dove ai piloti sono stati forniti undici set di pneumatici nel tentativo di ridurre i costi, viene interrotta. Pertanto, ogni pilota e ogni squadra tornano ad avere a disposizione tredici set di pneumatici d'asciutto durante ogni fine settimana di gara dove non è prevista la Sprint.
L'allocazione degli pneumatici da bagnato è stata modificata: se in precedenza venivano forniti quattro set di gomme con mescola intermedia e tre set con mescola da bagnato cospicuo, adesso sono messi a disposizione cinque set di gomme intermedie e due set di full wet. Per via di questo cambiamento, nei weekend in cui non è programmata la Sprint, è stata eliminata la possibilità di rendere disponibile un set aggiuntivo di gomme intermedie a favore di quei piloti che ne hanno utilizzato uno nella prima o nella seconda sessione di prove libere, oppure quando vi è un'elevata probabilità di pioggia nella terza sessione di libere.
A partire dal Gran Premio di Miami, è stato stabilito che, se almeno una delle tre sessioni di prove libere viene dichiarata bagnata, le squadre devono restituire un set di gomme intermedie entro due ore dalla fine della terza sessione. Questa modifica è stata introdotta, su suggerimento della Pirelli, in seguito a quanto si è verificato nel Gran Premio del Giappone, in cui nella seconda sessione di libere solo tredici piloti sono scesi in pista, di cui solo sette hanno fatto segnare un tempo, al fine di risparmiare un set di intermedie per poterlo eventualmente utilizzare in una delle sessioni successive.

#### Sprint
La Federazione, Liberty Media e i team raggiungono un accordo per il numero dei Gran Premi dove utilizzare il format della Sprint. Come nel 2023 il numero degli eventi è confermato a sei. Si terranno nel Gran Premio di Cina, Miami, Austria, Stati Uniti d'America, San Paolo e Qatar.
La riunione della F1 Commission prima dell'inizio del campionato ha annunciato i cambiamenti riguardo al formato per i Gran Premi caratterizzati dalla disputa della Sprint. La mattina del venerdì rimane invariata, con la disputa dell'unica sessione di prove libere del weekend. Nel venerdì pomeriggio viene disputata la Qualifica Sprint, composta da SQ1 di 12 minuti, SQ2 di 10 e SQ3 di 8, e che determina la griglia di partenza della Sprint, che quest'anno verrà disputata il sabato mattina. Le qualifiche per la gara domenicale vengono quindi spostate dal venerdì pomeriggio al tradizionale sabato pomeriggio, rendendole quindi uniformi con i weekend in cui non viene disputata la Sprint. La gara domenicale rimane invariata. Secondo il regolamento sportivo, la sessione di qualificazione alla Sprint viene ora chiamata Qualifica Sprint (Sprint Qualifying), in contrapposizione al nome Sprint Shootout utilizzato la stagione precedente. Il termine Qualifica Sprint era stato precedentemente utilizzato nella stagione 2021, nella quale debuttò la Sprint, per riferirsi alla gara breve stessa. L'altro cambiamento riguarda l'introduzione di un doppio parco chiuso, uno riguardante la Sprint ed uno riguardante la gara. Le monoposto entreranno in regime di parco chiuso all'inizio della prima fase della qualifica per la Sprint (SQ1), per uscirne alla partenza della gara breve. Torneranno poi in regime di parco chiuso all'inizio della Q1, per restarci, come di consueto, fino alla partenza della gara.

#### Utilizzo del DRS
Dopo la sperimentazione, con esito positivo, avvenuta l'anno precedente durante le Sprint, a partire da quest'anno cambia l'utilizzo del Drag Reduction System durante la gara dopo la partenza o dopo la ripartenza in caso di safety car: si potrà utilizzare l'ala posteriore mobile dopo un solo giro e non due come avvenuto finora.

#### Diritto di revisione e multe
Il diritto di revisione contro le decisioni prese dai commissari sportivi durante i Gran Premi viene modificato. In precedenza, i team avevano fino a quattordici giorni per presentare una richiesta. L'arco temporale viene ridotto a quattro giorni, ovvero a 96 ore dalla conclusione del Gran Premio. Per limitare tentativi di ricorso potenzialmente futili, la Federazione introduce anche una tassa pari a 2 000 euro.
Il valore massimo di una multa applicabile al singolo pilota viene innalzato da 250 000 euro a 1 milione di euro.

#### Qualifiche
Nella note inviate dal direttore di gara ai team prima del Gran Premio del Bahrein, gara inaugurale del campionato, era stato stabilito che, per evitare che i piloti guidassero lentamente nei giri di lancio e di rientro durante le qualifiche, ad essi era richiesto di non superare il tempo massimo prestabilito almeno una volta in ciascuna sezione della pista tra due pannelli luminosi e in corrispondenza delle linee di ingresso e di uscita dai box (safety car line 1 e safety car line 2). Qualsiasi pilota che non avesse rispettato questo limite sarebbe stato segnalato ai commissari sportivi e avrebbe rischiato una penalizzazione. Questo sarebbe stato un cambiamento rispetto al 2023, dove l'organo mondiale dell'automobilismo aveva introdotto, a partire dal Gran Premio d'Italia, un tempo massimo da rispettare nel tratto di pista compreso tra la safety car line 2 e la safety car line 1, considerando però l'intero giro di pista e quindi non valutando il rispetto di tale tempo massimo in ogni zona del tracciato. Tuttavia, successivamente, prima delle qualifiche di quello stesso Gran Premio, la Federazione decide di tornare al metodo 2023 per misurare il tempo massimo sul giro, valutando quindi solo l'intero giro di pista.
Durante la pausa estiva, il regolamento è stato modificato per chiarire il caso di un pilota che si ferma in una qualsiasi zona del tracciato, al di fuori della pit lane, durante le qualifiche: quel pilota non potrà più partecipare alla sessione solo se riceve assistenza fisica per ripartire. In precedenza, la regola stabiliva genericamente che un'auto che si fosse fermata lungo la pista durante le qualifiche non avrebbe più potuto continuare la sessione. Questo chiarimento è stato introdotto in seguito a quanto accaduto nelle qualifiche del Gran Premio di Cina, durante le quali il pilota spagnolo della Ferrari, Carlos Sainz Jr., era andato a sbattere contro le barriere e si era fermato lungo la pista causando una bandiera rossa; il pilota era però riuscito, dopo alcuni minuti, a ripartire e riportare la macchina ai box e quindi era stato in grado di ritornare in pista quando la sessione era stata fatta riprendere.

#### Penalità
La sanzione da parte dei commissari sportivi per un pilota che ne supera un altro fuori dal tracciato e ottiene un vantaggio è stata aumentata da una penalità di cinque secondi a una penalità di dieci secondi. La modifica è stata apportata poiché la penalità di cinque secondi era considerata insufficiente, con i piloti che guadagnavano regolarmente più di cinque secondi sorpassando illegalmente le vetture più lente fuori pista. Lo stesso cambiamento è stato adottato anche per i casi in cui un pilota causa una collisione, che prevedono ora come penalità standard dieci secondi. Le penalità di cinque secondi rimangono nel regolamento e quindi possono ancora essere assegnate.
A partire dal Gran Premio di Miami, la Federazione modifica i regolamenti per giudicare una potenziale partenza anticipata. Secondo le regole precedenti, i commissari sportivi non potevano penalizzare un pilota per una partenza anticipata se non era stato rilevato da un transponder. Questa regola ha portato il pilota britannico della McLaren, Lando Norris, a evitare una penalità nonostante si fosse mosso visibilmente in anticipo all'inizio del Gran Premio d'Arabia Saudita. L'aggiornamento del regolamento consente ai commissari di penalizzare un pilota se si muove prima della partenza, anche se il transponder non registra l'infrazione. Il regolamento chiarisce inoltre che le partenze anticipate verranno giudicate da dopo l'accensione della seconda luce rossa, quella dei quattro secondi, a prima che venga dato il segnale di partenza con lo spegnimento di tutte le luci rosse.
Durante la pausa estiva è stato chiarito quando una penalità comminata in una gara o in una Sprint può essere convertita in penalità in griglia per la gara successiva, se il pilota non è stato in grado di scontarla durante la corsa stessa: le penalità di tempo di cinque e dieci secondi possono essere convertite nel caso in cui il pilota risulta essere non classificato al termine della gara o della Sprint, mentre le penalità del drive-through e dello stop and go possono essere convertite se il pilota si è ritirato dalla gara o dalla Sprint. Nella formulazione precedente della regola veniva stabilito genericamente che se il pilota non era riuscito a scontare la penalità a causa del ritiro dalla gara o dalla Sprint, poteva essere imposta una penalità in griglia per la gara successiva. Questa precisazione si è resa necessaria in seguito a quanto accaduto nella Sprint del Gran Premio di Cina e nella gara del Gran Premio d'Austria, nel corso delle quali sono state imposte delle penalità di tempo non scontate dai piloti prima del loro ritiro; tuttavia, dato che in entrambi casi il ritiro è avvenuto dopo aver completato il 90% della distanza prevista, i piloti sono stati comunque classificati e quindi le penalità sono state aggiunte al loro tempo finale della corsa.

#### Procedura della bandiera rossa
Durante la pausa estiva, sono state modificate le norme relative alla bandiera rossa, con validità a partire dal Gran Premio d'Olanda: durante questo periodo, le vetture possono essere istruite a schierarsi sulla griglia di partenza, anziché in pit lane, nel caso in cui quest'ultima deve essere chiusa per motivi di sicurezza; il primo pilota ad arrivare sulla griglia di partenza si fermerà sulla casella della pole position e gli altri occuperanno le restanti caselle in base all'ordine in cui sono arrivati. Le procedure previste verranno svolte sulla griglia di partenza, invece che in pit lane.

#### Test
Durante la pausa estiva, il regolamento è stato aggiornato per consentire ai team di realizzare muletti sulla base di vetture esistenti nel periodo 2020-2023, al fine di prepararsi al meglio alle modifiche al regolamento tecnico previste per la stagione 2026. Le squadre che utilizzano i muletti potranno utilizzare solo piloti con 500 km di esperienza nella guida di un'attuale vettura di Formula 1 a velocità di corsa costanti.

#### Filming day
In passato i filming day, giornate in cui le vetture utilizzavano il tracciato per scopi di marketing, erano limitati a 100 km di percorrenza. A partire dal 2024 le squadre possono ora percorrere il doppio di questa distanza (200 km) ma prevedendo solo una discesa in pista al giorno.

### Direzione gara
Il direttore di gara, il tedesco Niels Wittich, che aveva ricoperto questo ruolo a partire dal 2022, inizialmente alternandosi con il portoghese Eduardo Freitas fino al Gran Premio del Giappone, si dimette dopo il Gran Premio di San Paolo. A partire dal successivo Gran Premio di Las Vegas, il ruolo di Wittich viene occupato dal portoghese Rui Marques, già direttore di gara per la Formula 2 e la Formula 3.

### Gomme
La mescola C0, la più dura del lotto nella stagione 2023, è stata rimossa, in quanto mai utilizzata.
| Nome mescola              | Colore | Colore | Battistrada | Condizioni               | Aderenza | Durata | Compound |
| ------------------------- | ------ | ------ | ----------- | ------------------------ | -------- | ------ | -------- |
| Morbide (Soft)            | Rosso  |        | Liscio      | Da asciutto              | Alta     | Bassa  | C5-C4-C3 |
| Medie (Medium)            | Giallo |        | Liscio      | Da asciutto              | Media    | Media  | C4-C3-C2 |
| Dure (Hard)               | Bianco |        | Liscio      | Da asciutto              | Bassa    | Alta   | C3-C2-C1 |
| Intermedie (Intermediate) | Verde  |        | Scanalato   | Da bagnato lieve o medio | N.D.     | N.D.   | N.D.     |
| Da bagnato (Wet)          | Blu    |        | Scanalato   | Da bagnato cospicuo      | N.D.     | N.D.   | N.D.     |

## Riassunto della stagione

### Gran Premio del Bahrein
Verstappen mantiene il comando: è seguito da Leclerc, Russell, Pérez e Sainz Jr. Al terzo giro Charles Leclerc cede la posizione a Russell, mentre Lando Norris prende la sesta piazza ad Alonso. Dopo un paio di altri giri anche l'altro pilota della McLaren, Piastri, supera lo spagnolo. Anche Leclerc sembra in crisi, tanto da essere superato da Pérez, già al settimo giro. Tre giri dopo Lewis Hamilton scala ottavo, passando Alonso.
All'undicesimo passaggio Carlos Sainz Jr. ha la meglio sul compagno di scuderia Leclerc mentre, dal giro seguente, iniziano i cambi gomme. Russell e Leclerc montano gomme dure. Al quattordicesimo giro Pérez, passato a gomme hard, come Piastri e Hamilton, prende la posizione a Russell. Al quindicesimo giro si ferma Sainz Jr., mentre Fernando Alonso attende il giro seguente. Dopo la sosta Leclerc è ripassato davanti a Sainz Jr. che, però, ripassa subito. Lo spagnolo della Ferrari, in seguito, ha la meglio anche su Russell. Verstappen cambia le gomme al diciottesimo passaggio. Il pilota della Red Bull Racing comanda la gara, dopo la sosta, con 5"6 su Pérez, 8"6 su Sainz Jr., 10"2 su Russell e 11"8 su Leclerc.
George Russell è il primo, tra i piloti di testa, ad effettuare la seconda sosta, al trentatreesimo giro. Il britannico della Mercedes, rientrato in pista alle spalle di Alonso, lo passa facilmente. Dopo la sosta Sergio Pérez torna in pista poco davanti a Sainz Jr., che però non è capace di ridurre il margine di distacco per attaccare il messicano. Leclerc registra, al trentaseiesimo passaggio, il giro più veloce assoluto. Verstappen attende il trentottesimo passaggio per il cambio gomme, optando per gomme soft, così come aveva fatto il suo compagno di squadra Pérez. Nel giro seguente l'olandese strappa il giro più veloce a Leclerc, con un margine di quasi un secondo e mezzo. L'ultimo a cambiare è Alonso che, però, avendo atteso troppo, e avendo rovinato gli pneumatici, è sceso fuori dalla zona dei punti. Sfruttando un errore di Russell, Leclerc sale in quarta posizione.
Max Verstappen vince il cinquantacinquesimo Gran Premio in carriera. Per il tre volte campione del mondo è il secondo successo nel Gran Premio del Bahrein dopo quello dell'edizione precedente. Per la Red Bull Racing, al quarto successo complessivo in questo appuntamento, il secondo consecutivo, è la centoquattordicesima vittoria della propria storia, ed eguaglia i successi della Williams, al quarto posto di sempre. Per Pérez la seconda posizione è il miglior risultato dal Gran Premio d'Italia 2023. Il terzo posto di Sainz Jr. è stato solamente il quarto podio dall'inizio del campionato precedente. Leclerc, quarto, ottiene dodici punti, dopo averne ottenuti solo sei nelle prime tre gare del 2023 messe insieme. Con Russell quinto e Hamilton settimo, la Mercedes ottiene lo stesso risultato dell'edizione precedente, ma con posizioni invertite. Per Hamilton è il peggior risultato nel Gran Premio del Bahrein dall'inizio dell'era turbo-ibrida, nella stagione 2014. La McLaren, con Norris sesto e Piastri ottavo, ottiene punti nella gara inaugurale per la prima volta dal 2021. L'australiano conquista gli stessi punti di quelli ottenuti nelle prime cinque gare della scorsa stagione. Alonso termina nono dopo aver concluso a podio nelle prime tre gare del 2023. Con la decima posizione di Stroll, l'Aston Martin ottiene punti con entrambe le vetture per il secondo anno di fila in questa gara. La dodicesima posizione di Magnussen è il suo miglior risultato dall'aver ottenuto un punto nel Gran Premio di Singapore 2023.
Per Verstappen, al novantanovesimo podio e vittorioso per la diciottesima volta nelle ultime diciannove gare, è il quinto Grand Chelem (pole position, giro veloce e vittoria del Gran Premio conducendo tutti i giri in testa), dopo il Gran Premio del Qatar 2023, al pari di Alberto Ascari e Michael Schumacher, al terzo posto di sempre, e il dodicesimo hat trick (pole position, giro veloce e vittoria), dopo il Gran Premio di Abu Dhabi 2023, in carriera in Formula 1, al terzo posto generale. Verstappen è il primo pilota a ottenere un Grand Chelem nella gara d'apertura da Michael Schumacher nel Gran Premio d'Australia 2004. Il campione del mondo, che ottiene l'ottava vittoria consecutiva, per la terza striscia più lunga di sempre, è il settimo pilota della storia a realizzare un hat trick alla prima gara stagionale. L'olandese estende a quarantadue gare, la seconda striscia più lunga di tutti i tempi, nel quale ottiene punti consecutivamente, con la serie iniziata nel Gran Premio dell'Emilia-Romagna 2022, e conduce un Gran Premio nella sua interezza per la tredicesima volta in carriera.
La Red Bull Racing inizia la ventesima stagione in Formula 1 con una doppietta, la ventinovesima della propria storia, di cui dodici di queste messe a segno dal 2022, e la prima da quella del Gran Premio d'Italia 2023. Il costruttore austriaco termina nelle prime due posizioni nella gara d'apertura per il secondo anno di fila, e trionfa per la trentaduesima volta nelle ultime trentaquattro gare, sempre vittoriosa dalle ultime diciannove pole position. Con il settimo posto, Hamilton ottiene punti per la diciottesima stagione consecutiva in Formula 1, stabilendo un nuovo record e superando quello del suo ex compagno di squadra, Jenson Button. Per la diciassettesima volta nella storia della massima categoria, di cui le ultime tredici gare a partire dal 2015, non si sono verificati ritiri, occorrenza verificatasi per l'ultima volta nel Gran Premio di Abu Dhabi 2023, ultimo appuntamento del precedente campionato, nel quale, nonostante Sainz Jr. fu l'unico pilota a non tagliare il traguardo, fu comunque classificato per aver coperto il 90% della distanza di gara. Per la prima volta nella storia della categoria, la gara inaugurale non segna nessun ritiro. È stato il quinto Gran Premio del Bahrein più veloce della storia sul tempo della distanza di gara, alla ventesima edizione.

### Gran Premio d'Arabia Saudita

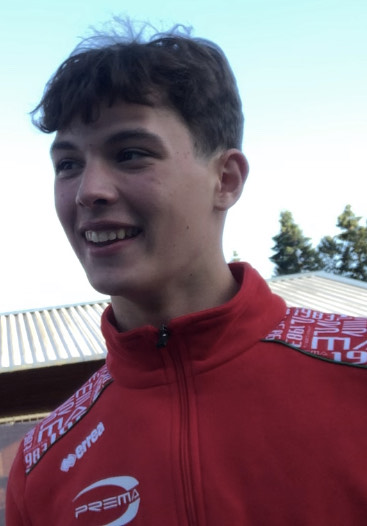
Il 18enne Oliver Bearman, terzo pilota della Ferrari, debutta in Formula 1 nel fine settimana di Gedda in sostituzione dell'indisponibile Sainz Jr.; il britannico chiude il Gran Premio al 7º posto, divenendo il più giovane pilota nella storia del Cavallino a ottenere punti.

Verstappen mantiene il comando della gara, mentre Sergio Pérez attacca, senza successo, Leclerc. Seguono poi Alonso, le due McLaren e le due Mercedes. Piastri è capace di passare Alonso, già nel secondo giro, mentre Pérez prende la seconda posizione a Leclerc, al quarto. Al settimo giro Lance Stroll rovina la sospensione anteriore sinistra toccando un muretto, perde il controllo della vettura e finisce contro le barriere. La gara vede l'entrata in pista della safety car. Approfittano della situazione, per il cambio gomme, tra i piloti di testa, Verstappen, Pérez, Leclerc, Piastri, Alonso, Russell, Tsunoda e Bearman.
Quando il Gran Premio ricomincia nella sua valenza agonistica, Lando Norris si trova in vetta, davanti a Verstappen, Hamilton, Pérez, Leclerc e Piastri. Già al tredicesimo giro Verstappen riprende il comando, mentre, più dietro, Pérez scala terzo, passando Lewis Hamilton. Poco dopo i commissari comminano cinque secondi di penalità al messicano della Red Bull Racing, per essere stato rimandato in gara, dopo il pit stop, in maniera pericolosa, al sopraggiungere di Alonso. Al quindicesimo giro Leclerc supera Hamilton, mentre si accende la lotta tra quest'ultimo e Piastri, per il quinto posto. Tre giri dopo Pérez prende la seconda posizione a Norris. Il pilota della McLaren cede anche la terza piazza, a Charles Leclerc, al ventisettesimo passaggio.
Dopo 32 giri Verstappen comanda, con 8" di vantaggio su Pérez e 17" su Leclerc. Piastri affianca Hamilton, al trentacinquesimo giro, ma senza riuscire a passarlo. Tra il trentasettesimo e il trentottesimo giro si fermano, per la sosta, prima Hamilton, poi Norris. Quest'ultimo è ottavo, davanti a Hamilton, nono. Ciò consente a Oliver Bearman di scalare settimo, alle spalle di George Russell. Al trentottesimo giro Hamilton segna il giro veloce, si avvicina a Norris che, per la sua difesa, subisce l'esposizione della bandiera bianconera. I due si avvicinano a Bearman, che però è capace di mantenere agevolmente la posizione. Nell'ultimo giro sia Verstappen che Leclerc cercano di ottenere il punto addizionale, previsto per chi fa il giro veloce: la spunta il monegasco, con 141 millesimi di margine.
Max Verstappen vince il cinquantaseiesimo Gran Premio in carriera, la seconda vittoria in stagione, nonché consecutiva. Per il tre volte campione del mondo è il secondo successo nel Gran Premio d'Arabia Saudita dopo l'edizione del 2022. Per la Red Bull Racing, alla seconda vittoria stagionale e consecutiva, è il terzo successo complessivo in questo appuntamento, nonché consecutivo, e la centoquindicesima vittoria della propria storia. Il costruttore austriaco segna la seconda doppietta consecutiva e la trentesima della propria storia. La squadra registra due doppiette nelle prime due gare per la seconda stagione di fila. Pérez ottiene la seconda posizione per la seconda gara consecutiva, nonostante la penalità di cinque secondi, non avendo terminato così in alto in nessuna delle ultime otto gare del campionato precedente. Con la terza posizione di Leclerc, la Ferrari è l'unica squadra diversa dalla Red Bull Racing a finire sul podio in stagione.
Piastri termina quarto con la McLaren, che non ha concluso tra i primi cinque in nessuna delle prime otto gare della scorsa stagione. Il risultato dell'australiano è il migliore di sempre per la scuderia di Woking sul circuito di Gedda. Alonso, quinto, ottiene punti nelle prime due gare, ma è sempre arrivato al traguardo in una posizione più bassa di quella iniziale. Con il sesto posto, Russell ottiene un piazzamento tra i primi sei in entrambe le gare fin qui disputate. Norris conclude ottavo e segna dodici punti nelle prime due gare della stagione dopo che nel 2023 gliene sono servite otto per segnare gli stessi punti. Hamilton, nono, termina a punti per la quarta volta in altrettante edizioni della gara Saudita, ma da cinque gare non ottiene un piazzamento nelle prime sei posizioni. Hülkenberg, decimo, termina una striscia di venti gare senza conquistare punti, escludendo le Sprint. Grazie al risultato del tedesco, la Haas ottiene punti in questo appuntamento per la terza edizione consecutiva. L'undicesima posizione di Albon è il miglior risultato per la Williams dalla nona piazza dello stesso thailandese nel Gran Premio di Città del Messico 2023. Magnussen e Tsunoda terminano rispettivamente dodicesimo e quattordicesimo come nel precedente Gran Premio del Bahrein, prima che il giapponese fosse penalizzato di cinque secondi. La tredicesima posizione di Ocon è il miglior risultato per l'Alpine in stagione.
Verstappen diventa il pilota di maggior successo nella gara saudita, triofando più di una volta dopo le precedenti tre edizioni caratterizzate da tre vincitori diversi. Egli ottiene il centesimo podio in carriera, ed è il settimo pilota differente a raggiungere questo traguardo nella storia del mondiale. L'olandese, che ottiene la nona vittoria consecutiva, per la seconda striscia più lunga di sempre, al pari di Sebastian Vettel, estende a quarantatré gare, la seconda striscia più lunga di tutti i tempi, nel quale ottiene punti consecutivamente, con la serie iniziata nel Gran Premio dell'Emilia-Romagna 2022. Verstappen, che non aveva mai vinto le prime due gare del campionato, conduce la classifica piloti e sorpassa Ayrton Senna per quanto riguarda la percentuale tra gare corse da leader della classifica generale e di quelle disputate in carriera (29,81%). Il tre volte campione del mondo partecipa al successivo Gran Premio d'Australia senza che si sia ritirato per due anni dallo stesso appuntamento.
Bearman, settimo, è il trecentocinquantaduesimo pilota a punti nella storia della categoria, il primo di nazionalità britannica da Russell nel Gran Premio di Sakhir 2020, e il sessantottesimo a ottenere punti nella gara d'esordio, il primo britannico a riuscirci da Paul di Resta nel Gran Premio d'Australia 2011. È il primo pilota a punti nella gara d'esordio da Nyck de Vries nel Gran Premio d'Italia 2022. Bearman ottiene il riconoscimento quale pilota del giorno alla sua prima gara dopo lo stesso De Vries nello stesso Gran Premio, il ventiseiesimo pilota differente votato pilota del giorno e il quarto britannico diverso dopo Hamilton, Norris e Russell. Egli è il più giovane pilota Ferrari a punti e il terzo più giovane della storia dopo Verstappen nel Gran Premio della Malesia 2015 e Stroll nel Gran Premio del Canada 2017. Bearman diventa il quarto pilota consecutivo a conquistare punti al suo debutto in un Gran Premio con la Ferrari, dopo Ignazio Giunti e Clay Regazzoni nel 1970, e Arturo Merzario nel 1972. Quattro piloti britannici ottengono punti nella stessa gara per la prima volta dal Gran Premio di Francia 1968 con John Surtees, Jackie Stewart, Vic Elford e Piers Courage. È stato il più veloce Gran Premio d'Arabia Saudita della storia sul tempo della distanza di gara, dopo il suo debutto nella stagione 2021, corso alla media di 229,270 km/h.

### Gran Premio d'Australia
Verstappen si difende da Sainz Jr., al via; seguono Norris, Leclerc, Piastri e Russell. Nel secondo giro il ferrarista passa al comando mentre, poco dopo, Verstappen presenta dei problemi ai freni che lo costringono al ritiro, subito dopo essere entrato ai box. Hamilton si ferma al cambio gomme, al settimo giro. Il pilota della Mercedes passa alle coperture dure. Tre giri dopo si fermano, uno dietro all'altro, Leclerc e Piastri. Il monegasco rientra in pista alle spalle di Pierre Gasly, ma lo passa molto presto. La stessa manovra riesce anche a Piastri.
Al quindicesimo giro c'è la sosta per Lando Norris e per Pérez. Il pilota della McLaren ha ritardato troppo il cambio gomme, e torna in gara alle spalle di Leclerc e di Piastri. Sainz Jr. comanda, davanti ad Alonso, Leclerc, Piastri, Norris e Nico Hülkenberg. Pérez è decimo, davanti a Hamilton. Al sedicesimo passaggio George Russell supera Gasly, per la settima posizione. Un giro dopo è il turno per Sainz Jr. di effettuare il pit stop. Pochi istanti dopo si deve ritirare Lewis Hamilton; la necessità di mettere in sicurezza la sua vettura costringe la direzione di gara a imporre il regime di virtual safety car. Ciò permette a Fernando Alonso di effettuare la sua sosta. Il Gran Premio vede al comando le due Ferrari, seguite dalle due McLaren, poi Alonso, Russell e Pérez.
Al ventunesimo giro Sergio Pérez supera Russell e, sei giri dopo, anche Alonso. Poco dopo la McLaren invita Piastri a cedere la posizione a Norris, più rapido. Dopo 32 giri Sainz Jr. ha un margine di 7"8 su Leclerc, 10"3 su Norris, 13" su Piastri e oltre 23 su Pérez. Norris riduce lo svantaggio da Leclerc, che entra ai box, per la seconda sosta, dopo 35 giri di gara. Il pilota della Ferrari rimonta gomme hard e rientra in pista poco davanti a Pérez, che si fermerà il giro dopo, riuscendo però a mantenere la posizione. Oscar Piastri, dopo un errore di guida all'ultima curva, va alla sua seconda sosta, al quarantesimo passaggio. Il giro dopo è il turno per Norris. Al quarantaduesimo giro si ferma anche Carlos Sainz Jr.; Piastri, nello stesso giro, passa Alonso.
La classifica vede ancora al comando Sainz Jr., con 5" su Leclerc, 9"5 su Norris, 18"4 su Russell, che non si è fermato, e 28"3 su Pérez. Russell si ferma solo al quarantaseiesimo giro. Il britannico rientra in gara alle spalle di Pérez e Alonso. Norris, al quarantanovesimo giro, coglie il giro veloce in gara. Il suo primato viene, però, presto battuto da Leclerc. Negli ultimi giri Russell si mette all'inseguimento di Alonso; al penultimo giro il pilota della Mercedes perde il controllo della sua vettura, alla curva 6, va nella via di fuga, per poi rientrare in pista e fermarsi in mezzo al tracciato. Gli ultimi due giri di gara sono svolti in regime di virtual safety car.
Carlos Sainz Jr. vince il terzo Gran Premio in carriera. Per il pilota spagnolo è il primo successo dal Gran Premio di Singapore 2023. Per la Ferrari è la duecentoquarantaquattresima vittoria della propria storia, e la prima nel Gran Premio d'Australia da quella dell'edizione 2022 con Leclerc, nonché l'undicesima complessiva. Il costruttore di Maranello segna l'ottantaseiesima doppietta nella storia del mondiale, per la prima volta dal Gran Premio del Bahrein 2022. Con la seconda posizione, Leclerc eguaglia il suo record personale di punti in dodici gare consecutive. Il monegasco termina a podio per la quinta volta nelle ultime sei gare. La terza posizione di Norris è stato il primo podio per la McLaren in dieci stagioni nella gara australiana. Pérez ottiene la stessa quinta posizione dell'edizione precedente, mentre Alonso, sesto all'arrivo, ma ottavo a seguito della penalità, è uno dei sei piloti sempre a punti in tutte le gare fin qui disputate in stagione. Per Tsunoda la settima posizione è il miglior piazzamento dal Gran Premio dell'Emilia-Romagna 2022. La RB ottiene punti per la prima volta in campionato. Hülkenberg, nono, conquista punti nelle ultime quattro apparizioni in questo appuntamento. Il tedesco ottiene punti per la seconda gara di fila dopo venti gare in cui non ne ha conquistati. Con la decima posizione di Magnussen, la Haas ottiene punti con entrambe le vetture per la prima volta dal Gran Premio d'Austria 2022. Albon termina undicesimo, mancando l'accesso alla zona punti per 0"928. Ricciardo conclude dodicesimo, al miglior risultato in stagione, nel decimo Gran Premio di casa.
Sainz Jr., al primo successo senza partire dalla pole position e al ventesimo podio in carriera, è il secondo vincitore diverso in stagione dopo Verstappen, il ventitreesimo nel Gran Premio d'Australia, il terzo differente nelle ultime tre edizioni della gara, e il primo di nazionalità spagnola da Alonso nell'edizione del 2006. Tutti e tre i successi in carriera dello spagnolo sono ottenuti in altrettanti Gran Premio differenti. Sainz Jr. e Verstappen sono gli unici vincitori negli ultimi undici mesi. Sainz Jr. è il primo pilota a trionfare da un ritorno per infortunio oppure assenza medica da Gerhard Berger nel Gran Premio di Germania 1997. La Ferrari diventa il secondo costruttore vincente differente in stagione dopo la Red Bull Racing, ed eguaglia la McLaren quale scuderia con più successi nella gara australiana, con undici. Essa segna la terza doppietta della storia in questo appuntamento dopo quelle del 2000 e 2004, solamente la seconda in questo decennio, e la decima vittoria a Melbourne, già quale costruttore con più vittorie in questa sede. La Ferrari ha ottenuto solo quattro doppiette nelle ultime quattordici stagioni. Verstappen, ritirato per la prima volta dallo stesso Gran Premio nella stagione 2022, termina una serie di nove successi consecutivi, al secondo posto di sempre insieme a Sebastian Vettel, e si ferma a quarantatré gare, la seconda striscia più lunga di tutti i tempi, nel quale ottiene punti consecutivamente, con la serie che era iniziata nel Gran Premio dell'Emilia-Romagna 2022. Il leader del campionato termina anche una striscia record di diciotto partenze dalla pole position in cui era imbattuto. Verstappen aveva vinto diciannove delle ultime venti gare prima di questo appuntamento. Norris segna un nuovo record quale pilota con il maggior numero di podi, quattordici, senza ancora aver vinto un Gran Premio. Piastri eguaglia Mark Webber e Ricciardo quale pilota australiano ad ottenere il quarto posto come miglior piazzamento nel Gran Premio di casa.
In caso di piazzamenti invertiti dei due piloti della Ferrari, Leclerc sarebbe stato in testa al campionato in quanto sia il monegasco che la Ferrari sono a quattro punti di margine dalla testa di entrambe le classifiche mondiali. Per la quarantottesima volta da quando è stato istituito nella stagione 2016, il riconoscimento del pilota del giorno è assegnato al pilota vincitore della gara. L'ultima corsa in cui le prime due posizioni sono occupate dalla Ferrari e la terza e la quarta dalla McLaren risale al Gran Premio del Belgio 2007. Senza Russell né Hamilton al traguardo, la Mercedes termina una serie di sessantadue Gran Premi a punti, il quale eguaglia la sua precedente migliore serie di punti nella categoria. L'ultima gara in cui il costruttore tedesco non ha ottenuto punti fu il Gran Premio d'Azerbaigian 2021, mentre l'ultimo doppio ritiro risale al Gran Premio d'Austria 2018. Verstappen e Hamilton non concludono una gara solamente per la seconda volta dopo il Gran Premio d'Italia 2021, quando ebbero una collisione tra di loro. Il giro più veloce della gara di 1'19"813 realizzato da Leclerc rappresenta il rilievo cronometrico più rapido in gara sul circuito di Melbourne, con l'attuale configurazione utilizzata dal 2022. Il precedente record di 1'20"235 fu appannaggio di Pérez, stabilito l'anno precedente. Il monegasco ottiene il giro più veloce per la seconda gara di fila. I meccanici della Red Bull Racing stabiliscono il primato stagionale di tempo per una sosta ai box durante un pit stop di Pérez, con 2"10. Il precedente record apparteneva alla Ferrari per una sosta ai box di Leclerc con 2"23 nel Gran Premio del Bahrein. Anche il costruttore italiano batte il proprio tempo segnato a Sakhir, in due occasioni e sempre per una sosta ai box di Leclerc, rispettivamente con 2"18 e 2"20. In ogni stagione in cui una squadra ha ottenuto una doppietta nel Gran Premio d'Australia a Melbourne ha poi vinto entrambi i campionati mondiali, con la Mercedes l'ultima squadra a riuscirci, nel 2019. È stato il più veloce Gran Premio d'Australia della storia sul tempo della distanza di gara tra le due sedi di Adelaide e Melbourne, e tra le due configurazioni del circuito di Albert Park, corso alla media di 228,316 km/h. È il primo Gran Premio della storia ad essere concluso sotto il regime di virtual safety car, mentre è il secondo Gran Premio d'Australia che viene completato durante una neutralizzazione, dopo l'edizione del 2009 terminata in regime di safety car.

### Gran Premio del Giappone
In partenza Verstappen mantiene il comando, seguito da Pérez. La gara viene però subito interrotta, con bandiera rossa, per un incidente che coinvolge Alexander Albon e Daniel Ricciardo. Le due vetture sono venute a contatto, finendo la loro corsa contro le protezioni. I piloti escono, comunque, incolumi dalle loro monoposto. La direzione di gara deve ripristinare le protezioni danneggiate dalle vetture, e ciò costringe a posticipare la nuova partenza.
La gara riprende dalla griglia di partenza e non dietro la safety car. Il duo della Red Bull Racing rimane al comando, seguiti da Norris, Sainz Jr., Alonso, Piastri e Hamilton. Il britannico è passato presto da Leclerc. Pérez, a causa di un piccolo errore alla curva 9, perde due secondi dal leader di gara. Le gomme medie sembrano non avere una buona durata: ciò costringe Norris alla sosta, già al dodicesimo giro; il giro successivo anche l'altro pilota della McLaren, Piastri, passa alle gomme hard. Nello stesso giro c'è un cambio di posizione tra le due Mercedes, con Russell, più veloce, che passa Hamilton.
Al sedicesimo giro si fermano Pérez e Sainz Jr., al diciassettesimo Verstappen. Si trova così al comando Charles Leclerc. Sainz Jr. passa Hamilton per il sesto posto. Leclerc resiste al comando solo fino al ventunesimo giro. Il giro dopo Sainz Jr. ha la meglio anche sull'altro pilota Mercedes, Russell. Le due vetture tedesche si fermano tra il ventitreesimo e il ventiquattresimo giro. Leclerc, dopo un errore di guida, viene passato anche da Sergio Pérez. Il monegasco attende il ventisettesimo giro per il cambio gomme; la sua scelta di effettuare già la seconda sosta coincide con quella di Lando Norris. La classifica vede sempre al comando Verstappen, che precede Pérez di 10"3, Sainz Jr. di 23"3, Alonso di 27", Piastri di 33"4. Seguono, poi, Leclerc e Norris. Il monegasco scala di una posizione quando, al trentatreesimo passaggio, anche Piastri è fermo per la seconda sosta.
Pérez e Alonso si fermano al giro successivo, mentre Max Verstappen al trentacinquesimo giro. Nello stesso giro Pérez riprende la posizione a Norris. Lo spagnolo della Ferrari rimane al comando fino alla sua seconda sosta, che viene programmata dopo 37 giri di gara. Verstappen guida con 7"5 su Pérez, 10"5 su Leclerc, 12"7 su Norris. Seguono le due Mercedes, poi Sainz Jr. e Alonso. Le due Mercedes si fermano tra il trentottesimo e quarantesimo giro. Tra il quarantaquattresimo e il quarantaseiesimo giro Carlos Sainz Jr. supera prima Norris, poi Leclerc. Lo spagnolo segna anche il giro veloce, che poi gli sarà strappato da Verstappen al cinquantesimo giro, e riesce a limare lo svantaggio su Pérez. Norris si avvicina a Leclerc, che ha fatto un solo cambio gomme, mentre, più dietro, c'è un contatto tra Russell e Piastri, in lotta per la settima piazza. I due si avvicinano anche a Fernando Alonso, sesto. All'ultimo giro George Russell supera Piastri.
Max Verstappen vince il cinquantasettesimo Gran Premio in carriera, la terza vittoria in stagione, la prima da quella ottenuta nel Gran Premio d'Arabia Saudita. Per il tre volte campione del mondo è il terzo successo nel Gran Premio del Giappone, di cui le ultime tre edizioni consecutive. Per la Red Bull Racing è la terza vittoria in stagione, la prima da quella ottenuta in Arabia Saudita, il settimo successo complessivo in questo appuntamento, nonché gli ultimi tre consecutivi, e la centosedicesima vittoria della propria storia. Il costruttore austriaco segna la terza doppietta in stagione, la prima da quella conquistata a Gedda, e la trentunesima della propria storia. Pérez, secondo e al terzo podio in stagione, termina in questa posizione dietro a Verstappen per la seconda volta negli ultimi tre Gran Premi del Giappone dopo l'edizione del 2022. Il messicano riottiene la seconda posizione in classifica piloti ai danni di Leclerc. Sainz Jr., terzo, ha la percentuale netta di podi da qualsiasi posizione è partito in stagione. Lo spagnolo ottiene il terzo podio del campionato dopo non averne conquistati nelle prime tredici gare della scorsa stagione.
Leclerc, quarto per la seconda edizione consecutiva della gara, non ha concluso oltre questa posizione in nessuna gara fin qui disputata in stagione. Norris chiude al quinto posto con la McLaren, concludendo con più di dieci secondi da Verstappen rispetto a quelli dell'anno scorso, quando arrivò secondo. Il britannico prende la quinta posizione in classifica generale ai danni del compagno di squadra Piastri. La sesta posizione è il miglior risultato per Alonso nella gara giapponese dall'edizione del 2013. Russell è settimo per la seconda edizione consecutiva, mentre Piastri, ottavo, ha ottenuto due quarti posti e due ottavi posti in stagione. Hamilton, nono, termina per la prima volta fuori dai primi cinque sul circuito di Suzuka dall'inizio dell'era turbo-ibrida nel 2014. Con la decima posizione, Tsunoda è il quinto pilota giapponese della storia a punti nel Gran Premio di casa dopo Aguri Suzuki, Satoru Nakajima, Takuma Sato e Kamui Kobayashi, il primo dall'edizione del 2012. Hülkenberg è classificato undicesimo, non riuscendo a ottenere punti per la terza gara consecutiva per una sola posizione. Bottas, quattordicesimo, eguaglia la sua miglior prestazione della stagione del precedente Gran Premio d'Australia. Albon è ritirato nel corso del primo giro; due dei quattro ritiri del thailandese in carriera durante il primo giro sono avvenuti in questa gara, l'altro verificatosi nell'edizione 2022.
Verstappen è il secondo pilota della storia con tre vittorie consecutive nel Gran Premio del Giappone dopo Michael Schumacher con i successi dal 2000 al 2002. Per l'olandese è il tredicesimo hat trick (pole position, giro veloce e vittoria), dopo il Gran Premio del Bahrein, in carriera in Formula 1. Il campione del mondo vince per la trentesima volta in carriera dopo essere partito dalla pole position, e diventa il quarto pilota della storia a raggiungere i 3 000 giri condotti in testa, dopo Hamilton, Schumacher e Sebastian Vettel. Il leader del campionato ottiene il centunesimo podio, a due lunghezze da Kimi Räikkönen, al sesto posto generale. La vittoria di Verstappen arriva a dieci anni di distanza dalla sua prima apparizione in un weekend di gara della massima categoria nell'edizione del 2014 durante una sessione di prove libere con l'ex scuderia denominata Toro Rosso. La Red Bull Racing, al duecentosettantesimo podio, pareggia il numero dei successi della Ferrari in questo appuntamento, con sette, e segna la quarta doppietta nella gara giapponese dopo quelle ottenute nelle edizioni del 2010, 2013 e 2022. Il costruttore di Milton Keynes eguaglia sia la Ferrari che la McLaren con sette vittorie sul circuito di Suzuka, e con trentuno doppiette è a due lunghezze da quelle ottenute dalla Williams per il quarto posto di sempre.
I meccanici della Red Bull Racing stabiliscono il primato stagionale di tempo per una sosta ai box durante un pit stop di Verstappen, con 2"08. Il precedente record apparteneva sempre alla scuderia austriaca per una sosta ai box di Pérez con 2"10 nel precedente Gran Premio d'Australia. È stato il quarto più lento Gran Premio del Giappone della storia sul tempo della distanza di gara tra le due sedi di Suzuka e del Fuji, tra tutte le configurazioni utilizzate per entrambi i circuiti, corso alla media di 161,271 km/h, nonché il primo Gran Premio interrotto con bandiera rossa da quello di San Paolo del precedente campionato, e il quarto complessivo oggetto della bandiera rossa dopo le edizioni del 1994, 2014 e 2022. È stato inoltre il quinto Gran Premio del Giappone consecutivo in cui il margine del pilota vincitore dal secondo classificato è stato superiore ai dieci secondi. Il podio è lo stesso di quello del Gran Premio del Bahrein, gara inaugurale della stagione. Nelle ultime undici edizioni della gara, le vittorie sono state conquistate solo dalla Mercedes (6) e dalla Red Bull Racing (5). È stata la quarta gara del campionato oggetto di una doppietta da parte di un costruttore su altrettante disputate. Nessuna stagione prima di questa era mai iniziata con quattro doppiette consecutive che coinvolgevano più costruttori, tre per la Red Bull Racing e una per la Ferrari. Tre delle quattro gare di questo campionato hanno visto una doppietta della Red Bull Racing con una Ferrari classificata al terzo posto.

### Gran Premio di Cina

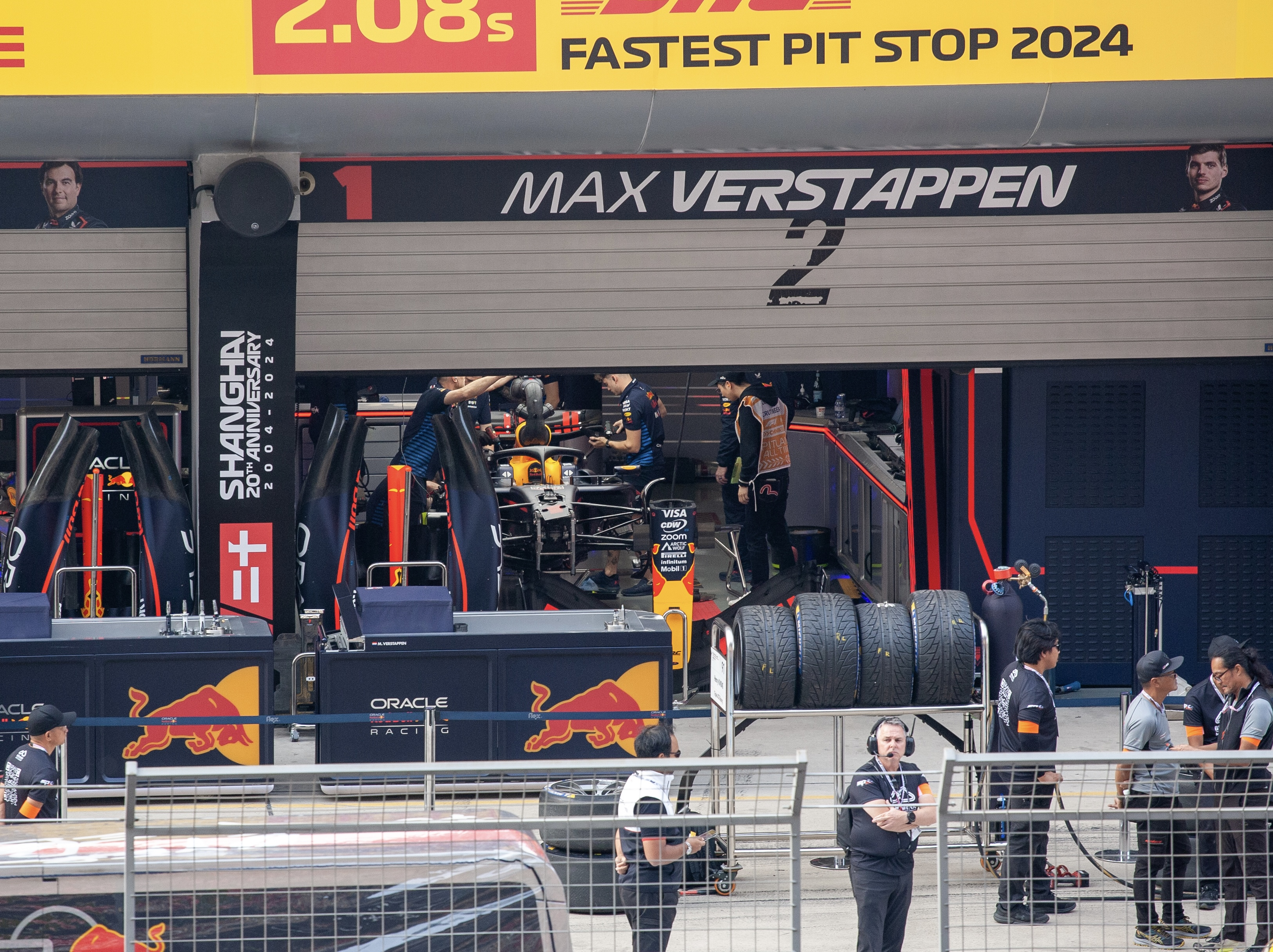
Il box di Max Verstappen a Shanghai: in questo Gran Premio i meccanici dell'olandese, vincitore della gara, stabiliscono il record stagionale per un pit stop con 1"90.

Al via Max Verstappen tiene il comando della gara, seguito da Alonso, partito terzo, che sopravanza Pérez, Norris, Piastri, Russell e Hülkenberg, che precede le due Ferrari. Il pilota tedesco della Haas cede presto tre posizioni. Al quinto giro Sergio Pérez prende la posizione ad Alonso. Tre giri dopo Norris, sfruttando anche un precoce degrado delle gomme di Alonso, sale terzo. Il giro dopo è il turno di Leclerc di prendere la sesta piazza a Russell. Tre giri dopo il pilota della Ferrari ha la meglio anche su Oscar Piastri. Nello stesso giro va ai box Alonso, che passa alle gomme hard, mentre Russell opta per le medie. Le due Red Bull Racing effettuano la loro sosta nello stesso giro, il quattordicesimo. La strategia è la stessa per i due piloti, che ora montano gomme hard. Norris si porta al comando, seguito da Leclerc. Il pilota della Ferrari viene presto ripassato da Verstappen. Al diciassettesimo passaggio va al pit stop anche Piastri, che monta gomme medie.
Già al diciannovesimo passaggio Verstappen ritorna al comando, dopo aver superato Norris. Nello stesso giro Carlos Sainz Jr. effettua il cambio gomme. Al ventunesimo giro Valtteri Bottas si ritira, lasciando però la sua Sauber in una posizione pericolosa. La direzione di gara, anche se con un po' di ritardo, decide per il regime di virtual safety car. Ne approfitta subito Leclerc, per il cambio gomme. Anche Hamilton e Stroll vanno ai box, per la loro seconda sosta. Un giro dopo anche Norris cambia le gomme. In seguito la direzione di gara, vista la difficoltà di spostare la vettura del finlandese, impone la safety car. Ciò permette a molti altri piloti, tra cui Verstappen, Pérez, Alonso e Russell, di fermarsi per la seconda volta in gara.
Alla ripartenza Verstappen si trova primo, davanti a Norris, Leclerc, Pérez, Alonso, Sainz Jr. e Russell. Alonso è il solo pilota, tra quelli che hanno effettuato il secondo pit stop, che ha optato per la gomma morbida. Nel regime di safety car, poco prima della ripartenza, alla curva 14, Lance Stroll tampona Daniel Ricciardo che, a sua volta, sfiora la monoposto di Piastri. Entrambi i piloti possono proseguire, ma il canadese è costretto ai box. Quando la gara riprende nella sua valenza agonistica Magnussen colpisce Yuki Tsunoda, costringendolo al ritiro. Più avanti Alonso attacca Sergio Pérez, senza successo. A sua volta il pilota della Red Bull Racing attacca Leclerc. Il sorpasso riesce al trentanovesimo giro. Due giri dopo Lewis Hamilton supera Hülkenberg, per il nono posto. Al quarantaquattresimo giro Alonso, che aveva montato gomme morbide, sosta per montare le medie. Egli rientra in gara dodicesimo ma, grazie alle gomme fresche, recupera il settimo posto in cinque giri, cogliendo anche il giro veloce.
Max Verstappen vince il cinquantottesimo Gran Premio in carriera, la quarta vittoria in stagione, e la seconda consecutiva, dopo la vittoria nella Sprint. Per il tre volte campione del mondo è il primo successo nel Gran Premio di Cina. Per la Red Bull Racing, che ottenne il primo successo della storia in questa gara, è la quarta vittoria in stagione, la seconda consecutiva, la centodiciassettesima dal suo debutto, e il terzo successo complessivo in questo appuntamento per la prima volta dall'edizione del 2018 con Ricciardo, con un diverso propulsore. Per Norris, secondo, è il quindicesimo podio in carriera e il secondo stagionale. Pérez, terzo, ottiene il trentanovesimo podio in carriera. Il messicano non aveva mai concluso più in alto dell'ottavo posto in carriera sul circuito di Shanghai. Egli ottiene il quarto podio nei primi cinque Gran Premi stagionali dopo averne ottenuto solo due negli ultimi dieci del precedente campionato.
La seconda posizione di Norris è stato il miglior piazzamento della McLaren sul circuito di Shanghai dalla stessa posizione di Jenson Button nell'edizione del 2012. Con l'ottava posizione di Piastri, entrambe le vetture della scuderia di Woking hanno ottenuto punti in tutte le sessioni di gara del campionato, compresa la Sprint. Leclerc, quarto, è l'unico pilota del campionato ad aver terminato nelle prime quattro posizioni in ogni gara. Il monegasco è arrivato quarto in tre delle prime cinque gare stagionali. Per il pilota della Ferrari è il quattordicesimo fine settimana consecutivo a punti, includendo la Sprint. Sainz Jr., quinto, non conclude a podio dopo aver preso il via in un Gran Premio per la prima volta in stagione. Per lo spagnolo è il primo piazzamento tra le prime sei posizioni a Shanghai. Con Russell come primo classificato della scuderia al sesto posto, la Mercedes non ottiene un piazzamento tra i primi quattro nelle prime cinque gare per la prima volta dal 2011. Il costruttore tedesco non aveva mai concluso fuori dalle prime cinque posizioni sulla pista cinese. Alonso, settimo, termina in una posizione più bassa rispetto a quella iniziale di partenza per la quarta volta in cinque Gran Premi in stagione. Lo spagnolo dell'Aston Martin è classificato nella stessa posizione che aveva ottenuto nel suo ultimo Gran Premio di Cina, nella stagione 2018 con la McLaren. Hamilton termina nono dopo essere partito diciottesimo. Il britannico termina in questa posizione per la terza volta nelle ultime quattro corse. Con la decima posizione, Hülkenberg ottiene punti per la terza volta negli ultimi quattro Gran Premi, dopo averli conquistati solamente in un gara della precedente stagione. Il tedesco eguaglia Andrea De Cesaris per il maggior numero di partenze (208) senza una vittoria. L'undicesima posizione di Ocon è il miglior risultato in stagione dell'Alpine, che ottiene la nona posizione in classifica costruttori ai danni della Sauber. Entrambe le RB sono ritirate per la prima volta nella storia del costruttore sotto questa denominazione.
Verstappen trionfa nel trentesimo Gran Premio differente, a una lunghezza dal record di Hamilton, e sul ventiseiesimo circuito diverso, a cinque lunghezze dal record detenuto sempre dal britannico. Il pilota della Red Bull Racing è il decimo vincitore diverso nel Gran Premio di Cina, il primo di nazionalità olandese, e il terzo per la scuderia austriaca dopo Sebastian Vettel nel 2009 e Ricciardo nel 2018. Il campione del mondo vince per la trentunesima volta in carriera dopo essere partito dalla pole position, e ottiene il centoduesimo podio, a una lunghezza da Kimi Räikkönen, al sesto posto generale. Il leader del campionato vince la ventunesima gara delle ultime ventitré disputate, con Sainz Jr. vincitore delle altre due. Verstappen vince la Sprint e il Gran Premio nello stesso fine settimana per il terzo weekend di gara consecutivo con il formato della gara breve. L'olandese è stato battuto in un Gran Premio solo due volte negli ultimi trecentocinquantasette giorni, entrambe da Sainz Jr. La Red Bull Racing pareggia il numero dei successi della McLaren in questo appuntamento, con tre, eguipaggiando anche tre propulsori diversi, e vince solamente per la seconda volta sul circuito di Shanghai nell'era turbo-ibrida iniziata nella stagione 2014. Entrambe le vetture austriache terminano a podio per la prima volta dall'edizione del 2011.
Norris estende il proprio record quale pilota con il maggior numero di podi senza una vittoria, con quindici. Per il britannico è l'ottavo secondo posto in carriera, sette dei quali ottenuti negli ultimi diciotto Gran Premi. Egli eguaglia Nick Heidfeld sia per otto secondi posti senza vincere la corsa, sia per otto Gran Premi condotti in testa senza uscirne vincitore, e Patrick Depailler, Jean Alesi, Mika Häkkinen e Eddie Irvine, i quali hanno ottenuto quindici podi prima di vincere una corsa. Norris detiene anche il record di tutti i tempi del maggior numero di punti (691) senza aver vinto una gara. Pérez non è riuscito a vincere la corsa dalle sue ultime quattro partenze dalla prima fila. Il vincitore del Gran Premio è sempre stato appannaggio di Verstappen quando il messicano è partito secondo dietro al compagno di squadra. Per Alonso è il venticinquesimo giro più veloce in carriera, il primo da quello ottenuto nel Gran Premio d'Olanda 2023, ed eguaglia Mika Häkkinen al nono posto di sempre.
I meccanici della Red Bull Racing stabiliscono il primato stagionale di tempo per una sosta ai box durante un pit stop di Verstappen, con 1"90. È anche la decima sosta più rapida effettuata nella storia della categoria. Il precedente record apparteneva sempre alla scuderia austriaca per una sosta ai box sempre dell'olandese, con 2"08 nel precedente Gran Premio del Giappone. La scuderia di Milton Keynes, anche in altri due pit stop di Pérez, batte il tempo stabilito a Suzuka, rispettivamente con 2"00 e 2"05. È stato il terzo più lento Gran Premio di Cina della storia sul tempo della distanza di gara dopo il debutto nella stagione 2004, corso alla media di 181,450 km/h. A partire dall'edizione del 2014, stagione in cui debuttarono i propulsori ibridi, esso è stato vinto solo dalla Mercedes e dalla Red Bull Racing. È stato il primo Gran Premio dell'anno in cui un costruttore non ha ottenuto una doppietta. Il podio è lo stesso, in qualsiasi ordine, per la terza volta nella storia della categoria.

### Gran Premio di Miami

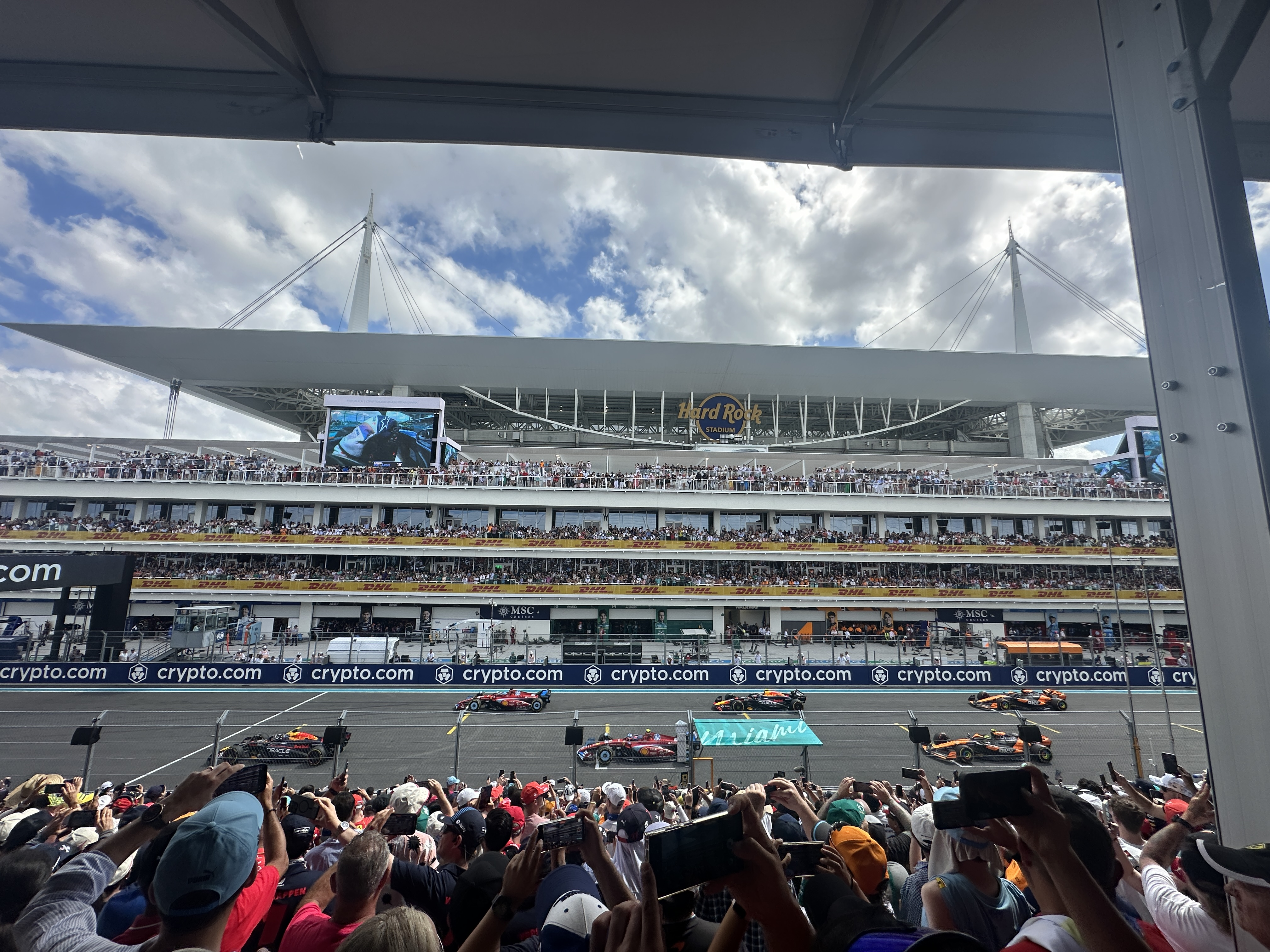
Lo schieramento di partenza sul Miami International Autodrome

Al via Verstappen mantiene il comando, mentre Leclerc viene passato dal compagno di scuderia Sainz Jr.; Pérez cerca di passare entrambe le Ferrari, va lungo, ciò costringe Sainz Jr. ad allargare la traiettoria, consentendo così a Leclerc di riprendere la seconda posizione. Alle spalle del monegasco s'inserisce Piastri. Al quarto giro l'australiano prende la seconda piazza, e Sainz Jr., che si avvicina a Leclerc, chiede al muretto di poter passare.
Nei primi giri Hülkenberg riesce a tenere dietro le due Mercedes, prima di essere passato da Hamilton, al decimo giro, dopo che i due hanno anche sfiorato la collisione. Dopo dieci giri Verstappen ha 2"7 di margine su Piastri, 3"3 su Leclerc, 4"4 su Sainz Jr. e 6"2 su Pérez. Il messicano viene avvicinato da Norris, prima di passare ai box, per montare gomme hard, al diciottesimo passaggio. Dopo due giri si ferma anche Charles Leclerc, che monta anch'egli le gomme a mescola dura. Il ferrarista, rientrato in gara sesto, passa subito Hamilton. Dopo pochi giri Verstappen commette un errore di guida, taglia una chicane, e colpisce un cono di delimitazione. La necessità di rimuovere il cono costringe la direzione di gara a imporre la virtual safety car. Verstappen entra ai box, monta gomme hard, e fa verificare l'assenza di danni alla sua Red Bull Racing. Piastri comanda ora su Sainz Jr., Norris, Verstappen e Leclerc. Al venticinquesimo giro si ferma Russell: al rientro in pista il britannico si trova subito davanti a Hülkenberg, in lotta con Fernando Alonso; lo spagnolo ha la meglio. Hamilton effettua il pit stop due giri dopo, passando da gomme medie a quelle a mescola dura.
Oscar Piastri e Sainz Jr. effettuano la loro sosta nello stesso giro, il ventottesimo. Il giro dopo c'è un incidente tra Kevin Magnussen e Logan Sargeant. Questa volta viene inviata in pista la safety car: ne approfitta Sergio Pérez, che si ferma per la seconda volta. Anche Norris entra ai box, anche se la direzione di gara, inizialmente, aveva indicato la posizione della vettura di sicurezza davanti a Verstappen, non al britannico. La classifica recita così Norris, Verstappen, Leclerc, Piastri, Sainz Jr. e Pérez. Alla ripartenza Leclerc attacca, senza successo, Verstappen. Due giri dopo Piastri viene attaccato da Carlos Sainz Jr.: la decisa difesa dell'australiano, che accompagna fuori pista lo spagnolo, non viene sanzionata dai commissari.
Al quarantesimo giro Sainz Jr. tenta ancora il sorpasso: questa volta è il ferrarista a costringere Piastri fuori tracciato, dopo che i due vanno a contatto, tanto che quest'ultimo viene passato anche da Pérez e Lewis Hamilton; in seguito Piastri, con l'ala anteriore danneggiata, è costretto a una sosta ai box, che lo porta lontano dalle primissime posizioni. Nel frattempo Norris, con gomme più fresche, amplia il margine su Verstappen. Il tre volte campione del mondo si lamenta della scarsa guidabilità della sua monoposto. Al quarantacinquesimo passaggio Nico Hülkenberg passa Pierre Gasly e, tre giri dopo, Alonso prende la nona posizione a Esteban Ocon. Hamilton, nei giri finali, si avvicina a Pérez, ma non è capace di superarlo.
Lando Norris vince il primo Gran Premio in carriera dopo il debutto in Formula 1 nella stagione 2019 con lo stesso costruttore e guadagna la quarta posizione in classifica piloti ai danni di Sainz Jr. Per la McLaren è il centoottantaquattresimo successo nella storia del mondiale, il primo nel Gran Premio di Miami. Per Verstappen, secondo, è il centotreesimo podio in carriera, il quinto del campionato e il terzo consecutivo, ed eguaglia Kimi Räikkönen al sesto posto di sempre. Per Leclerc, terzo, è il trentatreesimo podio in carriera e il terzo della stagione. Il pilota monegasco della Ferrari termina tra i primi tre sia nella Sprint che nella gara domenicale. Leclerc non ha concluso fuori dai primi quattro in nessun formato di gara in stagione.
Sainz Jr. termina inizialmente quarto prima di scalare di una posizione per via di una penalità inflittagli nel dopo gara a causa di una collisione con Piastri. Entrambe le vetture della Ferrari ottengono punti in ogni Sprint o gara domenicale disputata del campionato. Hamilton, sesto, termina nella stessa posizione di tutti i Gran Premi di Miami disputati. Per il pilota britannico della Mercedes è stato il primo piazzamento tra i primi sei in un Gran Premio del campionato. Per il compagno di scuderia Russell l'ottava posizione è stato il piazzamento più basso di sempre al Miami International Autodrome. Con la settima posizione, Tsunoda eguaglia il suo miglior risultato stagionale e della RB ottenuto nel Gran Premio d'Australia. Alonso, nono, ottiene punti in tutti i Gran Premi fin qui disputati in stagione. Grazie al decimo posto di Ocon, l'Alpine ottiene i primi punti del campionato, nel Gran Premio più distante dall'inizio del campionato dal 1983 quando il costruttore corse sotto la denominazione di Toleman. Hülkenberg termina undicesimo a 1"043 dalla conquista dei punti nello stesso weekend di gara dopo averli ottenuti nella Sprint.

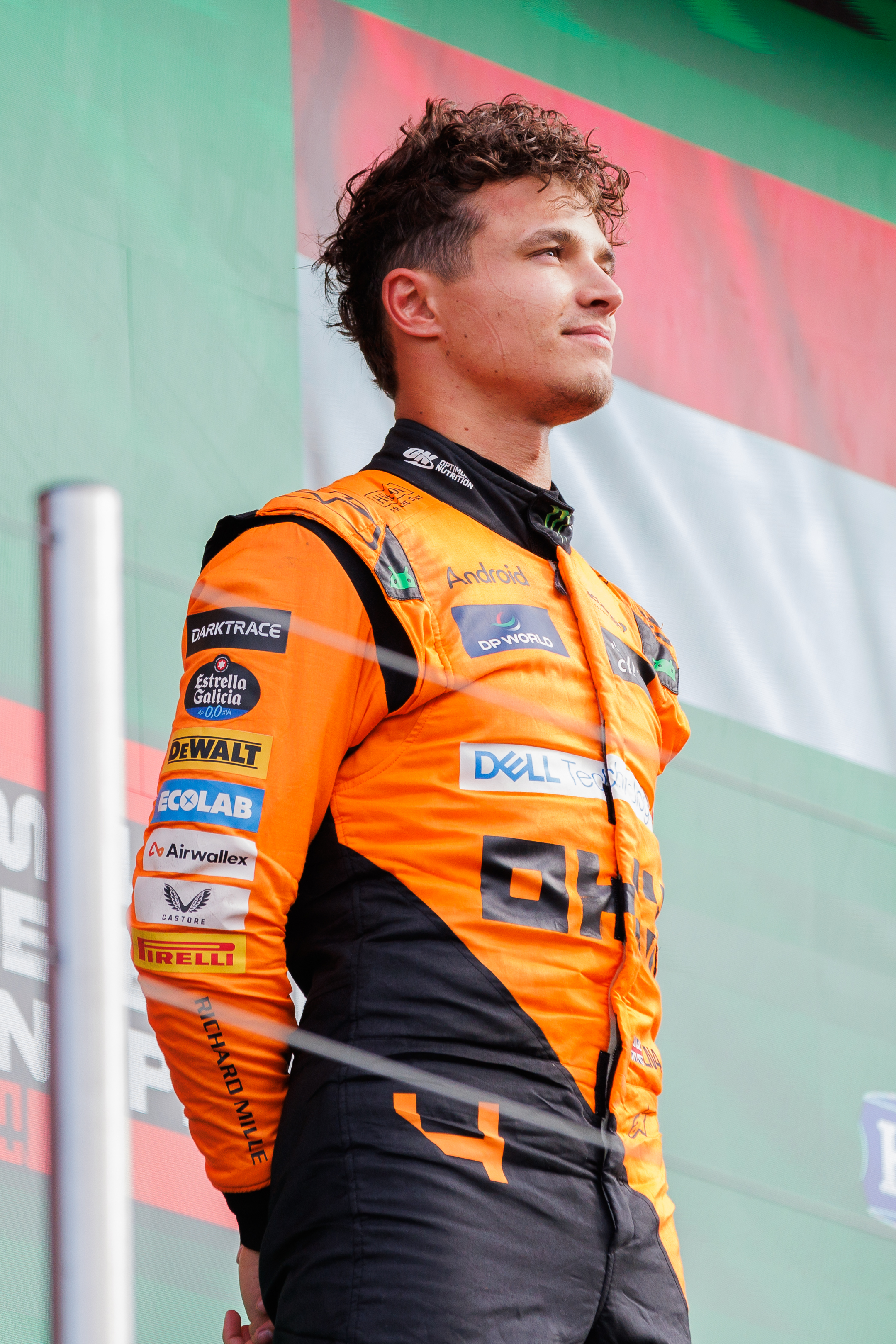
Il britannico Lando Norris, vincitore in Florida del suo primo Gran Premio in carriera.

Norris, al sedicesimo podio in carriera, il terzo della stagione, è il centoquattordicesimo vincitore diverso nella storia del mondiale, al centodecimo Gran Premio con la McLaren, eguagliando il totale di Hamilton con la squadra dal 2007 al 2012, il ventunesimo sia di nazionalità britannica che come pilota della scuderia di Woking. È il primo britannico vincente da Russell nel Gran Premio di San Paolo 2022 e il primo di questa nazionalità alla guida della McLaren da Jenson Button nel Gran Premio del Brasile 2012. Norris è il terzo vincitore diverso della stagione dopo Verstappen e Sainz Jr., lo stesso numero dell'intero campionato precedente, così come la McLaren dopo la Red Bull Racing e la Ferrari. Norris e la scuderia britannica sono i secondi differenti vincitori nel Gran Premio di Miami dopo Verstappen e la scuderia di Milton Keynes. Norris è il sedicesimo pilota più giovane a vincere una corsa nella storia del mondiale e termina la striscia record quale pilota con il maggior numero di podi senza una vittoria, eguagliando Patrick Depailler, Jean Alesi, Mika Häkkinen e Eddie Irvine, i quali hanno ottenuto quindici podi prima di vincere una corsa, nonché quello del maggior numero di punti senza aver vinto una gara, oltre a quello per il maggior numero di Gran Premi condotti in testa senza uscirne vincitore. Norris, che ha concluso diciassettesimo nella precedente edizione con un distacco di un minuto e ventisette secondi dal vincitore Verstappen, è il primo pilota a ottenere la prima vittoria negli Stati Uniti d'America da Michele Alboreto nel Gran Premio di Las Vegas 1982. Egli è premiato pilota del giorno per la seconda gara di fila e per la dodicesima volta complessiva. Il premio è ottenuto dal pilota vincitore della gara per la quarantanovesima volta dopo l'introduzione del riconoscimento nella stagione 2016.
Per la McLaren è il primo successo nella storia della categoria da Ricciardo nel Gran Premio d'Italia 2021, solamente il secondo nelle ultime dodici stagioni e nell'era turbo-ibrida iniziata nella stagione 2014, nonché la prima vittoria per un costruttore motorizzato Mercedes dal Gran Premio di San Paolo 2022. Un team cliente della Mercedes vince in stagione prima del costruttore fornitore della power unit. La scuderia termina un digiuno di vittorie di cinquantasette gare e trionfa nel trentunesimo Gran Premio differente e sul quarantottesimo circuito diverso. La McLaren ha trionfato in IndyCar, Formula E e ora in Formula 1 negli ultimi due mesi. Per il costruttore è stato il tredicesimo successo negli Stati Uniti d'America, a pari merito con il record della Ferrari, e la prima vittoria sul suolo statunitense da Hamilton nel Gran Premio omonimo del 2012. Verstappen, dopo aver vinto la Sprint, termina una striscia di sei vittorie consecutive negli Stati Uniti d'America. L'olandese non riesce a vincere un Gran Premio solamente per la terza volta negli ultimi trecentosettantuno giorni. È stata la prima volta che il campione del mondo non è riuscito a vincere una gara sul Miami International Autodrome in quattro corse disputate, includendo la Sprint. L'ultimo pilota a sconfiggere Verstappen in un Gran Premio diverso da Sainz Jr. è stato Russell in quello di San Paolo del 2022. Verstappen termina secondo come la metà delle volte in cui è arrivato primo. Hülkenberg segna un nuovo record quale pilota con il maggior numero di Gran Premi (209) senza una vittoria, il precedente apparteneva ad Andrea De Cesaris, che nel 1994, quando chiuse la sua carriera nella massima serie al Gran Premio d'Europa, era arrivato a 208 gare.
È stato il secondo più veloce Gran Premio di Miami della storia sul tempo della distanza di gara su tre edizioni disputate dopo il debutto nella stagione 2022, corso alla media di 203,669 km/h. Il pilota partito in pole position non ha mai vinto su altrettante edizione disputate. Tutti i piloti classificati hanno concluso la corsa a pieni giri. Per la prima volta dal Gran Premio degli Stati Uniti d'America 2012 il podio è composto da una McLaren, una Red Bull Racing e una Ferrari. Il punto addizionale del giro più veloce non viene assegnato per la prima volta dal Gran Premio d'Italia 2023, per la decima volta complessiva dopo essere stato reintrodotto nella stagione 2019, in quanto ottenuto da Piastri, tredicesimo all'arrivo, fuori dalle prime dieci posizioni. L'australiano è il quarto autore del giro più veloce in gara in stagione. Per la prima volta dal 2018, tre costruttori diversi vincono i primi sei Gran Premi. Con la vittoria di Norris, dodici dei venti piloti partecipanti al campionato hanno ottenuto una vittoria nella categoria.

### Gran Premio dell'Emilia-Romagna
Parte bene Verstappen, che precede Norris, le due Ferrari, poi Piastri e le due Mercedes. Nei primi giri l'olandese non sembra capace di scavare un solco ampio sul secondo, tanto che, dopo sette giri, il pilota della Red Bull Racing ha 1"8 di vantaggio su Norris. Alle sue spalle Leclerc è ha 1"5, precedendo di poco più di un secondo Sainz Jr., che vede vicino Piastri. Già al nono giro alcuni piloti si fermano, per passare alle gomme dure, con cui concludere la gara. Fernando Alonso, che si ferma al quattordicesimo giro, riparte con il disco dei freni della gomma anteriore sinistra in fiamme, ma la velocità della vettura fa entrare aria sufficiente a spegnere il principio d'incendio.
Dopo diciassette giri Max Verstappen conduce con 5"2 di vantaggio su Norris, 6"8 su Leclerc, 9"8 su Sainz Jr. e 10"8 su Piastri. Al ventitreesimo giro tocca a Norris passare ai box, per montare gomme a mescola dura. Il britannico rientra in pista dietro a Pérez, ma è capace di passare il pilota messicano velocemente. Si fermano poi, tra il ventiquattresimo e il ventiseiesimo giro, Piastri, Verstappen e Leclerc. Nel frattempo Verstappen riceve la bandiera bianconera, per aver superato, in tre occasioni, i limiti del tracciato. Un ulteriore superamento porterebbe a una penalizzazione di cinque secondi. Al ventisettesimo giro sia Leclerc che Piastri passano Pérez che si trova in difficoltà con la gestione delle gomme. Il messicano è stato anche autore, nei primi giri, di un'escursione sulla ghiaia, alla Rivazza.
Al ventottesimo passaggio si fermano Carlos Sainz Jr. e Lewis Hamilton: lo spagnolo rientra in gara alle spalle di Oscar Piastri. Dopo 34 giri Verstappen ha un margine di 6"4 su Norris, 9"4 su Leclerc, mentre Piastri è a oltre dieci secondi. Pérez perde altre posizioni, passato anche dal duo della Mercedes. Il pilota della Red Bull Racing viene richiamato ai box solo al trentottesimo giro. Quattro giri dopo Alonso effettua la seconda sosta, che passa alle medie. Leclerc sembra potersi avvicinare a Lando Norris, tanto che, dopo quarantatré giri, sono separati da sette decimi. Un errore alla Variante Gresini, da parte del ferrarista, limita le sue possibilità di attacco. Norris, invece, negli ultimi giri, è capace di tenere un ritmo più rapido di quello di Verstappen, riuscendo ad avvicinarsi, giro dopo giro. George Russell effettua la sua seconda sosta, al cinquantaduesimo passaggio; così facendo cede la sesta piazza a Hamilton. Norris non ha, però, occasione di mettere in difficoltà Verstappen, tanto che solo all'inizio dell'ultimo giro sfiora il distacco di meno di un secondo, che gli permetterebbe di utilizzare il DRS.
Max Verstappen vince il cinquantanovesimo Gran Premio in carriera, la quinta vittoria in stagione, la prima da quella ottenuta nel Gran Premio di Cina. Per il tre volte campione del mondo è il terzo successo consecutivo nel Gran Premio dell'Emilia-Romagna. Per la Red Bull Racing è la quinta vittoria in stagione, la prima da quella ottenuta a Shanghai, la centodiciottesima dalla propria storia, e il terzo successo complessivo in questo appuntamento, nonché consecutivo. Per Norris, secondo, è il diciassettesimo podio in carriera, il quarto della stagione e il terzo consecutivo. Per il britannico della McLaren è anche il terzo podio consecutivo sul circuito di Imola. Per la scuderia di Woking è il miglior risultato a Imola dalla seconda posizione di Kimi Räikkönen nel Gran Premio di San Marino 2003. Per Leclerc, terzo, è il trentaquattresimo podio in carriera e il quarto del campionato. Il pilota monegasco della Ferrari si porta al secondo posto in classifica piloti ai danni di Pérez. Per il costruttore di Maranello è il primo podio sul circuito del Santerno dalla vittoria di Michael Schumacher nel Gran Premio di San Marino 2006.
Piastri è classificato quarto, retrocesso di tre posizioni in griglia a causa di una penalità, ma in gara è riuscito a riconquistarne solo una. L'australiano è arrivato quarto in tre Gran Premi stagionali senza ancora salire sul podio. Sainz Jr. si è classificato quinto per la terza gara consecutiva. Lo spagnolo non ha ancora concluso fuori dai primi cinque in stagione, ed eguaglia il suo miglior piazzamento di sempre a Imola. Hamilton è sesto come nel precedente Gran Premio di Miami, il quale rappresenta il suo miglior risultato dell'anno. Con Russell settimo, è la prima volta che la Mercedes, al trecentesimo Gran Premio in Formula 1, presenta due vetture tra i primi sette dal Gran Premio del Bahrein, prima gara della stagione. L'ottava posizione di Pérez il peggior risultato stagionale per il messicano. Stroll, nono, ottiene punti nella sua centocinquantesima partenza in un Gran Premio della categoria. Tsunoda, decimo, conquista punti per la quarta volta nelle ultime cinque gare. Hülkenberg conclude undicesimo. Il pilota tedesco della Haas non si è mai classificato sotto questa posizione dalla gara d'apertura della stagione in Bahrein. La dodicesima posizione del compagno di scuderia Magnussen è il miglior risultato dell'anno dal punto stagionale ottenuto nel Gran Premio d'Australia. Alonso, diciannovesimo e ultimo classificato, non ottiene punti per la prima volta in stagione.
Verstappen è il primo pilota a vincere per tre volte consecutive sul circuito di Imola da Michael Schumacher con i successi nel Gran Premio di San Marino dal 2002 al 2004. Il campione del mondo, vittorioso nella quarantanovesima gara dall'inizio del 2021 su cinquantanove successi totali, trionfa per la trentaduesima volta in carriera dopo essere partito dalla pole position. Il leader del campionato, al centoquattresimo podio in carriera, il sesto della stagione e il quarto consecutivo, supera di una lunghezza i podi ottenuti da Kimi Räikkönen, al sesto posto di sempre. La percentuale di vittorie in carriera di Verstappen è di 30,7%, e supera quella di Hamilton (30,4%), il quale rappresenta la seconda percentuale più alta dell'attuale intera griglia.
Norris è premiato pilota del giorno per la terza gara consecutiva, e per la seconda volta per tre volte di fila da quando il riconoscimento è stato introdotto nella stagione 2016. Verstappen vince la corsa con 0"725 sul britannico, il quale rappresenta il margine più esiguo per un suo successo dal Gran Premio d'Arabia Saudita 2022. È anche il margine più basso della stagione tra il vincitore e il secondo classificato. Prima di questa gara, le vittorie di Verstappen in campionato avevano un margine medio di 14"352. È stato il più veloce Gran Premio dell'Emilia-Romagna della storia sul tempo della distanza di gara dopo il debutto nella stagione 2020, corso alla media di 217,077 km/h. Essa è anche la media più alta in trentuno Gran Premi della storia corsi sul circuito di Imola, su diverse configurazioni del tracciato. I primi tre classificati tagliano il traguardo nelle stesse posizioni di partenza. Il podio è identico, con le due prime posizioni invertite, del precedente Gran Premio di Miami. Verstappen e Norris occupano le prime due posizioni, in qualsiasi ordine, per la terza gara di fila. Il Gran Premio non ha visto l'esposizione delle bandiere gialle, né dell'utilizzo della safety car o del regime di virtual safety car per la prima volta dal Gran Premio del Bahrein, gara inaugurale del campionato.

### Gran Premio di Monaco

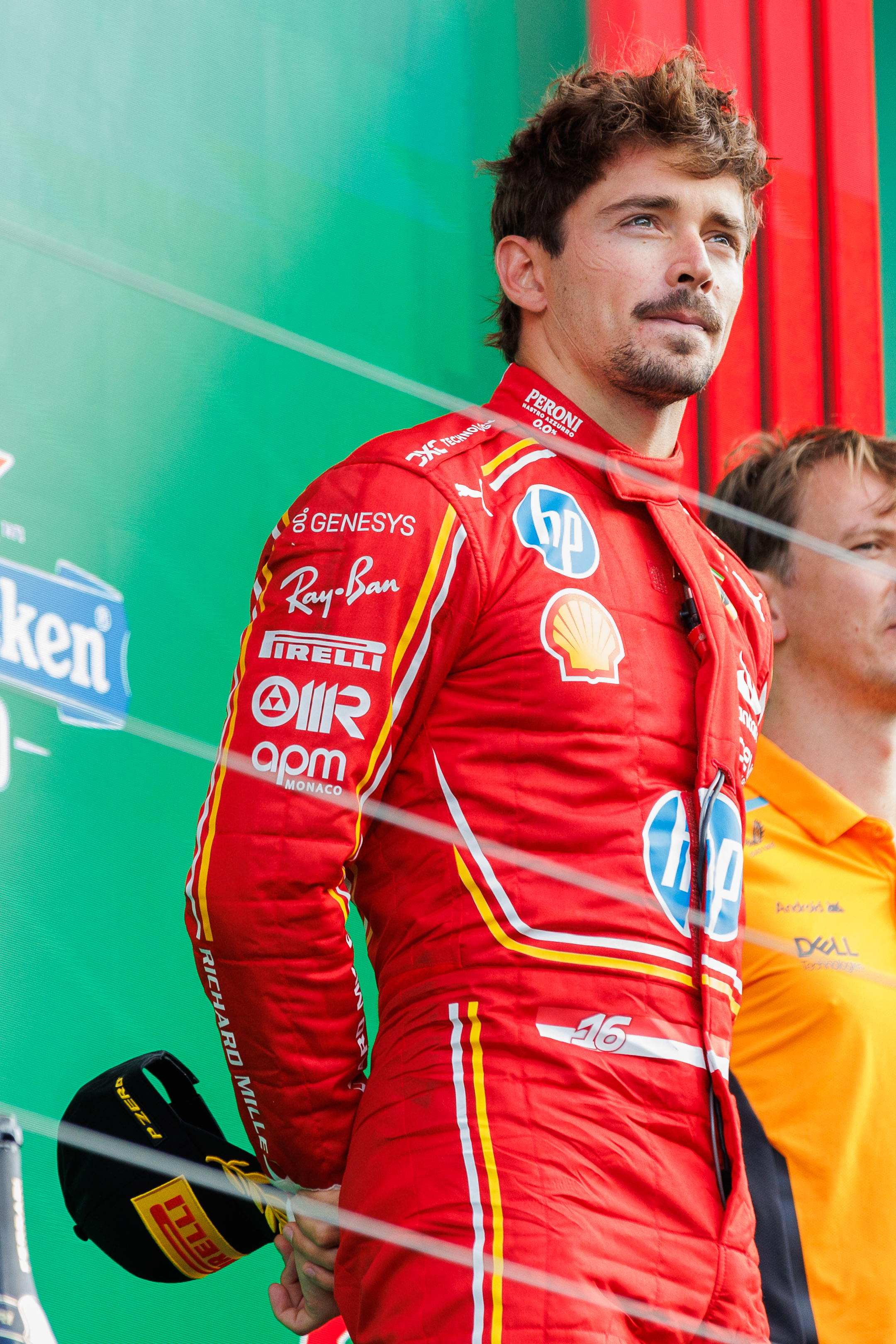
Il monegasco Charles Leclerc vince per la prima volta il suo Gran Premio casalingo: è il secondo pilota del Principato a trionfare sulle strade di Monte Carlo dopo Louis Chiron (1931) nonché il primo a farlo in un'edizione valida per il mondiale.

Leclerc mantiene il comando alla partenza: dietro Carlos Sainz Jr. attacca Piastri; le due vetture vanno a contatto e lo spagnolo incombe in una foratura, che lo porta ad uscire di traiettoria e fermarsi al Casino. Nelle retrovie, alla curva Massenet, Sergio Pérez va al contatto con Kevin Magnussen; la vettura del pilota messicano carambola contro le barriere e colpisce successivamente anche l'altra Haas di Nico Hülkenberg. La gara viene interrotta con bandiera rossa, non prima che un altro incidente coinvolga le due Alpine all'entrata del Tunnel. In questo caso è Ocon che colpisce la monoposto di Gasly.
La gara viene ripresa dopo circa tre quarti d'ora. La SF-24 dello spagnolo è riportata ai box col carro attrezzi, ma Sainz Jr. può ripartire dalla terza piazzola della griglia in quanto l'ordine di ripartenza è quello del primo settore della pista. Nel corso della seconda partenza Leclerc mantiene il comando, davanti a Piastri, Sainz Jr., Norris, tutti con gomme hard e quindi senza necessità di effettuare un cambio gomme, e Russell su gomme medie, anch'esso senza l'obbligo della sosta. In questa ripartenza tutto si svolge in maniera regolare, senza incidenti. I primi quattro mantengono distacchi limitati, mentre George Russell mantiene un ritmo più lento, per cercare di allungare lo stint con le gomme medie fino al termine della corsa. Questo potrebbe consentire, nel corso della gara, a Lando Norris un pit stop, senza la perdita della posizione.
Solo dopo una ventina di giri Piastri sembra perdere qualche decimo da Leclerc. Il monegasco viene invitato a rallentare per non consentire a Norris di avere il margine sufficiente per un cambio gomme, così da proteggere Sainz Jr., da un possibile attacco. Leclerc supera agevolmente dei doppiaggi, e incrementa il suo distacco su Oscar Piastri portandolo a circa 2"5. Attorno al quarantaseiesimo giro si apre per Norris la possibilità del pit stop, ma la scuderia decide di non rischiare il cambio gomme. Lance Stroll, dopo aver toccato delle barriere, è costretto a un cambio gomme. Al cinquantaduesimo giro Lewis Hamilton passa alle gomme medie. Poco dopo anche Max Verstappen opta per la stessa manovra.
Dopo 56 giri Leclerc comanda con 1"6 su Piastri, 3"2 su Sainz Jr., 3"6 su Norris e 25" su Russell. Hamilton, nel frattempo, dopo il cambio gomme, gira tre secondi più rapido dei primi quattro. Lui e Verstappen, nel corso della parte finale di gara, si contendono il giro veloce. Attorno al sessantesimo giro Verstappen si è avvicinato a Russell, ma non trova lo spunto per il sorpasso. Negli ultimi giri Leclerc allunga su Piastri, in netta difficoltà dimostrata dal rapido incremento dei tempi sul giro, l'australiano vede chiudere il suo distacco da Sainz Jr. e Norris; la classifica rimarrà, però, invariata.
Charles Leclerc vince il sesto Gran Premio in carriera, il primo successo dal Gran Premio d'Austria 2022. Per il pilota monegasco della Ferrari è la prima vittoria nel Gran Premio di casa. Per la scuderia di Maranello è il duecentoquarantacinquesimo trionfo nella storia del mondiale, il secondo della stagione dopo quello nel Gran Premio d'Australia con Sainz Jr., e il decimo complessivo in questo appuntamento, per la prima volta dal successo nell'edizione 2017 con Sebastian Vettel. Per Piastri, secondo, è il terzo podio in carriera, ed eguaglia il miglior piazzamento in carriera in gara del Gran Premio del Qatar 2023. Per la McLaren è il miglior risultato nel Principato dalla vittoria di Hamilton nel 2008. Per Sainz Jr., terzo, è il quarto podio del campionato e il ventiduesimo in carriera, nonché il centotrentesimo per la Spagna. Sainz Jr., che non ha concluso oltre la quinta posizione in stagione, guadagna la quarta posizione in classifica piloti, nel terzo podio in carriera sul circuito di Monte Carlo.
Norris, quarto, termina una striscia di tre gare a podio. Il britannico ottiene la terza posizione in classifica piloti ai danni di Pérez. La quinta posizione di Russell è il miglior risultato stagionale della Mercedes, al pari di quello del Gran Premio del Bahrein, gara d'apertura del campionato. Per Verstappen la sesta posizione è il piazzamento più basso dal Gran Premio di San Paolo 2022, dove concluse nella stessa piazza. L'olandese termina una striscia di undici gare consecutive in testa nel corso del primo giro. Hamilton, settimo, termina nei primi otto per la sedicesima volta in diciassette apparizioni nella gara monegasca. Il britannico conclude nella stessa posizione da dove è partito in questo appuntamento per la quinta volta nelle ultime sei gare. Tsunoda, ottavo, ottiene i primi punti in carriera a Monaco. Grazie al nono posto, Albon e la Williams ottengono i primi punti stagionali. La Sauber è l'unica squadra a non aver ancora ottenuto punti in campionato. Gasly, dopo una collisione con il compagno di scuderia Ocon nel corso del primo giro, ottiene i primi punti dell'anno, e il secondo stagionale per l'Alpine. Alonso non ottiene punti per la seconda gara di fila dopo averli conquistati nei primi sei Gran Premi dell'anno. Hülkenberg è ritirato nel corso del primo giro per la dodicesima volta in carriera, più di ogni altro pilota del campionato.
Leclerc, dopo una striscia di trentanove gare consecutive senza vittoria, è il quarto pilota differente a vincere in stagione, nonché il trentasettesimo diverso nel Gran Premio di Monaco, alla settantesima edizione, e il trentacinquesimo della storia a trionfare in casa propria. Il monegasco vince per la seconda volta in carriera una corsa dopo averla condotta per tutti i suoi giri, e trionfa solamente per la quinta volta partendo dalla pole position dopo ventiquattro partenze al palo in carriera fin qui ottenute. Egli termina una striscia di dodici Gran Premi in cui aveva ottenuto la partenza in prima posizione senza poi riuscire a vincere la corsa, la seconda serie più lunga della storia alle spalle di René Arnoux, con 13. Leclerc è il primo pilota della Ferrari che parte in pole position e vince il Gran Premio di Monaco da Jody Scheckter nell'edizione 1979. Leclerc è il secondo monegasco a vincere nel Principato dopo Louis Chiron nel 1931. Per un pilota di questa nazionalità è il primo podio nel Gran Premio di casa sempre dallo stesso Louis Chiron nella prima edizione valida per il campionato mondiale, nel 1950. Leclerc, che non aveva mai concluso a podio sia in Formula 1 che in Formula 2 a Monaco, vince nel sesto Gran Premio differente in altrettante vittorie conquistate, così come sul sesto tracciato diverso. Leclerc, che ottiene punti per la diciassettesima gara consecutiva, conquista il quinto podio nelle prime otto gare, dopo essere riuscito a conquistarne solo quattro nelle prime venti gare del campionato precedente. La Ferrari, al decimo trionfo a Monaco, interrompe una striscia di tre successi consecutivi della Red Bull Racing nel Principato. Le ultime sei pole position del costruttore italiano in questo appuntamento non avevano portato nessuna vittoria. Per la prima volta dall'edizione 2007 una Red Bull Racing non conclude nei primi cinque. La scuderia di Milton Keynes ottiene solo otto punti, il numero più basso dal Gran Premio del Bahrein 2022.
Il premio del pilota del giorno viene assegnato al vincitore del Gran Premio per la cinquantesima volta dopo l'introduzione del riconoscimento nella stagione 2016. Hamilton è il sesto pilota differente in stagione autore del giro più veloce della gara, su otto Gran Premi fin qui disputati. Il tempo di 1'14"165 del britannico rappresenta il secondo rilievo cronometrico più rapido in condizioni di gara sul circuito di Monaco in settanta corse disputate, utilizzando otto configurazioni diverse, alla media di 161,979 km/h. È stato il più lento Gran Premio di Monaco del nuovo millennio sul tempo della distanza di gara, corso alla media di 109,013 km/h. Per la seconda volta in stagione, dopo il Gran Premio del Giappone, la gara è interrotta con bandiera rossa, sempre nel corso del primo giro, per l'ottantasettesima volta nella storia, e per l'ottava volta in questo appuntamento. Il podio composto da Leclerc, Piastri e Sainz Jr. è inedito nella storia del mondiale. La corsa ha visto il maggior numero di piloti ritirati in stagione, quattro, e solo sette concludono a pieni giri. I primi dieci classificati terminano nelle stesse posizioni di partenza, per un nuovo record. Il primato precedente era quello dei primi sei classificati in ordine di griglia nei Gran Premi di Monaco e Singapore della stagione 2018, e nel Gran Premio del Belgio 2021. La gara è vinta dal pilota partito in pole position per la trentaduesima volta in settanta edizioni disputate (45,71%). Solamente sette soste regolari ai box sono state completate nel corso della gara, il numero più basso mai registrato nell'era moderna della categoria. È stato il quarto Gran Premio di Monaco consecutivo, in condizioni di asciutto, condotto per tutti i suoi giri da un solo pilota. Red Bull Racing, Ferrari e McLaren hanno conquistato qualsiasi posizione del podio finora in campionato.

### Gran Premio del Canada
George Russell resiste al comando, al via, davanti a Verstappen. Seguono le due McLaren, Alonso, Hamilton e Ricciardo. Godendo delle gomme da bagnato estremo Kevin Magnussen, partito quattordicesimo, al termine del primo giro è già ottavo. Il danese passa poi Hamilton, Alonso e Piastri, installandosi in quarta posizione. La pista si asciuga velocemente, tanto che già all'ottavo giro Magnussen decide di passare a gomme intermedie, uscendo dalla zona dei punti. La lotta fra Alonso e Hamilton dura diversi giri, con lo spagnolo che arriva lungo all'ultima frenata, così come Hamilton, che taglia la prima curva, del giro seguente, e deve restituire la posizione al pilota dell'Aston Martin. Dopo dieci giri Russell comanda con 1"8 su Verstappen, 8"8 su Norris; segue Piastri, alle cui spalle prosegue il duello tra Alonso e Hamilton.  Norris riduce lo svantaggio dal battistrada a meno di quattro secondi, avvicinandosi a Verstappen, anche grazie a un errore di guida del campione del mondo. Il britannico passa il pilota della Red Bull Racing e, il giro dopo, si pone al comando, superando anche Russell. Quest'ultimo, giunto troppo lungo all'ultima variante, è costretto a cedere anche la seconda piazza, al sopraggiungente Verstappen. Norris, molto rapido, crea subito un margine di ben undici secondi su Verstappen.
Al ventisettesimo giro Logan Sargeant va in testacoda; la necessità di utilizzare la gru per spostare la Williams dalla pista, costringe la direzione di gara a inviare sul tracciato la safety car. Ne approfittano, per il cambio gomme, tutti i piloti di testa, ad eccezione di Norris che, invece, attende un giro. Al rientro in pista si trova terzo, alle spalle di Verstappen e Russell. La pioggia cade, nuovamente, sul tracciato. Tra i piloti che cambiano gli pneumatici c'è anche Charles Leclerc, che opta per gomme slick, in previsione di una cessazione della pioggia. La scelta è azzardata, tanto che il ferrarista è costretto presto a montare gomme da bagnato intermedio. Alexander Albon, nel frattempo, passa, con una sola manovra, sia Ricciardo che Ocon, salendo al nono posto. A metà gara il margine di cui gode Verstappen è di 1"9 su Russell, 3"6 su Norris, 5" su Piastri, 5"6 su Hamilton che, dopo la sosta, ha preso la posizione a Fernando Alonso. Al quarantaquattresimo giro vi sono i primi piloti che montano gomme slick; tra quelli di testa, Hamilton. Due giri dopo si fermano Verstappen, che monta gomme medie, e Russell, che passa alle dure.
Dopo il pit stop di Norris, Verstappen torna primo. Norris cede a Russell, poco dopo, anche la piazza d'onore. Un errore di guida del pilota della Mercedes consente a quello della McLaren di riprendersi il secondo posto. Al cinquantatreesimo giro Sergio Pérez esce di pista, danneggia la monoposto e si ritira. Il giro dopo Carlos Sainz Jr. va in testacoda, colpisce l'accorrente Albon, ed è costretto, pure lui, all'abbandono. La vettura di sicurezza torna in pista. Vanno ai box i due piloti della Mercedes. Ora Verstappen conduce, davanti al duo della McLaren, a sua volta davanti a quello della Mercedes. Russell attacca Piastri, che si difende, coi due piloti che vanno al contatto. In questo modo viene favorito Hamilton che passa il compagno di team. Ancora un giro e Hamilton, autore anche del giro veloce della gara, passa Oscar Piastri, per il terzo posto. Un giro dopo l'australiano viene passato anche da Russell, che completa la sua rimonta il giro dopo, ripassando Hamilton.
Max Verstappen vince il sessantesimo Gran Premio in carriera, la sesta vittoria in stagione, la prima da quella ottenuta nel Gran Premio dell'Emilia-Romagna. Per il tre volte campione del mondo è il terzo successo nel Gran Premio del Canada, nonché consecutivo, ed eguaglia le vittorie di Nelson Piquet in questo appuntamento. Per la Red Bull Racing è la sesta vittoria in stagione, la prima da quella ottenuta a Imola, la centodiciannovesima dalla propria storia, e il quinto successo complessivo in questo appuntamento, di cui le ultime tre edizioni consecutive. Norris è classificato secondo per la terza volta in stagione e per la decima volta in carriera, con la McLaren che ottiene punti sul circuito di Montréal per la prima volta dalla gara del 2014. Norris è l'unico pilota del campionato ad aver conquistato punti in tutte le gare. La terza posizione di Russell rappresenta il primo podio stagionale della Mercedes e per il pilota britannico.
La quarta posizione di Hamilton è il primo piazzamento stagionale nei primi cinque classificati. Il britannico ha mancato il podio solo per la seconda volta negli ultimi otto Gran Premi del Canada. Piastri, quinto, non è riuscito a ottenere punti solamente per una volta in stagione, nel Gran Premio di Miami. Con la sesta posizione, Alonso termina una serie di due gare senza ottenere punti. Il compagno di scuderia Stroll conclude al settimo posto ottenendo il quinto piazzamento a punti nella gara di casa, battendo il record per un pilota canadese detenuto da Gilles Villeneuve. Ricciardo, ottavo, ottiene i primi punti dell'anno nella gara di domenica, dopo il quarto posto conquistato nella Sprint del Gran Premio di Miami. La nona posizione di Gasly è il miglior risultato stagionale per l'Alpine. Grazie alla decima posizione del compagno di scuderia Ocon, la scuderia francese ottiene punti con entrambe le vetture per la prima volta in campionato. L'Alpine ottiene l'ottava posizione in classifica costruttori ai danni della Williams. Bottas, tredicesimo, eguaglia la miglior prestazione del precedente Gran Premio di Monaco, mentre Pérez è ritirato per la seconda gara di fila. Hülkenberg e Magnussen sono stati gli unici piloti a partire con gomme da bagnato estremo, con il tedesco della Haas che si è piazzato tra i primi quattro all'inizio della gara.
Verstappen, alla quarta vittoria consecutiva dopo essere partito secondo, è il terzo pilota a vincere per tre volte consecutive sul circuito di Montréal dopo Michael Schumacher dal 2002 al 2004 e Hamilton dal 2015 al 2017. Il leader del campionato, alla seconda vittoria in quattro gare, vince la settima gara su diciotto sul bagnato, eguagliando al quarto posto di sempre Jenson Button, per una percentuale di successi in queste condizioni del 38,9%, e superando quella di Michael Schumacher. Per Verstappen è anche il quarto successo consecutivo sotto la pioggia. L'olandese condivide dieci podi con Russell e quattordici con Norris, con il pilota della McLaren l'unico ad aver vinto. Per Verstappen sono anche sei vittorie su nove gare da inizio anno, come nel 2022. Il pilota della Red Bull Racing vince la cinquantesima delle ultime settantacinque gare dall'inizio del 2021. La Ferrari non ottiene punti per la prima volta dal Gran Premio d'Australia 2023. Per la scuderia di Maranello è il primo doppio ritiro dal Gran Premio d'Azerbaigian 2022. Hamilton ottiene il sessantasettesimo giro più veloce in carriera, a dieci lunghezze dal primato detenuto da Michael Schumacher.
Norris è premiato pilota del giorno per la quarta volta nelle ultime cinque gare e per la quattordicesima volta complessiva. È stato il secondo più lento Gran Premio del Canada del nuovo millennio sul tempo della distanza di gara, corso alla media di 173,122 km/h, nonché la prima gara iniziata sotto la pioggia da quella dell'edizione 2011. Il podio composto da Verstappen, Norris e Russell è inedito nella storia del mondiale. La corsa ha visto il maggior numero di piloti ritirati in stagione, cinque. Essa si è svolta nel giorno del cinquantaseiesimo anniversario del primo successo della McLaren nella categoria, nel Gran Premio del Belgio 1968. Verstappen ha un vantaggio di 56 punti su Leclerc in classifica piloti, il terzo margine più elevato della storia dopo nove gare disputate. Il vantaggio della Red Bull Racing nel campionato costruttori raddoppia dopo questa gara. Prima di questo appuntamento la scuderia austriaca aveva 24 punti di vantaggio sulla Ferrari, con il margine ora salito a 49. Verstappen e Norris terminano prima e secondo, in qualsiasi ordine, per la quarta volta nelle ultime cinque gare. Russell non è riuscito a vincere la gara partendo dalla pole position; nell'era turbo-ibrida iniziata nel 2014, in questo appuntamento il poleman ha sempre vinto tranne in tre occasioni. Con il terzo posto di Russell, la Mercedes ottiene il podio nel Gran Premio del Canada per la decima edizione consecutiva della gara. Una vettura motorizzata con il propulsore tedesco ottiene il podio per la trentesima stagione consecutiva. Il sesto posto di Alonso gli permette di stabilire un nuovo record per il maggiore intervallo di tempo tra il primo arrivo a punti e quello più recente, superando il record di Michael Schumacher (21 anni, 2 mesi e 17 giorni).

### Gran Premio di Spagna
Alla partenza George Russell, sfruttando la lotta tra Verstappen e Norris, partiti dalla prima fila, si pone al comando. Segue proprio il campione del mondo, davanti al pilota della McLaren. Russell resiste al comando solo fino all'inizio del secondo giro, quando viene passato da Verstappen. Più dietro, per il quinto posto, c'è battaglia tra le due Ferrari: prevale Sainz Jr., dopo che le due monoposto sono andate al contatto. Al sedicesimo passaggio Russell e Sainz Jr. effettuano la loro sosta: il pit stop del britannico è lento, tanto che il ferrarista lo affianca nella corsia dei box, ma senza riuscire a uscire prima in pista. Il giro successivo è il turno di Hamilton; l'ex campione del mondo rientra in gara alle spalle di Sainz Jr., che precedeva prima della sosta. Hamilton, ora con gomme hard, passa lo spagnolo al diciannovesimo giro.
Dopo la sosta per Max Verstappen, passato alle gomme medie, al diciottesimo giro, si pone al comando Norris, seguito da Leclerc e Piastri. Al ventunesimo giro l'australiano cede a Verstappen. Tra il ventiquattresimo e venticinquesimo giro si fermano prima Norris, poi Leclerc: entrambi passano alle gomme medie. Dopo la sosta Norris si trova quinto, alle spalle di Carlos Sainz Jr.. Al ventisettesimo passaggio il britannico supera il ferrarista, mentre Leclerc passa Pierre Gasly, per il sesto posto. Lando Norris prosegue la sua rimonta, e supera Hamilton al trentaduesimo giro. Tre giri dopo si accende la battaglia tra lui e Russell. I due compiono appaiati diverse curve, prima che il pilota della McLaren abbia la meglio, e si ponga in seconda posizione. Al trentasettesimo giro sia Russell che Sainz Jr. optano per la seconda sosta. Entrambi decidono di completare il Gran Premio con gomme a mescola dura.
Hamilton attende il quarantaquattresimo giro, per passare alle soft. Il giro dopo anche Verstappen effettua la stessa scelta. Tre giri dopo anche Norris si ferma per la seconda volta, riuscendo a rientrare in gara davanti a Russell. Lewis Hamilton è quarto, e precede il duo della Ferrari. Al cinquantesimo giro Verstappen ha un vantaggio di 6"8 su Norris, 9"7 su Russell, 10"8 su Hamilton e 14"8 su Sainz Jr. Dopo qualche giro la scuderia italiana consente a Charles Leclerc, ora su gomme soft, di passare il compagno di scuderia. Il vantaggio di Verstappen scende di giro in giro, tanto che il suo team lo invita ad aumentare il passo di gara. Norris si porta fino a due secondi dal campione del mondo, ma senza riuscire a impensierirlo per la vittoria finale. Anche la rincorsa di Leclerc su Russell non avrà buon esito.
Max Verstappen vince il sessantunesimo Gran Premio in carriera, la settima vittoria in stagione e la seconda consecutiva. Per il tre volte campione del mondo è il quarto successo nel Gran Premio di Spagna, il terzo consecutivo. Per la Red Bull Racing è la settima vittoria in stagione e la seconda consecutiva, la centoventesima della propria storia, e il sesto successo complessivo in questo appuntamento, di cui le ultime tre edizioni consecutive. Per Norris, secondo, è il diciannovesimo podio in carriera, il sesto stagionale. Per la prima volta in carriera, il britannico della McLaren ottiene la seconda posizione in classifica piloti, ai danni di Leclerc, ed è l'unico pilota a finire a punti in ogni gara stagionale. Norris è arrivato tra i primi due in quattro degli ultimi cinque Gran Premi. Per Hamilton, che completa il podio, il primo del campionato, è il centonovantottesimo della sua carriera.
Con la quarta posizione di Russell, la Mercedes conclude in terza e quarta posizione per la seconda gara consecutiva. Russell ha condotto il primo giro negli ultimi due Gran Premi. Per Leclerc la quinta posizione è stato il miglior piazzamento nel Gran Premio di Spagna dall'edizione 2021, ma il peggiore della stagione. Con il sesto posto, il compagno di squadra Sainz Jr. mantiene il record personale nell'ottenere punti nel Gran Premio di casa per la decima edizione consecutiva. Il circuito di Barcellona-Catalogna è il tracciato nel quale lo spagnolo ha sempre ottenuto punti ogni qual volta vi ha corso. Per Piastri la settima posizione è il piazzamento più basso da quando non ha ottenuto punti nel Gran Premio di Miami. Pérez termina ottavo dopo aver guadagnato tre posizioni dalla casella di partenza, lo stesso numero di posizioni per il quale è stato penalizzato per aver proseguito con la vettura danneggiata a seguito di un contatto con le barriere nel precedente Gran Premio del Canada. Gasly, nono, ottiene punti per la terza gara di fila, eguagliando il suo miglior piazzamento stagionale e dell'Alpine. Con Ocon decimo per la terza volta in cinque gare, entrambi i piloti della scuderia francese terminano nelle stesse posizioni per la seconda gara consecutiva. L'Alpine ottiene il settimo posto in classifica costruttori ai danni della Haas. Hülkenberg conclude undicesimo per la quinta volta in stagione, mentre Alonso, con la dodicesima posizione, non ottiene punti per la terza volta nelle ultime quattro gare. L'Aston Martin non ottiene punti per la seconda volta in tre Gran Premi. Zhou, tredicesimo, ottiene il miglior piazzamento del campionato dall'undicesimo posto ottenuto nel Gran Premio del Bahrein, gara inaugurale.
Verstappen, con la vettura numero 1, trionfa nel 1111º Gran Premio nella storia del campionato mondiale. Il leader del campionato ottiene il centoseiesimo podio in carriera, al pari di Alain Prost e Fernando Alonso, al quarto posto di sempre, e l'ottavo della stagione, sulla stessa pista dove ottenne il primo, vincendo l'edizione 2016 della gara. L'olandese trionfa per ventitré volte dalle sue ultime ventisei prime file. Egli vince per la quinta volta consecutiva dopo essere partito secondo. Verstappen ha preso il comando del campionato dopo aver vinto l'edizione 2022 della gara, e da allora non è stato superato in classifica generale, per una durata di settecentosessantatré giorni. Norris non ha ancora vinto quando è partito in prima fila, con Verstappen che conquista nuovamente la vittoria quando il britannico è partito in prima fila. Il Gran Premio di Spagna diventa, insieme a quello d'Austria e di Abu Dhabi, nel quale Verstappen ha vinto il maggior numero di volte (4). La Red Bull Racing, con il sesto successo in questo appuntamento, eguaglia il numero delle vittorie della Lotus, e della Williams sul circuito di Barcellona-Catalogna. Per la McLaren è il primo podio su questo tracciato dal secondo e terzo posto ottenuti da Hamilton e Jenson Button nell'edizione 2011 della gara. La scuderia di Woking è presente sul podio per la sesta gara consecutiva, la serie più lunga dalle stagioni 2011-2012. Hamilton estende il record personale quale pilota a podio per il maggior numero di stagioni consecutive (18). Per il britannico è il primo podio dal Gran Premio di Città del Messico 2023, dopo una striscia di dodici Gran Premi, la più lunga della carriera. Per Hamilton è il diciassettesimo podio dall'ultima vittoria nel Gran Premio d'Arabia Saudita 2021. Hamilton conquista il dodicesimo podio sul circuito di Barcellona-Catalogna, al pari di Michael Schumacher. Egli condivide il podio con Verstappen per la cinquantanovesima volta nella storia della categoria, già record di tutti i tempi. Con 39 anni e 168 giorni, Hamilton è il terzo più anziano a salire sul podio nel ventunesimo secolo, dietro ad Alonso e Michael Schumacher. Per la Gran Bretagna è il settecentosessantesimo podio.
Norris è il settimo pilota differente del campionato a ottenere il giro più veloce. Egli è premiato pilota del giorno per la quinta volta nelle ultime sei gare e per la quindicesima volta complessiva. Il britannico è al terzo posto di sempre tra i piloti più premiati dopo l'introduzione del riconoscimento nella stagione 2016, dietro a Verstappen (39) e Sebastian Vettel (23). È stato il secondo più veloce Gran Premio di Spagna sul tempo della distanza di gara con l'attuale configurazione della pista utilizzata dall'edizione precedente, corso alla media di 208,679 km/h. Fra tutte le sei configurazioni del tracciato utilizzate fin dal suo debutto nel campionato 1991, è stata la quinta corsa più veloce sulla media oraria. È stato il secondo Gran Premio della stagione, dopo quello del Bahrein, gara inaugurale del campionato, in cui non si sono verificati ritiri. Per la diciottesima volta nella storia della massima categoria, di cui le ultime quattordici gare a partire dal 2015, tutti i piloti arrivano al traguardo. È stata la seconda edizione consecutiva della gara che non ha figurato ritiri, nonché la terza gara complessiva della storia corsa in Spagna, insieme al Gran Premio d'Europa 2011, disputato sul circuito urbano di Valencia. Il Gran Premio non ha visto l'esposizione delle bandiere gialle, né dell'utilizzo della safety car o del regime di virtual safety car per la prima volta dal Gran Premio dell'Emilia-Romagna. La corsa viene vinta per la settima volta sul circuito di Barcellona-Catalogna da un pilota partito in seconda posizione. Il vincitore arriva dalla prima fila sul circuito spagnolo per la trentunesima volta in trentaquattro Gran Premi. Verstappen, Norris e Hamilton condividono il podio per la terza volta. L'olandese e il britannico della McLaren concludono nelle prime due posizioni, in qualsiasi ordine, per la quinta volta nelle ultime sei gare. Il pilota della Red Bull Racing estende il margine sul secondo in classifica generale a 69 punti.

### Gran Premio d'Austria

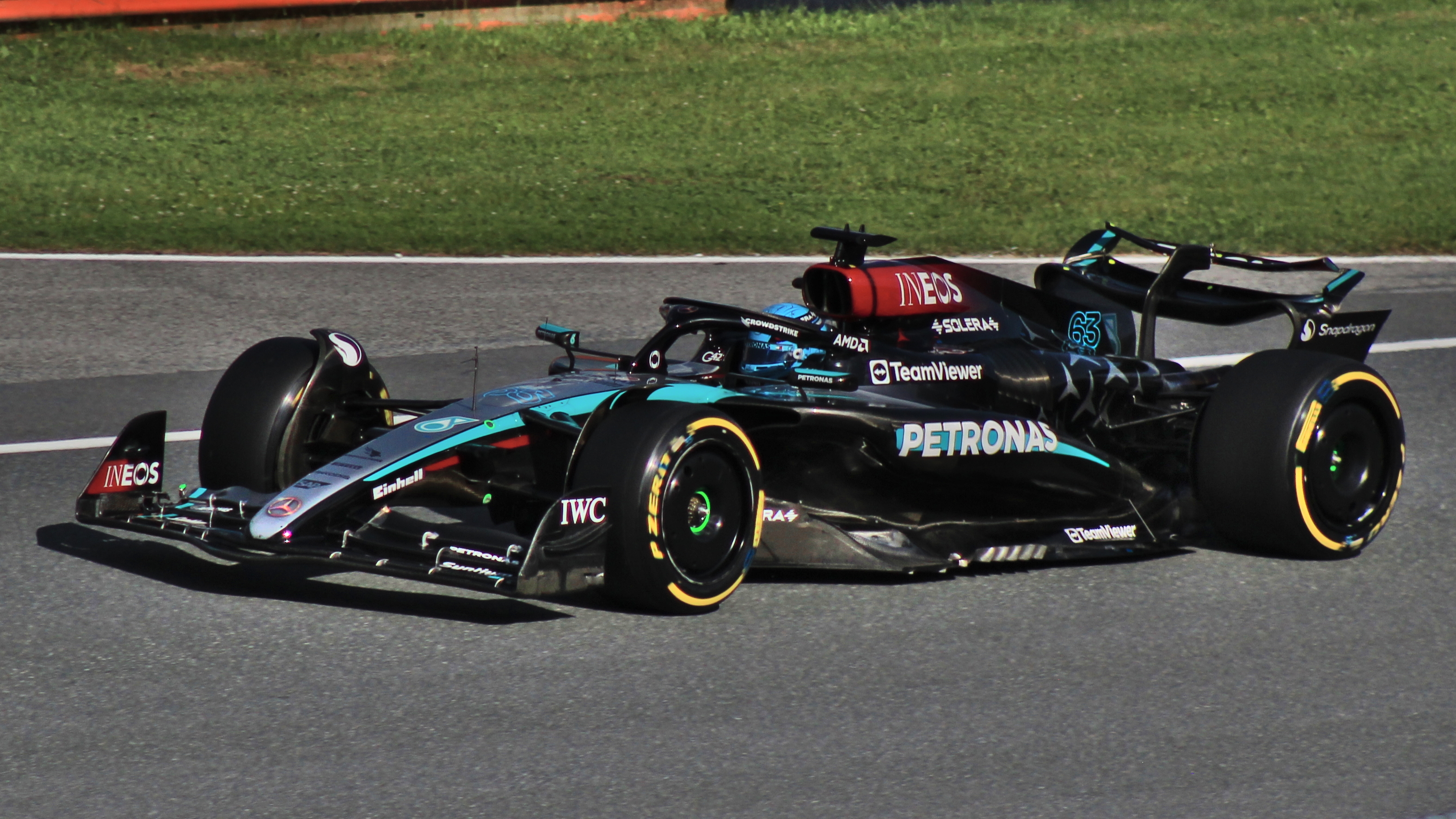
Giovando di una collisione tra i battistrada Norris e Verstappen, George Russell dà la prima vittoria stagionale a Mercedes.

Verstappen mantiene la prima posizione, seguito da Norris e Russell. Più dietro Lewis Hamilton passa Sainz Jr. e Pérez. L'ex campione del mondo attacca il compagno di squadra, prima di essere nuovamente ripassato. In seguito Hamilton, per il timore di dover subire una penalità per aver superato Sainz Jr., al via, uscendo dal tracciato, cede la posizione al ferrarista. Al sesto giro Oscar Piastri supera con una manovra, all'esterno di curva 6, Pérez.
Dopo una ventina giri Verstappen ha un margine di sei secondi su Norris, 10"3 su Russell, 12"8 su Sainz Jr. e 15"1 su Hamilton. Al ventiduesimo giro Hamilton e Sergio Pérez passano alle gomme a mescola dura. Il giro dopo è il turno per Sainz Jr., mentre Russell opta per le medie. I due piloti davanti, Verstappen e Norris, seguono la stessa strategia: sosta al ventiquattresimo giro e passaggio alle hard. Piastri si ferma al ventiseiesimo giro. La classifica non muta, ma Pérez subisce una penalità di cinque secondi, per l'eccessiva velocità in pit lane.
La serie delle seconde soste, per i piloti di vertice, inizia con George Russell, al quarantasettesimo passaggio. Il giro dopo tocca a Carlos Sainz Jr., mentre Piastri passa Hamilton. Al cinquantunesimo giro, nuovamente assieme, effettuano la sosta sia Verstappen, rallentato da un problema alla gomma posteriore sinistra, che Norris. Poco dopo anche Piastri si ferma. La graduatoria vede Verstappen davanti a Norris, Russell, Sainz Jr., Piastri, Hamilton e Nico Hülkenberg. Lando Norris riduce, di giro in giro, la distanza da Verstappen, e inizia a minacciare la prima posizione.
Dopo vari tentativi, al cinquantanovesimo giro, Norris sembra passare il pilota della Red Bull Racing, che riprende la prima piazza. Al giro sessantatré l'olandese effettua anche un piccolo errore, che però non aiuta il britannico. La sfida si decide al giro seguente: Norris affianca Verstappen, alla curva 3, e i due vanno alla collisione. Il pilota della McLaren è costretto al ritiro, mentre Verstappen va ai box, con la vettura danneggiata. Entrambi raggiungono i box su tre ruote. Per la manovra Verstappen sarà anche penalizzato di dieci secondi. Russell si trova a condurre su Piastri, che ha passato Sainz Jr. Verstappen riesce, comunque, a chiudere quinto, mentre Hülkenberg difende la sesta posizione da Pérez. Al penultimo giro Fernando Alonso strappa, proprio all'olandese, il giro veloce.
George Russell vince il secondo Gran Premio in carriera dopo il successo nel Gran Premio di San Paolo 2022. Per la Mercedes è il centoventiseiesimo trionfo della propria storia, il sesto successo complessivo nel Gran Premio d'Austria, per la prima volta dalla vittoria di Bottas nell'edizione 2020, e il primo trionfo dalla gara in Brasile proprio con Russell dopo un digiuno di trentatré gare. Piastri termina secondo per la terza volta in carriera, dopo il secondo posto nella Sprint, e al secondo podio in stagione. Sainz Jr., terzo, prima di questa gara aveva registrato più apparizioni al Red Bull Ring che su qualsiasi altro circuito senza mai finire sul podio, con undici partenze.
Per Hamilton, quarto, è il terzo piazzamento consecutivo tra i primi quattro dopo nessun piazzamento tra i primi quattro nei primi otto Gran Premi della stagione. Verstappen, quinto, non ottiene il podio in questo appuntamento per la prima volta dall'edizione 2020. Il pilota olandese, che ha condotto 62 dei 71 giri previsti, pone fine a una serie di cinque podi consecutivi sulla pista austriaca. La sesta posizione di Hülkenberg è il miglior piazzamento per il pilota tedesco dal Gran Premio d'Italia 2019. Hülkenberg terminò sesto nella Sprint dell'edizione precedente. È anche il miglior risultato della Haas in un Gran Premio dall'edizione 2022 della gara con il sesto posto di Mick Schumacher. Con l'ottava posizione di Magnussen, a punti per la seconda volta in stagione, è il miglior risultato per la scuderia statunitense con entrambe le vetture dalla stessa gara. La Haas riottiene il settimo posto in classifica costruttori ai danni dell'Alpine. Settimo, Pérez ha disputato la sua sesta gara consecutiva senza salire sul podio. Ricciardo, nono, e alla duecentocinquantesima partenza in un Gran Premio di Formula 1, ottiene punti per la seconda volta in tre gare. Prima del ritiro di Norris, la McLaren era l'unica squadra a non essersi ritirata in campionato. Il britannico era l'unico pilota sempre a punti in campionato. Gasly conclude decimo per il quarto piazzamento a punti consecutivo, la striscia più lunga dall'inizio del 2021. Il francese conquista il quattrocentesimo punto in carriera. Leclerc termina undicesimo e non conquista punti per la seconda volta negli ultimi tre Gran Premi.
Russell, al primo podio al Red Bull Ring e il secondo in tre gare della stagione, è il ventiseiesimo pilota differente a trionfare nel Gran Premio d'Austria, l'undicesimo sul circuito austriaco, il primo alla guida della Mercedes da Bottas nell'edizione 2020, e il primo britannico da Hamilton nell'edizione 2016. Russell è il quinto pilota differente a vincere un Gran Premio in stagione, il secondo britannico dopo Norris nel Gran Premio di Miami. La Mercedes eguaglia il record di successi in questo appuntamento della Ferrari e della McLaren (6). La scuderia tedesca, che ottiene solamente il secondo successo dell'era a effetto suolo a partire dal 2022, estende il record quale costruttore con il maggior numero di trionfi sul circuito austriaco (7). Il team di Brackley è il quarto diverso costruttore a vincere in stagione. È la duecentoquattordicesima vittoria per una vettura motorizzata Mercedes.
Norris è premiato pilota del giorno per la terza gara di seguito per la seconda volta in stagione, e per la sesta volta nelle ultime sette gare. Alonso ottiene il ventiseiesimo giro più veloce in carriera, al nono posto nella classifica di tutti i tempi. Il punto addizionale del giro più rapido non viene assegnato per la prima volta dal Gran Premio di Miami, per l'undicesima volta complessiva dopo essere stato reintrodotto nella stagione 2019, in quanto ottenuto da Alonso, diciottesimo all'arrivo, fuori dalle prime dieci posizioni. È stato il sesto più veloce Gran Premio d'Austria sul tempo della distanza di gara con l'attuale configurazione della pista utilizzata dal 1997, corso alla media di 217,908 km/h. Per la diciannovesima volta nella storia della massima categoria, di cui le ultime quindici gare a partire dal 2015 e per il terzo Gran Premio della stagione, il secondo consecutivo, tutti i piloti sono classificati, nonostante il ritiro di Norris, classificato per aver completato il 90% della distanza di gara. È il secondo Gran Premio d'Austria, dopo l'edizione del 2019, nel quale tutti i piloti risultano classificati. La corsa viene vinta per la quinta volta al Red Bull Ring da un pilota partito in terza posizione. Il podio composto da Russell, Piastri e Sainz Jr. è inedito nella storia del mondiale, il settecentotrentaduesimo differente. Il margine tra il vincitore Russell e il secondo classificato Piastri di 1"906 è stato il secondo più basso della stagione dopo 0"725 del Gran Premio dell'Emilia-Romagna. Verstappen estende il margine sul secondo in classifica generale a 81 punti.

### Gran Premio di Gran Bretagna

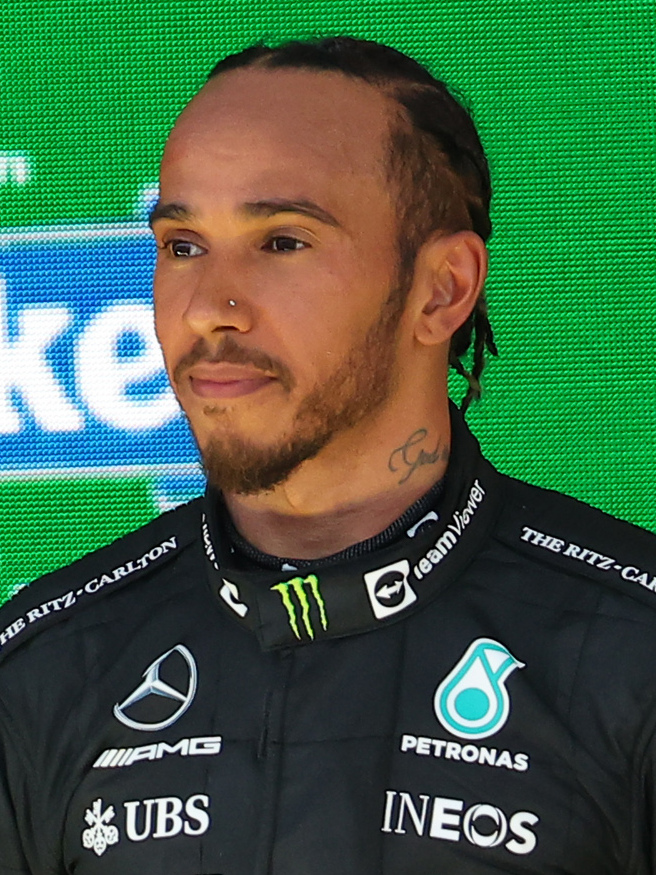
Lewis Hamilton, alla prima vittoria stagionale, interrompe un digiuno che si protraeva da 56 Gran Premi e 945 giorni, e ottiene il nono successo della carriera a Silverstone.

Al via George Russell mantiene il comando, seguito da Hamilton; dietro Verstappen sfrutta un tentativo di sorpasso infruttuoso di Norris su Hamilton, per prendere la terza posizione. In attesa dell'arrivo della pioggia, al quindicesimo giro Norris prende la posizione a Verstappen. In seguito il pilota olandese viene passato anche da Oscar Piastri. Quando inizia a cadere la pioggia la classifica viene rimescolata. Hamilton passa Russell, che viene superato anche da Norris. Al ventesimo passaggio Lando Norris supera anche Hamilton, per porsi al comando. La McLaren, con più carico aerodinamico, è più veloce sul bagnato, tanto che Piastri passa Russell, che così si ritrova quarto. Un errore di Hamilton favorisce il sorpasso per Piastri, che così porta la McLaren a controllare le prime due posizioni. Le condizioni di bagnato fanno anche avvicinare Carlos Sainz Jr. a Verstappen.
Dopo 24 giri Norris gode di un margine di 1"6 su Piastri, 2"8 su Hamilton, 5" su Russell e 9"4 su Verstappen. L'aumento dell'intensità della pioggia costringe i piloti a montare gomme da bagnato intermedio. La McLaren, però, decide di non effettuare due pit stop in sequenza, lasciando ancora un giro in pista Piastri. L'australiano retrocede sesto. Nel frattempo Max Verstappen è scalato terzo, dietro a Norris e Hamilton, ma davanti Russell e Sainz. Il pilota della Red Bull Racing soffre di un maggiore degrado delle gomme, anche causato dal rapido asciugarsi della pista.
Al trentaquattresimo giro Russell è chiamato ai box, per il ritiro, dovuto a una perdita di acqua. Al trentottesimo giro tornano ai box i piloti, per ritornare alle gomme da asciutto. Hamilton monta gomme soft, Verstappen passa alle hard, mentre Piastri, che ha superato Sainz Jr., sceglie le medie. In seguito Norris monta le morbide. Dopo la sosta lenta per il pilota della McLaren, che è arrivato lungo alla piazzola, va al comando Hamilton. Il trio in testa composto da Hamilton, Norris e Verstappen è racchiuso in cinque secondi. Max Verstappen sembra il pilota più rapido, e riesce a ridurre il margine, di giro in giro. A cinque giri dal termine il campione del mondo supera Norris, e sembra avvicinarsi a Hamilton, senza avere, però, la possibilità d'attacco. All'ultimo passaggio Sainz Jr. coglie il giro veloce della gara.
Lewis Hamilton vince il centoquattresimo Gran Premio in carriera, il primo successo da quello ottenuto nel Gran Premio d'Arabia Saudita, dopo un digiuno di cinquantasei Gran Premi e novecentoquarantacinque giorni. Per il pilota britannico della Mercedes è la prima vittoria nel Gran Premio di Gran Bretagna da quella conquistata nell'edizione 2021 della gara, e il nono trionfo complessivo in questo appuntamento. Per la scuderia tedesca è la centoventisettesima vittoria della storia, la seconda della stagione, nonché consecutiva, la prima nel Gran Premio britannico dal successo proprio di Hamilton nel 2021, e la nona complessiva in questa gara. Per Verstappen, secondo, è il centosettesimo podio in carriera, al quarto posto nella classifica di tutti i tempi, e il nono del campionato. Per Norris, terzo, è il ventesimo podio in carriera e il settimo del campionato, il secondo consecutivo nel Gran Premio di casa. La McLaren ha concluso a podio nelle ultime otto gare consecutive.
Piastri termina quarto come nell'edizione precedente della gara. L'australiano è l'unico pilota del campionato ad aver completato tutti i giri. Sainz Jr. chiude quinto segnando il giro più veloce nell'ultima tornata, e si porta a quattro punti dal compagno di squadra Leclerc in classifica generale. Il pilota monegasco, quattordicesimo, ha ottenuto punti solamente per una volta nelle ultime quattro gare dalla vittoria nel Gran Premio di Monaco. Hülkenberg, sesto, termina nei primi sei per la seconda gara consecutiva per la prima volta dai Gran Premi degli Stati Uniti d'America e del Messico della stagione 2018, alla guida dell'ex scuderia denominata Renault. La Haas si piazza nei primi sei per due gare di seguito per la prima volta dai Gran Premi di Francia e d'Austria della stessa stagione. La scuderia statunitense è a quattro punti dalla RB per il sesto posto in classifica costruttori. Stroll, settimo, si assicura il terzo piazzamento del campionato nei primi sette. Il canadese conclude davanti al compagno di scuderia Alonso per 7"008. Stroll rimane nei primi dieci in classifica generale con un punto di vantaggio su Hülkenberg. Alonso ottiene punti solamente per la seconda volta nelle ultime sei gare. L'Aston Martin riottiene punti dopo due gare. Con la nona posizione, Albon eguaglia il miglior risultato in campionato suo e della Williams del Gran Premio di Monaco. Il compagno di scuderia Sargeant segna il miglior risultato stagionale con l'undicesima posizione, ora non più ultimo in classifica piloti. Decimo, Tsunoda eguaglia il suo miglior risultato di sempre sul circuito di Silverstone dell'edizione 2021 della gara. Pérez, diciassettesimo, non ottiene punti per la terza volta in cinque gare e non sale a podio da sette Gran Premi. L'Alpine non conquista punti dopo aver terminato nei primi dieci nelle ultime quattro gare.
Hamilton, al centonovantanovesimo podio in carriera e al centocinquantesimo con la Mercedes, è il sesto vincitore diverso del campionato in dodici gare disputate, dopo soli tre vincitori totali nel campionato precedente, e il terzo di nazionalità britannica. Il pilota della Mercedes, con 39 anni e 6 mesi, è il più anziano vincitore del ventunesimo secolo, il decimo meno giovane della storia della categoria, e il meno giovane da trenta stagioni dal successo di Nigel Mansell nel Gran Premio d'Australia 1994. Egli estende il proprio record quale pilota più vittorioso nella storia del campionato mondiale, con 104 successi, lo stesso numero delle pole position ottenute in carriera. L'ex campione del mondo segna tre nuovi record: vince per la nona volta in uno stesso Gran Premio e su un singolo circuito; ottiene almeno una vittoria per la sedicesima stagione, staccando di una lunghezza Michael Schumacher; stabilisce il record di intervallo tra la prima e ultima vittoria in carriera, con 17 anni e 27 giorni. Hamilton, al dodicesimo podio consecutivo sul circuito di Silverstone, estende il record personale di podi in un singolo Gran Premio (14) e sulla stessa pista (15). La scuderia tedesca, che ottiene solamente il terzo successo dell'era a effetto suolo a partire dal 2022, pareggia il numero delle vittorie nel Gran Premio di Gran Bretagna della Williams (10), e trionfa per la nona volta sul circuito di Silverstone.
Il premio del pilota del giorno viene assegnato per la quarta volta consecutiva in stagione a un pilota britannico, l'ottava complessiva del campionato, e per la cinquantunesima volta al vincitore del Gran Premio dopo l'introduzione del riconoscimento nella stagione 2016. Hamilton è il primo pilota al di fuori di Norris e dei piloti della Ferrari a essere premiato pilota del giorno. Sainz Jr. è l'ottavo pilota differente in dodici gare disputate ad ottenere il giro più veloce in gara. È stato il terzo più veloce Gran Premio di Gran Bretagna sul tempo della distanza di gara con l'attuale configurazione della pista utilizzata dal 2010, corso alla media di 222,821 km/h, e il quarto complessivo più veloce sul circuito di Silverstone. La corsa viene vinta per la diciottesima volta sul tracciato britannico da un pilota partito in seconda posizione. Hamilton e Verstappen condividono il podio per la sessantesima volta nella storia del mondiale e per la seconda volta in campionato. Il Gran Premio non ha visto l'esposizione delle bandiere gialle, né dell'utilizzo della safety car o del regime di virtual safety car per la prima volta dal Gran Premio di Spagna. Per la ventinovesima volta il Gran Premio britannico, in settantacinque edizioni, è vinto da un pilota di casa. Verstappen, che non vince da due gare, estende il margine sul secondo in classifica generale a 84 punti. Hamilton, al trecentoquarantaquattresimo Gran Premio, è il primo pilota a vincere una corsa dopo aver preso parte a più di trecento gare nella categoria. Il poleman Russell è ritirato in due degli ultimi tre Gran Premi di Gran Bretagna. Per la prima volta dal 2012, si registra un numero così alto di vincitori diversi nei primi dodici Gran Premi di un campionato.

### Gran Premio d'Ungheria

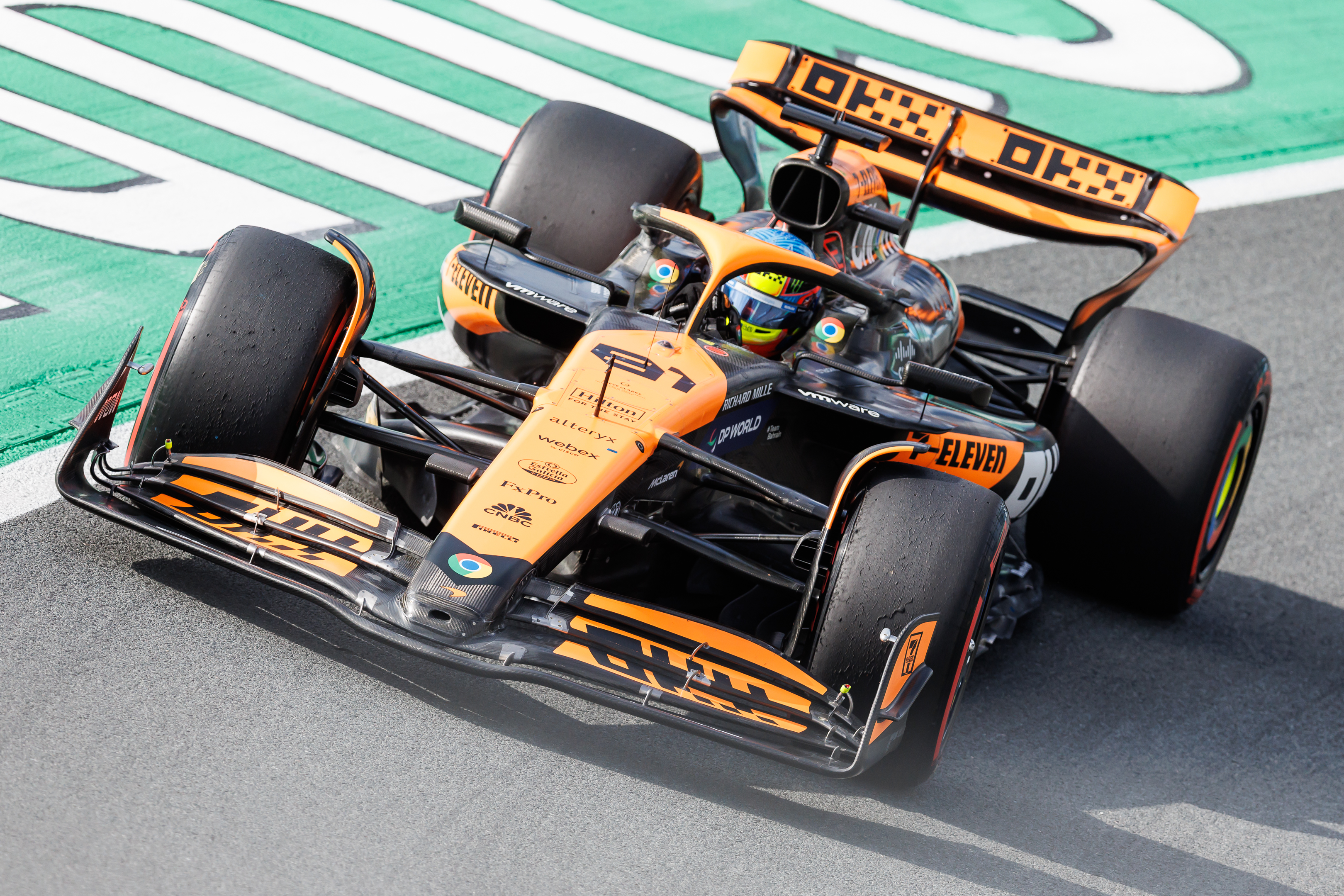
L'australiano Oscar Piastri, vincitore all'Hungaroring del suo primo Gran Premio in carriera.

Oscar Piastri prende il comando della gara, alla partenza, riuscendo a sopravanzare sia Norris che Verstappen. I tre si trovano, alla prima curva, sulla stessa traiettoria. Verstappen esce dal tracciato e rientra in gara secondo ma, dopo qualche giro, su ordine della squadra, cede la posizione a Norris.
Dopo 13 giri Piastri conduce con 3"3 su Norris, 6" su Verstappen che, alle sue spalle, trova Lewis Hamilton, in avvicinamento. Seguono le due Ferrari e Stroll. Quattro giri dopo Hamilton è il primo a fermarsi ai box, per passare alle gomme hard. Nei due giri seguenti tocca alle due McLaren, prima Norris, poi Piastri. Va al comando Verstappen, seguito dalla coppia della Ferrari. L'olandese attende il ventiduesimo giro ma, quando rientra in pista, si trova alle spalle di Hamilton.
La classifica si risistema dopo le soste delle Ferrari: Piastri torna a condurre, davanti a Norris, Hamilton e Verstappen. Al venticinquesimo giro Carlos Sainz Jr. prende la settima posizione a Russell e, il giro dopo, la sesta a Tsunoda. Entrambi questi ultimi due non avevano ancora fatto il pit stop. Nei giri successivi si accende la lotta tra Verstappen e Hamilton: il pilota della Red Bull Racing affianca, al trentasettesimo giro, il britannico, alla prima curva, ma va lungo alla terza, consentendo a Hamilton di conservare la terza piazza. Ciò consente anche a Leclerc di avvicinarsi ai due: il monegasco, dopo la sosta, con le nuove gomme dure, è il più veloce in pista.
Al quarantunesimo giro vanno ai box, per la seconda volta, sia Hamilton che Charles Leclerc. Il pilota della Mercedes monta gomme a mescola hard, mentre il ferrarista monta gomme a mescola media. Norris, che ha limato lo svantaggio da Piastri, attende il quarantaseiesimo passaggio. Uscendo dai box effettua un bloccaggio delle gomme, per evitare di tamponare un doppiato. Piastri si ferma due giri dopo, consentendo così al britannico compagno di scuderia di passare davanti.
Max Verstappen, ora primo, si ferma al cinquantesimo giro, per montare gomme medie. Rientra in pista quinto, alle spalle non solo del duo della McLaren, ma anche di Hamilton e Leclerc. Il pilota della Red Bull Racing impiega sette giri per superare il ferrarista. Il campione del mondo ingaggia un lungo duello con Hamilton; i due, al sessantatreesimo giro, vanno a contatto, alla prima staccata: la vettura dell'olandese si alza da terra, dopo aver colpito la gomma anteriore destra della Mercedes. Verstappen può proseguire, ma deve cedere la posizione a Leclerc. Davanti, intanto, la McLaren invita Norris a ricedere la prima posizione a Piastri, avendolo favorito anticipando la sua seconda sosta, rispetto a quella dell'australiano. Norris cede la vittoria al compagno, lasciandolo sfilare, al sessantottesimo giro.
Oscar Piastri vince il primo Gran Premio in carriera, alla trentacinquesima gara in Formula 1. Per la McLaren è la centoottantacinquesima vittoria della storia, la seconda della stagione dopo quella con Norris nel Gran Premio di Miami, la dodicesima complessiva nel Gran Premio d'Ungheria, e la prima ottenuta dall'edizione 2012 con Hamilton. Norris, secondo, ottiene il ventunesimo podio in carriera, l'ottavo della stagione. Egli non vince una gara per la ventinovesima volta dopo essere partito dalle prime due file. Norris ha concluso secondo dodici volte in carriera, ma ha ottenuto solo una vittoria. Per Hamilton, terzo, è il duecentesimo podio in carriera e il terzo del campionato. Il britannico della Mercedes, ora sesto in classifica piloti, è il primo nella storia del mondiale a ottenere un numero così alto di podi, ottenendo il dodicesimo all'Hungaroring. Hamilton conclude a podio per la seconda gara di fila per la prima volta dai Gran Premi di Spagna e Canada delle precedente stagione.
Con la quarta posizione, Leclerc ottiene dodici punti, gli stessi di quanti conquistati nei quattro Gran Premi precedenti messi insieme. Verstappen taglia il traguardo in quinta posizione, dopo una collisione avvenuta per la seconda volta in tre Gran Premi, e concludendo nella stessa piazza. Per Sainz Jr. la sesta posizione è il nono piazzamento a punti consecutivo all'Hungaroring. Pérez conclude settimo dopo essere partito sedicesimo. Il messicano non è arrivato tra i primi sei negli ultimi sette Gran Premi. Russell termina ottavo dopo la diciassettesima posizione di partenza. Dalla vittoria nel Gran Premio d'Austria, il britannico ha ottenuto solo quattro punti. Per Tsunoda la nona posizione è il settimo piazzamento a punti della stagione. Stroll termina davanti al compagno di squadra Alonso per l'ottenimento dell'ultimo punto per 4"484. Il canadese ha concluso nella stessa posizione nella precedente edizione. L'Alpine non ottiene punti per due gare di fila.
Piastri è il settimo vincitore diverso del campionato in tredici gare disputate, il secondo della stagione a vincere la prima gara dopo il compagno di scuderia Norris, il centoquindicesimo della storia del mondiale, il quinto australiano dopo Jack Brabham, Alan Jones, Mark Webber e Ricciardo, nonché il più giovane di sempre di questa nazionalità, l'ottavo più giovane della storia della categoria, con 23 anni, tre mesi 15 giorni, e il primo del ventunesimo secolo dopo che Hamilton era stato il più anziano vincitore dello stesso secolo nel precedente Gran Premio di Gran Bretagna. Piastri è il ventesimo vincitore diverso nel Gran Premio d'Ungheria e all'Hungaroring, il primo alla guida della McLaren da Hamilton nel 2012, e il primo australiano da Ricciardo nell'edizione 2014. Egli è il sesto pilota a vincere la prima gara in carriera in questo appuntamento dopo Damon Hill (1993), Alonso (2003), Jenson Button (2006), Heikki Kovalainen (2008) ed Ocon (2021). Per l'Australia è il quarantaquattresimo successo, ora al settimo posto nella classifica per nazioni, e il primo da quello ottenuto da Ricciardo nel Gran Premio d'Italia 2021, sempre con la McLaren. La scuderia di Woking, che ottiene solamente il secondo successo dell'era a effetto suolo a partire dal 2022 e che non vinceva due gare in una stessa stagione dal 2012, estende il record personale del maggior numero di vittorie in Ungheria e sulla pista magiara (12). Per la scuderia britannica, che ottiene il secondo posto in classifica costruttori ai danni della Ferrari, è la quarantanovesima doppietta, dopo averne ottenuta solo una nelle ultime quattordici stagioni, la prima da quella conquistata nel Gran Premio d'Italia 2021 con Ricciardo e Norris, e la terza nel Gran Premio d'Ungheria, la prima dall'edizione 1999 con Mika Häkkinen e David Coulthard. La McLaren ottiene l'undicesimo podio stagionale, ma per la prima volta figura entrambi i piloti nei primi tre posti. Dopo aver ottenuto la doppietta in qualifica, la McLaren vince la corsa con il pilota partito secondo per la seconda volta consecutiva dopo il Gran Premio del Brasile 2012.
Piastri è il sesto diverso pilota del giorno del campionato. Il premio viene assegnato per la cinquantaduesima volta al vincitore del Gran Premio, per la seconda gara di fila, dopo l'introduzione del riconoscimento nella stagione 2016. È stato l'ottavo più veloce Gran Premio d'Ungheria sul tempo della distanza di gara con l'attuale configurazione della pista utilizzata dal 2003, corso alla media di 187,669 km/h. La corsa viene vinta per l'ottava volta sul tracciato ungherese da un pilota partito in terza posizione, ora a pari merito per le volte che la gara è stata vinta da un pilota partito secondo. Nessun pilota ha vinto dalla pole position nelle ultime quattro edizioni della gara, né negli ultimi cinque Gran Premi stagionali. Il podio composto da Piastri, Norris e Hamilton è inedito nella storia del mondiale, il settecentotrentatreesimo differente. È la prima volta che due piloti della stessa squadra ottengono la prima vittoria nella stessa stagione dalla Williams nel 2001 con Ralf Schumacher e Juan Pablo Montoya. Il campionato figura sette vincitori diversi, il numero massimo dell'era turbo-ibrida iniziata nella stagione 2014. L'ultimo campionato con un numero più alto di vincitori diversi fu quello del 2012 (8). Per la prima volta dalla stagione 1980, tredici dei venti piloti del campionato hanno vinto un Gran Premio.

### Gran Premio del Belgio
Al via Charles Leclerc mantiene il comando, mentre Hamilton passa Pérez. Norris va largo, alla prima curva, e cede la posizione a Piastri, Russell e Sainz Jr. Leclerc cede la prima posizione, a Lewis Hamilton, già al terzo giro, venendo superato sul rettilineo del Kemmel.
Russell e Verstappen, all’undicesimo giro, cambiano le gomme, per passare a coperture ‘’hard’’. Hamilton, Pérez e Piastri si fermano il giro dopo; solo il messicano della Red Bull Racing opta per gomme medie. Dopo che anche Leclerc si è fermato, si trova a condurre Sainz Jr., seguito da Lando Norris, anche lui senza aver cambiato gli pneumatici. Il britannico attende il sedicesimo giro ma, quando rientra in pista, si trova alle spalle di Verstappen. Lo spagnolo della Ferrari prosegue fino al ventunesimo giro: dopo la sosta è ottavo. Nello stesso giro Russell passa Sergio Pérez. Già il giro successivo il pilota della Red Bull Racing viene richiamato ai box, per la seconda sosta.
Hamilton conduce con due secondi di vantaggio su Leclerc, 4”6 su Oscar Piastri, nove su Russell e undici su Verstappen. Leclerc si ferma al ventiseiesimo passaggio, seguito da Hamilton, il giro successivo. Dopo la sosta il monegasco è davanti al britannico, che però presto si riprende la posizione. Verstappen e Carlos Sainz Jr. si fermano al ventinovesimo giro. L’olandese riparte su gomme medie, lo spagnolo su hard. Dopo la sosta per Norris, al trentesimo giro, solo Russell non ha cambiato pneumatici per una seconda volta, trovandosi al comando, e cercando di arrivare al traguardo senza ulteriori pit stop. Alle sue spalle c’è l’altro pilota della Mercedes, Hamilton, a quasi sei secondi, poi Leclerc a nove, a 12”6 Piastri, poi Verstappen, Norris e Pérez. Al trentaseiesimo giro Piastri passa Leclerc, mentre, tre giri dopo, Pérez cede la posizione a Sainz Jr. Negli ultimi giri Hamilton si avvicina a Russell, tenta qualche timido attacco, ma non riesce a passare il compagno di scuderia. La lotta fra i due fa avvicinare Piastri, che però non si inserirà mai nella battaglia per la vittoria.
Lewis Hamilton vince il centocinquesimo Gran Premio in carriera dopo la squalifica di Russell, primo al traguardo. Per Hamilton è la seconda vittoria in stagione dopo il successo nel Gran Premio di Gran Bretagna. Il pilota britannico della Mercedes vince per la quinta volta il Gran Premio del Belgio, la prima vittoria dall'edizione del 2020. Per la scuderia tedesca è il centoventottesimo trionfo della propria storia, la terza vittoria della stagione, la prima da quella ottenuta sul circuito di Silverstone proprio con Hamilton, nonché il sesto successo complessivo in questo appuntamento, il primo dopo quello dell'edizione 2020, sempre con Hamilton. Per Piastri, secondo, è il sesto podio in carriera. L'australiano della McLaren, che si ritirò a causa di un incidente alla prima curva nell'edizione precedente, guadagna il quarto posto in classifica piloti ai danni di Sainz Jr. La scuderia di Woking termina a podio per la decima gara consecutiva. Leclerc, terzo, segna trentasei podi in carriera. Per il monegasco della Ferrari è il sesto podio stagionale, il primo dalla vittoria nel Gran Premio di Monaco.
Leclerc e Verstappen prendono la bandiera a scacchi rispettivamente in quarta e quinta posizione come nel precedente Gran Premio d'Ungheria. L'olandese termina quinto alla bandiera a scacchi in tre delle ultime quattro gare, dopo che i suoi tre precedenti quinti posti erano stati distribuiti nelle cinque stagioni precedenti (2019-2023). Il quinto posto per Norris è stato il suo miglior piazzamento sulla pista belga in sei partecipazioni. Egli non ha mai vinto quando è partito in prima o seconda fila. Ottavo, Alonso ottiene punti alla vigilia del suo quarantatreesimo compleanno. Ocon termina nono per il quarto piazzamento a punti dell'anno. I tre precedenti punti erano stati ottenuti tramite un decimo posto, la posizione d'arrivo prima della squalifica di Russell.
Hamilton, al duecentounesimo podio, il quarto della stagione e il terzo consecutivo, nonché l'undicesimo sul circuito di Spa-Francorchamps, è il primo pilota del campionato dopo Verstappen a trionfare più di una volta in stagione dal Gran Premio d'Azerbaigian 2023. Per Hamilton è la seconda vittoria in tre gare e il quarto podio nelle ultime cinque dopo non averne ottenuto nessuno nelle prime nove corse del campionato. Il britannico estende il record quale pilota più vittorioso nella storia del mondiale con 105 vittorie, una lunghezza superiore al numero delle pole position. Egli interrompe una striscia di tre successi consecutivi nel Gran Premio del Belgio dell'olandese. Hamilton eguaglia il numero di successi in questo appuntamento di Ayrton Senna (5), a una lunghezza dal record di Michael Schumacher. La Mercedes è la prima scuderia del campionato dopo la Red Bull Racing a trionfare per tre volte. La scuderia tedesca segna sei successi in Belgio, a pari merito con la scuderia austriaca. Per il costruttore di Brackley è solamente il quarto successo dell'era a effetto suolo a partire dal 2022. È il duecentodiciassettesimo trionfo per una vettura motorizzata Mercedes. Russell è il novantaquattresimo pilota della storia squalificato, il primo da Leclerc nel Gran Premio degli Stati Uniti d'America 2023, nonché il primo a essere squalificato dopo aver tagliato il traguardo in prima posizione in questo appuntamento da Michael Schumacher nell'edizione del 1994. Senza la squalifica di Russell, la Mercedes avrebbe ottenuto la sessantesima doppietta della storia per la prima volta dal Gran Premio di San Paolo 2022, e solamente la seconda nelle ultime quattro stagioni. Il trionfo del britannico sarebbe avvenuto il giorno successivo al Norfolk Day, celebrato nella sua contea natale in Inghilterra. L'unico podio sul circuito di Spa-Francorchamps per Russell rimane quello inaugurale della carriera ottenuto con la Williams nel 2021.
Il premio del pilota del giorno viene assegnato per la cinquantatreesima volta al vincitore del Gran Premio per la terza gara di fila del campionato, e per la nona volta a un pilota britannico in stagione. Hamilton è votato pilota del giorno per la sedicesima volta dopo l'introduzione del riconoscimento nella stagione 2016, ora al terzo posto di sempre, insieme a Norris, tra i piloti a essere stati premiati più volte. È stato il più veloce Gran Premio del Belgio di sempre sul tempo della distanza di gara fra tutte le quattro configurazioni della pista utilizzate fin dal debutto del tracciato nella stagione inaugurale del 1950, corso alla media di 231,181 km/h. Pérez è il nono pilota differente del campionato autore del giro più veloce. Il tempo del messicano di 1'44"701 alla media di 240,822 km/h è il nuovo rilievo cronometrico più rapido in condizioni di gara con l'attuale layout della pista in uso dall'edizione 2007. È anche il giro più veloce di sempre in gara fra tutte le quattro configurazioni della pista. Il precedente record apparteneva a Bottas che con la Mercedes registrò un tempo di 1'46"286, alla media di 237,232 km/h, nell'edizione 2018. La corsa viene vinta per l'ottava volta sul circuito di Spa-Francorchamps da un pilota partito in terza posizione. Essa viene condotta da cinque piloti differenti. Nessun pilota ha vinto dalla pole position nelle ultime tre edizioni della gara, né negli ultimi sei Gran Premi stagionali, per la prima volta dal Gran Premio del Brasile 2009 al Gran Premio di Cina 2010. Tutti i piloti classificati concludono a pieni giri per la prima volta dal Gran Premio di Miami. Il podio composto da Hamilton, Piastri e Leclerc è inedito nella storia del mondiale, il settecentotrentaquattresimo differente. I primi tre classificati, senza la squalifica di Russell, erano separati da 1"173, il margine più basso, senza alcun intervento della safety car, dal Gran Premio di Abu Dhabi 2016, quando Hamilton compattò deliberatamente il gruppo alle sue spalle (0"843). Per la prima volta in assoluto, i primi dieci classificati sono piloti che hanno vinto una corsa nella categoria. La Ferrari è il primo costruttore della storia a superare i 10 000 punti.

### Gran Premio d'Olanda

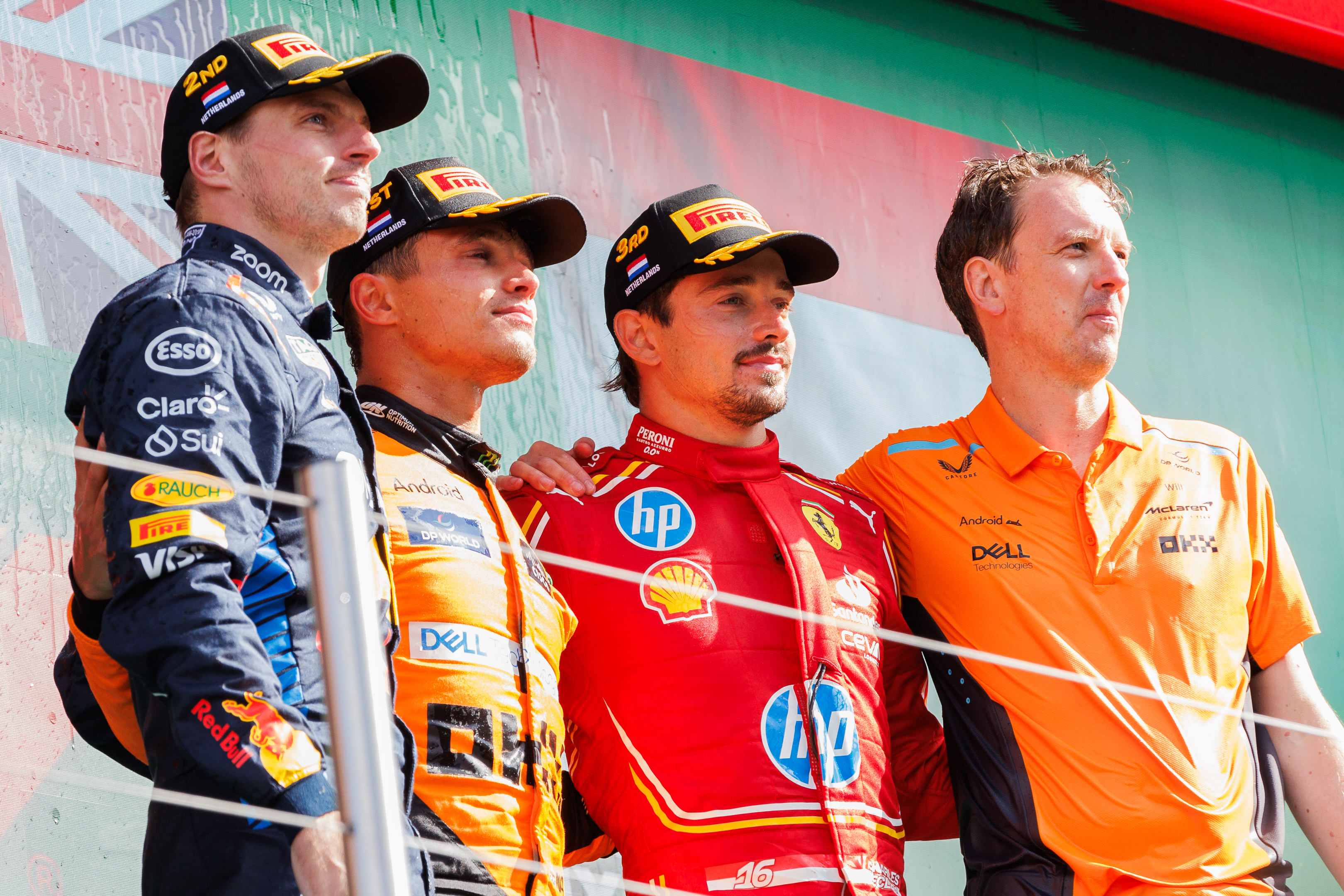
Il podio di Zandvoort; da sinistra: il secondo classificato e idolo di casa Verstappen, il vincitore Norris e il terzo classificato Leclerc.

Alla partenza partono male le McLaren: il poleman Norris cede subito la prima posizione a Verstappen, e Russell passa Piastri. Seguono Leclerc, Pérez, Gasly, Alonso e Sainz Jr. Verstappen sembra non riuscire ad ampliare il margine su Norris, che resta sotto i due secondi. All'ottavo giro Sainz Jr. passa Alonso e, tre giri dopo, con un lungo duello, passa anche Pierre Gasly.
Norris riduce il distacco e, al diciottesimo giro, supera Verstappen, riprendendosi la prima piazza. Il pilota della McLaren riesce, inoltre, a mettere subito un piccolo margine tra lui e il campione del mondo. Al ventiquattresimo giro si ferma, per la prima volta, Hamilton, ormai vicino alla zona dei punti. Il giro successivo Charles Leclerc è il primo dei piloti di testa a passare a gomme hard. La mossa del pilota della Ferrari gli consente di passare Russell, che si ferma un giro dopo e, complice un pit stop non perfetto, rientra alle spalle di Leclerc. Verstappen e Norris si fermano tra il ventottesimo e il ventinovesimo giro. Ciò permette a Oscar Piastri di prendere il comando del Gran Premio. L'australiano attenderà fino al trentaquattresimo giro, per il cambio gomme. Dopo la sua sosta la classifica vede, nuovamente, al comando Lando Norris, davanti a Verstappen, Leclerc, Russell, Piastri, Pérez, Sainz Jr. e Hamilton.
Piastri recupera la quarta posizione a Russell, al quarantesimo giro. Norris porta il margine su Verstappen a 11"5, mentre Piastri sembra poter attaccare Leclerc.
Al quarantanovesimo giro Lewis Hamilton effettua la seconda sosta, passando alle soft. L'altro pilota della Mercedes, Russell, messo sotto pressione da un'arrembante Sainz Jr., attende il cinquantacinquesimo passaggio. Il britannico scala settimo, passato anche da Pérez. Nella parte finale di gara Leclerc riesce a difendersi da Piastri, mentre Norris controlla agevolmente la testa della corsa, e coglie anche il giro più veloce, all'ultimo giro.
Lando Norris vince il secondo Gran Premio in carriera. Per il pilota britannico della McLaren è la seconda vittoria in stagione dopo il successo nel Gran Premio di Miami. Per la scuderia di Woking è il centoottantaseiesimo trionfo della propria storia, la terza vittoria della stagione, la prima da quella ottenuta nel Gran Premio d'Ungheria con Piastri, nonché il quarto successo complessivo nel Gran Premio d'Olanda, il primo dopo quello dell'edizione 1985 con Niki Lauda. Per Verstappen, secondo, è il centoottesimo podio in carriera e il decimo del campionato, alla duecentesima partenza in un Gran Premio di Formula 1. Il campione del mondo non riesce a replicare Michael Schumacher, Jenson Button, Nico Rosberg, Hamilton e Sebastian Vettel come vincitori nel loro duecentesimo Gran Premio. Leclerc, che chiude terzo per la seconda gara di fila, conquista il trentasettesimo podio in carriera, il settimo della stagione.
Il quarto posto dell'australiano testimonia che è il pilota con più punti conquistati negli ultimi cinque Gran Premi, con 92, oltre a essere l'unico concorrente a completare ogni giro in questa stagione. Sainz Jr., quinto, termina nei primi sei per la sesta gara consecutiva, dopo aver ottenuto un solo podio in questo segmento. Lo spagnolo ha sempre concluso nei primi cinque sul circuito di Zandvoort. Pérez, con la sesta posizione, ottiene il suo primo piazzamento tra i primi sei dopo il Gran Premio di Miami. Russell conclude settimo e segna solo undici punti in quattro gare dalla vittoria nel Gran Premio d'Austria e la squalifica, da vincitore, nel precedente Gran Premio del Belgio. Hamilton, ottavo, termina una striscia di tre gare consecutive a podio. Nono, Gasly eguaglia il miglior risultato stagionale suo e dell'Alpine. Alonso, decimo, mantiene il record nell'ottenere punti in tutte le quattro apparizioni nel Gran Premio d'Olanda. Hülkenberg termina undicesimo per la sesta volta in stagione.
Norris è il secondo pilota più vincente in stagione insieme a Hamilton, dietro solo a Verstappen. Il britannico è il ventunesimo pilota differente a vincere nel Gran Premio d'Olanda e sul circuito di Zandvoort, il primo alla guida della McLaren da Niki Lauda nell'edizione 1985, e il primo di questa nazionalità da James Hunt nel 1976. Egli termina una striscia di tre successi consecutivi di Verstappen nel Gran Premio di casa. Norris vince per la prima volta partendo da una delle prime due file dello schieramento dopo non esserci riuscito per trenta volte, ed è il primo pilota della McLaren con almeno due vittorie in un campionato dalla stagione 2012, oltre che a vincere un Gran Premio dalla pole position dopo Hamilton al Gran Premio d'Italia 2012. Norris non riesce a mantenere il comando durante il primo giro per la sesta volta dopo essere partito primo. Il pilota secondo in classifica generale è il primo a vincere dalla prima piazzola in stagione per la prima volta dal Gran Premio di Monaco con Leclerc. Egli segna il primo hat trick (pole position, giro veloce e vittoria) in carriera, il quarantottesimo pilota nella storia del mondiale a riuscirci, il primo di questa nazionalità da Hamilton nel Gran Premio d'Arabia Saudita 2021. Norris supera il punteggio totale stagionale più alto di sempre (205) con nove gare ancora da disputare. La McLaren eguaglia il numero di successi stagionali della Mercedes, dietro solo alla Red Bull Racing. La scuderia britannica segna quattro successi nei Paesi Bassi. Per il costruttore è solamente il terzo successo dell'era a effetto suolo a partire dal 2022, con tutte le vittorie ottenute in questa stagione. Una vettura motorizzata Mercedes trionfa in questo appuntamento solamente per la seconda volta.
Il premio del pilota del giorno viene assegnato per la cinquantaquattresima volta al vincitore del Gran Premio, e per la quarta gara di fila del campionato, nonché per la decima volta a un pilota britannico in stagione. Norris è votato pilota del giorno per la settima volta in stagione e per la diciassettesima volta complessiva dopo l'introduzione del riconoscimento nella stagione 2016, ora al terzo posto di sempre tra i piloti a essere stati premiati più volte. Egli si trova a una lunghezza dal record di Verstappen quale pilota premiato il maggior numero di volte in una singola stagione. È stato il secondo più veloce Gran Premio d'Olanda sul tempo della distanza di gara fra tutte le cinque configurazioni della pista utilizzate fin dal debutto del tracciato nella stagione 1952, corso alla media di 202,682 km/h. La corsa viene vinta per la sedicesima volta da un pilota partito in prima posizione, e per la quarta edizione consecutiva. Solo otto piloti concludono a pieni giri. Per la ventesima volta nella storia della massima categoria, di cui le ultime sedici gare a partire dal 2015, e per il quarto Gran Premio della stagione, il numero più alto mai registrato in un singolo campionato, tutti i piloti sono classificati. È il secondo Gran Premio d'Olanda, dopo l'edizione del 1961, nel quale tutti i piloti risultano classificati. Per la seconda gara consecutiva e mai accaduto prima nella storia del mondiale, i primi dieci classificati sono piloti che hanno vinto una corsa nella categoria. Norris, Verstappen e Leclerc condividono il podio per la terza volta, il britannico e l'olandese per la diciassettesima. Per la sesta volta in stagione Verstappen e Norris occupano le prime due posizioni all'arrivo. Il pilota della Red Bull Racing segna cinque Gran Premi consecutivi senza vittorie, la striscia peggiore dal 2020. Egli non riesce a vincere il Gran Premio di casa per la prima volta. Il suo vantaggio in campionato si riduce solo per la quarta volta in tutta la stagione. Il distacco tra il vincitore e il secondo classificato di 22"896 è il più alto del campionato. Norris è il primo pilota, oltre a Verstappen, a vincere con più di dieci secondi in quasi due anni e mezzo. L'ultimo fu Leclerc nel Gran Premio d'Australia 2022. Il Gran Premio non ha visto l'esposizione delle bandiere gialle, né dell'utilizzo della safety car o del regime di virtual safety car per la prima volta dal Gran Premio di Gran Bretagna. La gara mette fine a una serie di sei Gran Premi consecutivi non vinti dalla pole position, la più lunga nella categoria dal 2009-2010. La Red Bull Racing ha un vantaggio di trenta punti sulla McLaren nella classifica costruttori.

### Gran Premio d'Italia
Allo spegnimento del semaforo Norris mantiene il comando, mentre George Russell arriva lungo alla prima variante, venendo passato dalle due Ferrari, da Hamilton e da Verstappen. Nel corso del primo giro Piastri attacca il suo compagno di scuderia, alla variante della Roggia, e passa a condurre. Ne approfitta Leclerc, che prende la seconda posizione.
All'ottavo giro Nico Hülkenberg cerca di superare Tsunoda, alla prima variante, ma colpisce la vettura del giapponese, danneggiando il musetto della sua monoposto. Va peggio al pilota della RB, costretto al ritiro. All'undicesimo giro Pérez passa Russell, per il settimo posto. Subito dopo il pilota della Mercedes va ai box, montando gomme hard, e cambiando il musetto, danneggiato al via. Norris si ferma al quindicesimo giro, portando la Ferrari a rispondere, e fermare Leclerc, il giro dopo. Il monegasco rientra alle spalle del britannico. Nello stesso giro si ferma anche Lewis Hamilton, mentre Piastri, attende il giro successivo. Sainz Jr. si ferma al ventesimo giro, rientrando in gara davanti a Ocon e Hamilton. Ora in vetta c'è il duo della Red Bull Racing; i due piloti non hanno ancora effettuato soste. Alle loro spalle ci sono le due McLaren, le due Ferrari e Hamilton, che ha superato Ocon. Tra il ventitreesimo e ventiquattresimo giro le due monoposto austriache si fermano ai box: Max Verstappen rimonta le hard, ma una piccola imprecisione nel cambio gomme lo rallenta.
Dopo 26 giri Oscar Piastri comanda con 2" su Norris, 3"6 su Charles Leclerc, 14"8 su Sainz Jr., 16"2 su Hamilton e 24" su Verstappen. Già al trentatreesimo giro Lando Norris effettua la sua seconda sosta. Il britannico monta gomme hard. Poco dopo si ferma anche il suo connazionale Russell. Al trentaseiesimo giro tocca a Pérez. I due passano Albon, poi Russell supera anche il messicano. Piastri si ferma al trentanovesimo giro. Si trova al comando Leclerc, davanti a Sainz Jr., Piastri, Verstappen, Norris e Hamilton. Due giri dopo Norris supera Verstappen. Il campione del mondo, in seguito, si ferma, per la seconda volta. Al quarantacinquesimo passaggio Piastri ha la meglio su Carlos Sainz Jr., in crisi con le gomme. Tre giri dopo lo spagnolo cede la posizione anche a Norris. Negli ultimi giri Piastri si avvicina a Leclerc, che ha effettuato una sola sosta, ma il pilota della Ferrari, con un'ottima gestione delle gomme, taglia il traguardo con oltre due secondi e mezzo di vantaggio. Norris, nell'ultimo giro, coglie il giro veloce della gara.
Charles Leclerc vince il settimo Gran Premio in carriera. Per il pilota della Ferrari è la seconda vittoria in stagione dopo il successo nel Gran Premio di Monaco, nonché il secondo trionfo nel Gran Premio d'Italia dopo quello dell'edizione 2019. Per la scuderia di Maranello è il duecentoquarantaseiesimo trionfo della propria storia, la terza vittoria della stagione, la prima da quella ottenuta nel Principato proprio con Leclerc, nonché il ventesimo successo complessivo all'Autodromo nazionale di Monza, il primo dopo quello dell'edizione 2019, sempre col pilota monegasco. Per Piastri, secondo, è il settimo podio in carriera e il quinto del campionato. Per Norris, terzo, è il ventitreesimo podio, il decimo della stagione. Il pilota britannico della McLaren non riesce a mantenere il comando durante il primo giro per la settima volta dopo essere partito primo. La scuderia di Woking si è assicurata il primo podio in questo appuntamento per la prima volta dalla doppietta dell'edizione del 2021. Entrambi i piloti della McLaren figurano sul podio solamente per la seconda volta in stagione dopo la doppietta nel Gran Premio d'Ungheria. Norris e Piastri sono i piloti ad aver conquistato più punti negli ultimi cinque Gran Premi, con 85 a testa.
Sainz Jr., quarto, termina nelle prime sei posizioni per la settima gara consecutiva, con un solo podio ottenuto fra questi appuntamenti. Hamilton, quinto, non termina a podio in questa gara dall'edizione del 2019. L'Autodromo nazionale di Monza è l'unico circuito sul quale il pilota britannico della Mercedes non ha vinto nelle ultime cinque gare. Verstappen, sesto, segna sei Gran Premi consecutivi senza vittorie. Il campione del mondo è salito sul podio solo una volta nelle ultime quattro gare. Nell'edizione precedente il pilota della Red Bull Racing ottenne la decima vittoria consecutiva, record nella categoria, mentre in questa gara conclude a 37"932 dal vincitore. Russell termina settimo come nel precedente Gran Premio d'Olanda, mentre Pérez conclude ottavo dopo aver brevemente condotto il Gran Premio prima della prima sosta ai box. Per il messicano è l'undicesimo piazzamento a punti consecutivo su questo tracciato, la serie attiva più lunga per qualsiasi pilota. Albon, nono, ottiene punti per la terza volta in stagione, e in questo appuntamento per la seconda edizione consecutiva. Con la decima posizione, Magnussen termina a punti per la terza volta in campionato. Per il danese della Haas è il primo punto ottenuto nel Gran Premio d'Italia dall'edizione del 2014 con la McLaren, alla prima stagione nella categoria. Colapinto chiude dodicesimo al suo primo Gran Premio in carriera. Tsunoda, l'unico pilota ritirato, ha visto la bandiera a scacchi solamente in un'occasione in quattro partecipazioni in questo appuntamento.
Leclerc diventa il quarto pilota a vincere più gare in questa stagione, al trentottesimo podio in carriera, il terzo consecutivo, eguagliando il numero di successi in stagione di Hamilton e di Norris, dietro solo a Verstappen. Il monegasco termina una striscia di due vittorie consecutive del pilota olandese a Monza. Il Gran Premio d'Italia e il circuito di Monza diventano gli appuntamenti nel quale Leclerc ha trionfato il maggior numero di volte in carriera. Il monegasco è il nono pilota della storia a vincere sia il Gran Premio di Monaco che quello d'Italia nella stessa stagione, il terzo alla guida della Ferrari. La vittoria di Leclerc coincide nel quinto anniversario della prima ottenuta nel Gran Premio del Belgio 2019. La Ferrari, all'ottocentoventesimo podio, estende il proprio record quale scuderia più vittoriosa nel Gran Premio d'Italia, con venti affermazioni, e diventa il primo team della storia a vincere per lo stesso numero di volte sulla stessa pista. La scuderia italiana eguaglia il numero dei trionfi in stagione della McLaren e della Mercedes, dietro solo alla Red Bull Racing, ed è il terzo costruttore diverso a vincere nelle ultime tre gare, in nessuna delle quali a trionfare è stata la scuderia di Milton Keynes.
Il premio del pilota del giorno viene assegnato per la cinquantacinquesima volta al vincitore del Gran Premio, e per la quinta gara di fila del campionato, nonché per la terza volta in stagione a Leclerc. È stato il quarto più veloce Gran Premio d'Italia sul tempo della distanza di gara con la configurazione della pista utilizzata fin dal 2000, corso alla media di 246,431 km/h, nonché il quinto complessivo fra tutte le nove configurazioni utilizzate della pista fin dal debutto del tracciato nella stagione inaugurale del 1950. Il giro più veloce di Norris in 1'21"432 alla media di 256,100 km/h rappresenta il secondo rilievo cronometrico più rapido di sempre, in condizioni di gara, dietro al primato di Rubens Barrichello che nell'edizione del 2004 registrò 1'21"046 alla media di 257,321 km/h, la più alta della storia della categoria in gara. La corsa, condotta da cinque piloti diversi, viene vinta per l'ottava volta da un pilota partito in quarta posizione. Per la quinta edizione consecutiva il poleman non è il pilota vincente della gara. Il podio composto da Leclerc, Piastri e Norris è inedito nella storia del mondiale, il settecentotrentacinquesimo differente. Il vantaggio di Verstappen in classifica piloti si riduce solo per la quinta volta in tutta la stagione, ora con un margine di 62 punti su Norris con otto Gran Premi rimanenti. Il Gran Premio non ha visto l'esposizione delle bandiere gialle, né dell'utilizzo della safety car o del regime di virtual safety car per il secondo weekend di gara consecutivo. La Red Bull Racing ha un vantaggio di soli otto punti sulla McLaren nella classifica costruttori. Per la prima volta dalla stagione 1977, quattro costruttori vincono tre gare nell'arco di una stagione.

### Gran Premio d'Azerbaigian

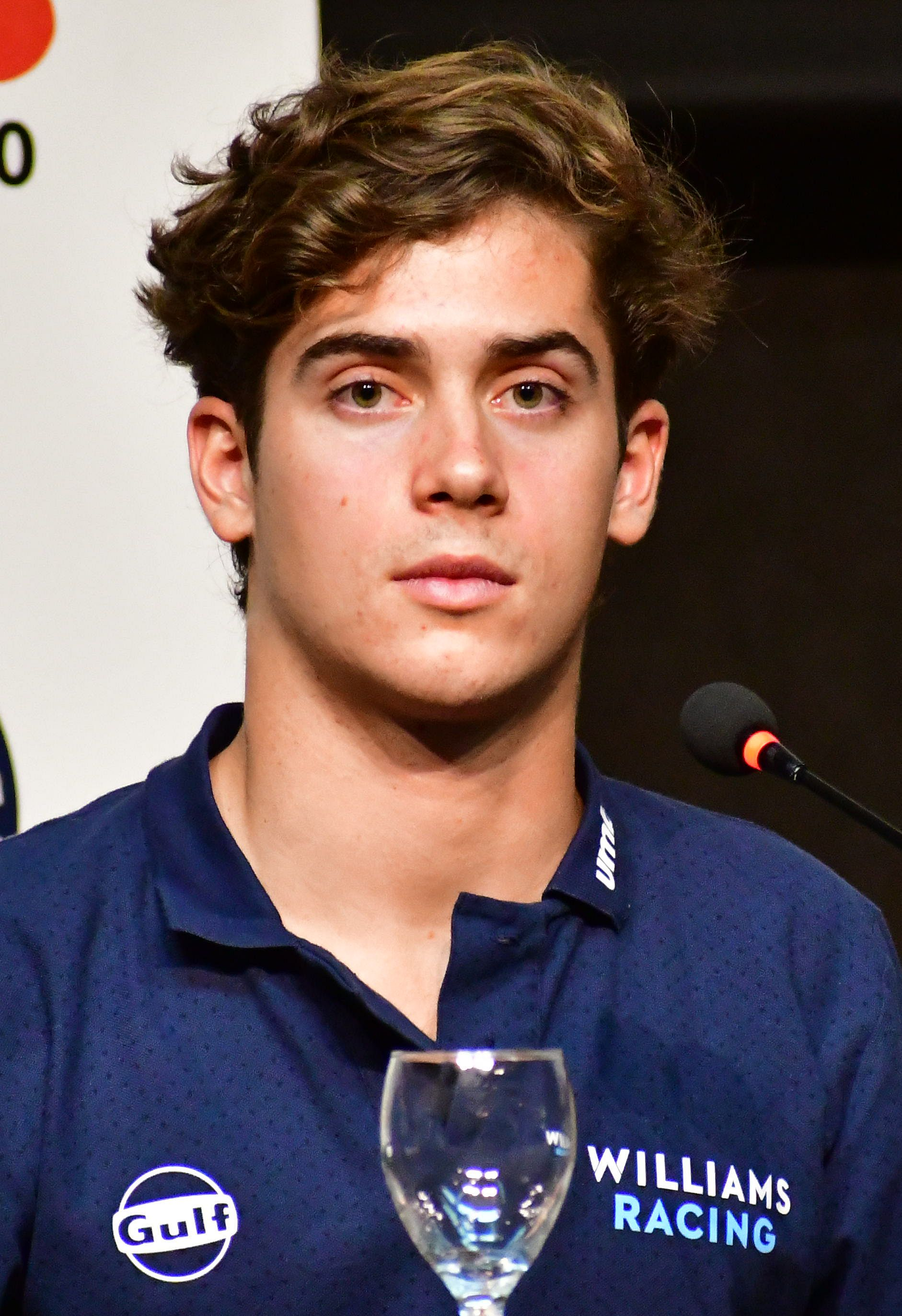
Al suo secondo Gran Premio della carriera, l'esordiente argentino Franco Colapinto, subentrato a Logan Sargeant alla guida della Williams dal precedente appuntamento di Monza, in Azerbaigian ottiene la top 10 sia in qualifica sia in gara.

Charles Leclerc, partito dalla pole position, mantiene il primo posto, al via. Alle sue spalle Piastri è secondo, davanti a Sergio Pérez, che ha superato Sainz Jr. Più dietro anche Verstappen ha preso la posizione a Russell. La classifica rimane, in sostanza, invariata fino al tredicesimo giro, quando Max Verstappen si ferma per montare gomme hard. Un giro dopo tocca a Pérez. Al sedicesimo giro si ferma anche Piastri, mentre Pérez passa Norris per il quinto posto. Un giro ed è il turno di Leclerc di entrare nella corsia dei box. Il pilota della Ferrari monta gomme dure e rientra appena davanti ad Albon, ancora senza sosta, e Piastri. Primo ora è il suo compagno di team Sainz Jr. Dopo la sosta dello spagnolo torna al comando Leclerc, che conduce davanti a Piastri, Pérez, Albon, Norris e Sainz Jr. Dopo due giri Piastri sorpassa il monegasco alla prima curva, prendendo così la vetta della graduatoria. Nei giri successivi Carlos Sainz Jr. supera sia Norris che Albon, tornando quarto.
Nella parte centrale della gara Piastri, Leclerc e Pérez sono molto vicini. Il ferrarista tenta, in diverse occasioni, di affiancare l'australiano alla prima curva per tornare al comando, senza però avere lo spunto sufficiente. Questa battaglia fra i primi tre permette a Sainz Jr. di avvicinarsi. Al trentaquattresimo giro George Russell supera Verstappen, salendo in sesta posizione. Tre giri prima, Albon si era fermato per la sosta. Lando Norris, partito con gomme dure, attende fino al trentottesimo passaggio per passare a gomme medie. Il pilota della McLaren rientra in gara settimo, alle spalle di Verstappen. Norris riduce, di giro in giro, il distacco dall'olandese, riuscendo a passarlo al quarantanovesimo giro. Al penultimo passaggio, Pérez attacca Leclerc in curva uno, ma non riesce a sorpassarlo; ciò permette a Sainz Jr. di passare il messicano e di impensierire Leclerc. Tra la seconda e terza curva, Pérez e Sainz Jr. vanno a contatto, terminando la gara contro il muro. Il Gran Premio viene neutralizzato per i due giri finali con la virtual safety car.
Oscar Piastri vince il secondo Gran Premio in carriera dopo il successo in quello d'Ungheria. Per la McLaren è il centoottantasettesimo trionfo della propria storia, la quarta vittoria della stagione, la prima da quella ottenuta nel Gran Premio d'Olanda con Norris, nonché la prima vittoria nel Gran Premio d'Azerbaigian. Per Leclerc, secondo, al miglior risultato sul circuito di Baku, è il trentanovesimo podio in carriera, il nono del campionato e il quarto consecutivo. È il quarantesimo podio per un pilota monegasco nella storia del mondiale. Il portacolori della Ferrari non riesce a vincere dopo quattro pole position consecutive. Leclerc ha solamente vinto una volta dalle sue ultime quindici partenze dalla pole position. Russell chiude terzo, al quattordicesimo podio in carriera e il terzo della stagione.
Verstappen, quinto, ha solamente ottenuto un podio nelle ultime cinque gare. La sesta posizione di Alonso è il miglior risultato stagionale per lui e per l'Aston Martin dal Gran Premio del Canada. Albon, settimo, segna il miglior risultato della Williams in campionato. Il team britannico prende l'ottavo posto in classifica costruttori ai danni dell'Alpine. Colapinto, ottavo, prende punti nella seconda gara in carriera. Egli è il primo argentino a punti da Carlos Reutemann nel Gran Premio del Sudafrica 1982, il secondo rookie del campionato e il trecentocinquantatreesimo nella storia del mondiale. Il pilota della Williams segna più punti in due gare di quanti ne ha realizzati il suo predecessore, Logan Sargeant, in questa stagione e in quella precedente. Il costruttore di Grove prende punti con entrambe le vetture solo per la seconda volta nelle ultime tre stagioni, e per la prima volta dal Gran Premio degli Stati Uniti d'America 2023. Il nono posto di Hamilton è stato il suo sedicesimo piazzamento a punti in diciassette gare dell'anno. Il pilota britannico della Mercedes supera i 100 000 chilometri percorsi in carriera, il secondo a riuscirci dopo Alonso. Bearman, decimo, segna un nuovo record quale primo pilota della storia a punti con due costruttori diversi nelle prime due gare in carriera. Hülkenberg termina undicesimo per la settima volta in stagione, battendo il record di Michele Alboreto della stagione 1992 per il maggior numero di volte in cui ha concluso una posizione fuori dalla zona punti in un singolo campionato. Per Ocon è stato il centocinquantesimo Gran Premio nella categoria.
Piastri, all'ottavo podio in carriera, diventa il quinto pilota a vincere più gare in questa stagione, eguagliando i successi di Hamilton, Norris e Leclerc, dietro solo a Verstappen. Egli è il sesto pilota diverso a vincere in sette edizioni della gara, il settimo differente in otto Gran Premi corsi sul circuito di Baku, il secondo australiano a trionfare in questo appuntamento dopo Ricciardo nell'edizione inaugurale del 2017. Piastri vince la seconda gara della sua carriera dopo essere sempre partito secondo. L'australiano, che ha ottenuto più punti di tutti nelle ultime sette gare, vince la centesima corsa a partire dal 2020. Egli è il quarto vincitore diverso nelle ultime quattro gare. La McLaren trionfa nel trentaduesimo Gran Premio diverso e sul quarantanovesimo circuito differente, e termina una striscia di tre vittorie consecutive della Red Bull Racing in questa gara. La scuderia di Woking, che ottiene il centosettantesimo giro più veloce, diventando la seconda più vincente in stagione dietro soltanto alla grande rivale austriaca, vince per la prima volta sul circuito di Baku senza che in precedenza aveva ottenuto il podio. È solamente il terzo costruttore diverso a trionfare in questo appuntamento in sette edizioni. Per una vettura motorizzata Mercedes è la duecentodiciannovesima vittoria.
Il premio del pilota del giorno viene assegnato per la cinquantaseiesima volta al vincitore del Gran Premio, e per la sesta gara di fila del campionato, nonché per la seconda volta in stagione a Piastri. È stato il terzo più veloce Gran Premio d'Azerbaigian e il quarto complessivo sul circuito di Baku sul tempo della distanza di gara, corso alla media di 197,522 km/h. La corsa viene vinta per la seconda volta da un pilota partito in seconda posizione. Norris, al decimo giro più veloce in carriera, è l'ottavo autore diverso del giro più rapido in altrettante corse disputate sul circuito azero. Per la quarta edizione consecutiva il poleman, che è sempre stato Leclerc, non è il pilota vincente della gara. Il podio composto da Piastri, Leclerc e Russell è inedito nella storia del mondiale, il settecentotrentaseiesimo differente. È il secondo Gran Premio della storia, dopo quello d'Australia di questo stesso campionato, a terminare in regime di virtual safety car. Norris riduce il distacco in campionato da Verstappen a 59 punti con sette Gran Premi e tre Sprint da disputare. La McLaren conduce la classifica costruttori per la prima volta dal Gran Premio d'Australia 2014, la prima corsa dell'era turbo-ibrida. La Red Bull Racing termina una striscia di cinquantacinque gare consecutive da leader di questa classifica, a partire dal Gran Premio di Spagna 2022. Per la prima volta dal 2012 il campionato figura cinque piloti con almeno due successi a testa.

### Gran Premio di Singapore
Norris tiene il comando al via, seguito da Max Verstappen e dalle due Mercedes. Seguono Piastri, Hülkenberg, Alonso e Leclerc. Il leader della classifica guida agevolmente la gara, ampliando il suo vantaggio su Verstappen già nei primi giri. Più dietro Alonso resta vicino a Hülkenberg, venendo pressato da Leclerc. Al quattordicesimo giro Sainz Jr. passa alle gomme dure, e inizia un lungo recupero dalle retrovie. Quattro giri dopo Hamilton, partito con gomme a mescola morbida, passa anche lui alle gomme dure.
Dopo un terzo di gara Norris ha 16"7 di margine su Verstappen, 28"5 su Russell, 30" su Piastri e 40"7 su Hülkenberg. Solo il pit stop di Alonso, al ventiseiesimo giro, consente a Charles Leclerc di passare Hülkenberg, per la quarta posizione, complice anche un pit stop per George Russell. Verstappen attende il trentesimo passaggio per la sua sosta. Il pilota della Red Bull Racing rientra in gara alle spalle di Leclerc, ma lo passa presto. Norris, leader della gara, dopo aver sfiorato un muretto, si ferma per la sosta, che consente ai tecnici di controllare che l'ala anteriore non sia danneggiata.
Alla trentaseiesima tornata Russell attacca Leclerc, che non ha ancora sostituito gli pneumatici, ma non riesce a superarlo. Il monegasco di fermerà nel giro successivo, rientrando in gara ottavo, dietro a Carlos Sainz Jr. e Fernando Alonso. Piastri si ferma al trentanovesimo giro, e tornando, dopo la sosta, in gara alle spalle delle due Mercedes. Piastri passa Lewis Hamilton, e Leclerc supera entrambi i piloti spagnoli. Al quarantacinquesimo giro l'australiano della McLaren supera anche Russell. Cinque giri dopo Leclerc, con gomme più fresche, prende la posizione a Hamilton e va all'inseguimento di Russell. Il ferrarista si avvicina al pilota della Mercedes, ma non trova lo spunto per passarlo. Norris continua a condurre con ampio margine, che non viene meno nemmeno per un'altra sfiorata del muro, né per un lungo in fase di doppiaggio. All'ultimo giro Daniel Ricciardo ottiene il giro più veloce della gara.
Lando Norris vince il terzo Gran Premio in carriera. Per il pilota britannico della McLaren è anche il terzo successo stagionale, il primo dopo quello ottenuto nel Gran Premio d'Olanda. Per la scuderia di Woking è il centoottantottesimo trionfo della propria storia, la quinta vittoria della stagione, la seconda consecutiva dopo quella nel precedente Gran Premio d'Azerbaigian con Piastri. Per la McLaren è il secondo successo nel Gran Premio di Singapore dopo l'edizione del 2009. Per Verstappen, secondo, è il centonovesimo podio in carriera e l'undicesimo del campionato, il secondo nelle ultime sei gare. Il circuito di Marina Bay è l'unico tracciato del calendario nel quale l'olandese non ha mai vinto. Il leader del campionato ha condotto solo tre giri in questo appuntamento in carriera. Piastri termina terzo, al nono podio in carriera e il settimo della stagione. L'australiano riduce il distacco dal terzo posto occupato da Leclerc in classifica piloti a otto punti. Egli è l'unico pilota ad aver completato ogni giro in stagione, per un totale di 1 083 tornate, oltre che aver ottenuto più punti nelle ultime nove gare (156).
Russell, quarto, ottiene punti a Singapore per la prima volta in carriera. Egli riduce il divario in campionato tra sé e il compagno di squadra Hamilton a 19 punti. Per l'ex campione del mondo è stato il trecentocinquantesimo Gran Premio, al secondo posto nella classifica di tutti i tempi dietro ad Alonso. Leclerc, quinto, termina una striscia di quattro podi consecutivi. La Ferrari non ottiene il podio in questo appuntamento per la prima volta dal 2017. Per Sainz Jr., settimo, e vincitore nell'edizione precedente, è stata la duecentesima partenza nella categoria. Con l'ottava posizione Alonso ottiene i primi punti su questo tracciato per la prima volta dal 2018. Lo spagnolo termina a punti in quattro delle ultime cinque gare. Hülkenberg, nono, termina a punti per la sesta volta in campionato, e per la prima volta dal Gran Premio di Gran Bretagna. La nona posizione del tedesco eguaglia il miglior risultato della Haas a Singapore dal 2017. Pérez, decimo, ha ottenuto solamente un punto nelle ultime due gare. Dodicesimo, Tsunoda termina un Gran Premio di Singapore per la prima volta in carriera. Per Ocon la tredicesima posizione è il miglior risultato stagionale dal Gran Premio del Belgio.
Norris, al ventiquattresimo podio in carriera, l'undicesimo della stagione, al pari di Verstappen, è il pilota più vincente in campionato, dietro solo all'olandese. Egli è il quinto pilota diverso trionfante nelle ultime cinque edizioni della gara, il terzo non campione del mondo, il settimo differente nel Gran Premio di Singapore, il primo britannico dalla vittoria di Hamilton nel 2018, e il primo alla guida della McLaren dallo stesso Hamilton nel 2009. Norris vince la prima gara della carriera dopo aver condotto tutti i giri, il sessantesimo nella storia del mondiale, e chiude in testa il primo giro per la prima volta dopo essere partito dalla pole position, dopo sette precedenti occasioni in cui era stato superato nel corso della prima tornata. Il pilota secondo in classifica piloti è l'unico a vincere dalla pole position negli ultimi dieci Gran Premi. Norris si è classificato progressivamente più in alto in ogni apparizione sul circuito di Marina Bay in carriera. Il britannico ha il margine di vittoria più ampio della stagione, 22"896 nel Gran Premio d'Olanda, e il secondo margine di vittoria più ampio del campionato in questa gara (20"945). La McLaren vince due gare consecutive per la prima volta dal 2012, e presenta due vetture sul podio per la prima volta in questo appuntamento. Per una vettura motorizzata Mercedes è la duecentoventesima vittoria. La casa tedesca fornitrice di motori detiene adesso il maggior numero di successi in stagione (8).
Ricciardo è il settimo pilota diverso in stagione premiato pilota del giorno, il secondo australiano dopo Piastri. È il decimo pilota differente del campionato autore del giro più veloce, il primo dalla vittoria nel Gran Premio d'Italia 2021. Per la RB è il primo giro più veloce della storia, il quarantaquattresimo costruttore nella storia del mondiale. Il punto addizionale del giro più rapido non viene assegnato per la prima volta dal Gran Premio d'Austria, per la dodicesima volta complessiva dopo essere stato reintrodotto nella stagione 2019, ottenuto da Ricciardo fuori dalle prime dieci posizioni. È stato il più veloce Gran Premio di Singapore della storia sul tempo della distanza di gara, corso alla media di 182,090 km/h. La corsa viene vinta per la decima volta da un pilota partito in prima posizione, e viene condotta dall'inizio alla fine da un unico pilota per la terza edizione consecutiva. Solo sette piloti chiudono a pieni giri. Il Gran Premio non ha visto l'esposizione delle bandiere gialle, né dell'utilizzo della safety car o del regime di virtual safety car per la prima volta da quello d'Italia. È stata la prima gara, in quindici edizioni, senza l'intervento almeno una volta della vettura di sicurezza o dell'esposizione delle bandiere gialle. La safety car non viene chiamata in causa per la nona gara consecutiva del campionato per la prima volta dall'intervallo tra il Gran Premio d'Ungheria 2003 e il Gran Premio di Spagna 2004. Il tempo del giro più veloce di Ricciardo, in 1'34"486, alla media di 188,218 km/h, rappresenta il rilievo cronometrico più rapido mai realizzato sul circuito di Marina Bay in condizioni di gara con il layout in uso dal 2023. È anche il tempo più veloce in gara fra tutte le cinque configurazioni della pista fin dal suo debutto nel 2008. Il precedente primato apparteneva a Hamilton che nell'edizione precedente registrò un tempo di 1'35"867, alla media di 185,507 km/h. Norris riduce il distacco in campionato da Verstappen, che non vince da otto gare, a 52 punti con sei Gran Premi e tre Sprint da disputare. Con il giro veloce di Ricciardo, Verstappen può laurearsi campione terminando secondo dietro a Norris nelle rimanenti gare e Sprint del campionato, indipendentemente dal punto addizionale del giro più rapido. Se avesse mantenuto il giro più veloce, Norris sarebbe stato il primo pilota della McLaren a ottenere il Grand Chelem (pole position, giro veloce e vittoria del Gran Premio conducendo tutti i giri in testa), dopo Mika Häkkinen nel Gran Premio di Monaco 1998.

### Gran Premio degli Stati Uniti

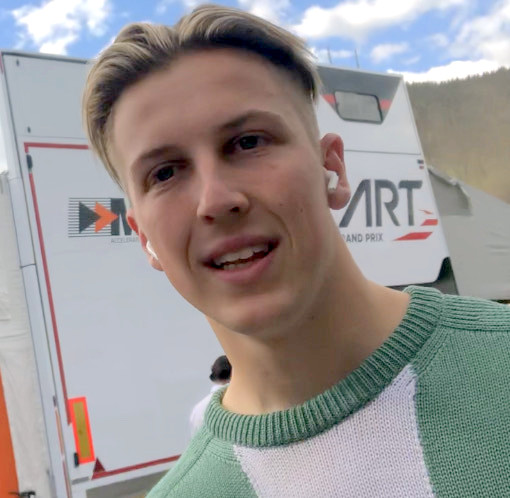
Liam Lawson, di ritorno in Formula 1 dopo l'impegno part time della stagione precedente, va subito a punti ad Austin con la RB.

Alla partenza Verstappen attacca Norris, ma vanno entrambi fuori pista. Ne approfitta Leclerc che si prende la vetta: anche Carlos Sainz Jr. attacca il campione del mondo, ma resta terzo. Al terzo giro Lewis Hamilton finisce nella via di fuga, alla penultima curva. Per rimuovere la sua monoposto la direzione di gara invia in pista la vettura di sicurezza. Dopo due giri, alla ripresa della valenza agonistica della gara, Leclerc mantiene il comando su Verstappen. Sainz Jr., sempre alle spalle dell'olandese, comunica di sentire un forte odore di benzina nella vettura.
Leclerc amplia il margine su Verstappen, mentre Sainz Jr., risolti i problemi con la power unit, si avvicina alla seconda posizione. Al diciottesimo passaggio Sergio Pérez prende l'ottava piazza a Tsunoda. Il messicano, nei giri successivi, sfruttando le soste di Magnussen e Gasly, scala sesto. Al tredicesimo giro Russell, in rimonta essendo partito dalla pit lane, passa Bottas, ma viene penalizzato di cinque secondi per la manovra.
Al ventiduesimo giro Sainz Jr. passa alle gomme dure. Tre giri dopo si ferma anche Max Verstappen, che sembra mostrare problemi di usura degli pneumatici. Al rientro in gara il campione del mondo si trova alle spalle di Sainz Jr. Leclerc aspetta il ventisettesimo giro per la sua sosta. Ora al comando si trova Norris, che precede Piastri e il monegasco. Nel frattempo Russell è salito in sesta posizione. Leclerc prende la posizione dell'australiano della McLaren e, complice il pit stop di Norris, torna primo, al trentaduesimo giro.
Dopo 34 giri Leclerc conduce con 7" su Sainz Jr., 11" su Verstappen e 17" su Norris. Nei giri successivi Lando Norris riduce lo svantaggio su Verstappen, avvicinandosi pericolosamente. Il britannico tenta un attacco al cinquantunesimo giro, ma senza successo. Solo il giro seguente la manovra ha successo, anche se Norris è costretto a uscire dal tracciato per completare il sorpasso. Nella parte finale di gara anche Oscar Piastri si avvicina a Verstappen, ma senza riuscire a impensierirlo. Al penultimo giro Russell passa Pérez, per la sesta posizione.
Charles Leclerc vince l'ottavo Gran Premio in carriera. Per il pilota monegasco della Ferrari è il terzo successo stagionale, la prima vittoria dopo quella ottenuta nel Gran Premio d'Italia. Per la scuderia di Maranello è il duecentoquarantasettesimo trionfo della propria storia, la quarta vittoria della stagione, la prima dopo quella ottenuta a Monza proprio con Leclerc, l'undicesima complessiva nel Gran Premio degli Stati Uniti d'America, la prima dopo quella dell'edizione 2018 con Kimi Räikkönen, e la seconda sul circuito delle Americhe. La seconda posizione di Sainz Jr. è il suo miglior risultato stagionale dalla vittoria nel Gran Premio d'Australia. Lo spagnolo termina una striscia di sette gare senza un piazzamento sul podio. Verstappen chiude terzo con la penalità di Norris, dopo aver perso il terzo posto a causa di una penalità nell'edizione 2017. Per l'olandese, che chiude a 19"412 secondi dal vincitore, il margine più basso dalla pausa estiva, è il centodecimo podio. Il campione del mondo non vince da nove gare, ma per la prima volta dal Gran Premio del Belgio riesce ad ampliare il suo vantaggio in campionato.
Norris conquista la quarta posizione dopo che la penalità di cinque secondi gli costa il podio. Il britannico della McLaren ha un ritardo di 57 punti da Verstappen in classifica piloti con cinque Gran Premi e due Sprint da disputare. Egli diventa il pilota ad aver conquistato il maggior numero di punti con la scuderia di Woking (930). Il compagno di squadra Piastri conclude al quinto posto, e rimane il pilota ad aver conquistato più punti (160) nelle ultime nove gare. Russell, partito dalla pit lane, chiude in sesta posizione, dove si era inizialmente qualificato. Il settimo posto di Pérez è il peggior risultato per il messicano ad Austin dal 2019. Per la Haas, grazie all'ottavo posto di Hülkenberg, è il miglior risultato nel Gran Premio di casa. La scuderia statunitense, che guadagna la sesta posizione in classifica costruttori ai danni della RB, ottiene punti in quattro gare consecutive per la prima volta da metà campionato 2018. Con l'undicesima posizione di Magnussen, la scuderia termina in questa posizione per l'ottava volta in stagione. Nono, Lawson eguaglia il miglior risultato in carriera del Gran Premio di Singapore 2023. Colapinto termina decimo e ottiene il suo secondo piazzamento a punti in quattro Gran Premi. L'argentino della Williams ha mantenuto il giro più veloce della gara fino a tre giri dalla fine. Hamilton è ritirato dopo che in precedenza aveva sempre portato a termine una corsa negli Stati Uniti d'America. Per il britannico è stata la gara più breve dal ritiro alla prima curva nel Gran Premio del Qatar 2023. È la prima volta in assoluto che la Mercedes non riesce a terminare una gara ad Austin.
Leclerc, al quarantesimo podio in carriera, il decimo della stagione, è, al pari di Norris, il pilota più vincente in stagione, dietro solo a Verstappen. Egli è il ventisettesimo pilota diverso trionfante nel Gran Premio degli Stati Uniti d'America e il sesto differente sul circuito delle Americhe in dodici edizioni disputate. Il monegasco termina una striscia di tre successi consecutivi di Verstappen in questo appuntamento. Leclerc trionfa nel settimo Gran Premio e circuito differente in carriera. La sua vittoria arriva dopo aver festeggiato il suo ventisettesimo compleanno all'inizio della settimana. Egli, che aveva condotto in precedenza la gara ad Austin solo per quattro giri, vince la seconda corsa di fila dopo essere partito quarto. Leclerc è stato il primo pilota in assoluto a condurre il primo giro partendo oltre la prima fila su questo tracciato. La Ferrari estende il record quale costruttore con il maggior numero di successi in questa gara (11), e mette a segno l'ottantasettesima doppietta della propria storia, la seconda del campionato dopo quella del Gran Premio d'Australia, la sesta complessiva in questo appuntamento, e la prima sul circuito di Austin. In precedenza la Ferrari aveva ottenuto cinque doppiette nel Gran Premio degli Stati Uniti d'America dal 2000 al 2006, di cui le ultime tre consecutive, corse sul circuito di Indianapolis. Per la Ferrari è solo la terza doppietta del decennio, e la sesta negli ultimi quattordici anni. Il costruttore italiano è il terzo team più vincente in stagione dietro alla Red Bull Racing e la McLaren, e termina una striscia di tre successi di fila della scuderia di Milton Keynes sul tracciato texano. La Ferrari ottiene il terzo successo nel mese di ottobre a partire dal 2008. Per una vettura motorizzata Ferrari è l'undicesimo trionfo in questo appuntamento, al pari di Ford-Cosworth.
Il premio del pilota del giorno viene assegnato per la cinquantasettesima volta al vincitore del Gran Premio, nonché per la quarta volta in stagione a Leclerc. Egli è il secondo pilota più premiato del campionato, dietro solo a Norris. Ocon è il centotrentanovesimo pilota differente della storia del mondiale autore del giro più veloce, al centocinquantaduesimo Gran Premio, l'undicesimo diverso del campionato, e il primo francese da Romain Grosjean nel Gran Premio di Spagna 2012. L'Alpine  segna il primo giro più rapido nella storia del costruttore, il quarantacinquesimo team nella storia del mondiale, all'ottantacinquesima gara. Il team francese è il secondo nuovo costruttore consecutivo del campionato autore del giro rapido dopo la RB nel precedente Gran Premio di Singapore. Il punto addizionale del giro più rapido non viene assegnato per la seconda gara di fila, per la tredicesima volta complessiva dopo essere stato reintrodotto nella stagione 2019, ottenuto da Ocon fuori dalle prime dieci posizioni. È stato il quinto più veloce Gran Premio degli Stati Uniti d'America sul circuito delle Americhe sul tempo della distanza di gara, corso alla media di 194,453 km/h. La corsa viene vinta per la prima volta da un pilota partito in quarta posizione sul tracciato texano e per la seconda edizione consecutiva viene vinta da un pilota partito oltre le prime tre posizioni. Leclerc, Sainz Jr. e Verstappen condividono il podio per la terza volta. Il Gran Premio ha visto l'utilizzo della safety car per la prima volta da quello del Canada.

### Gran Premio di Città del Messico

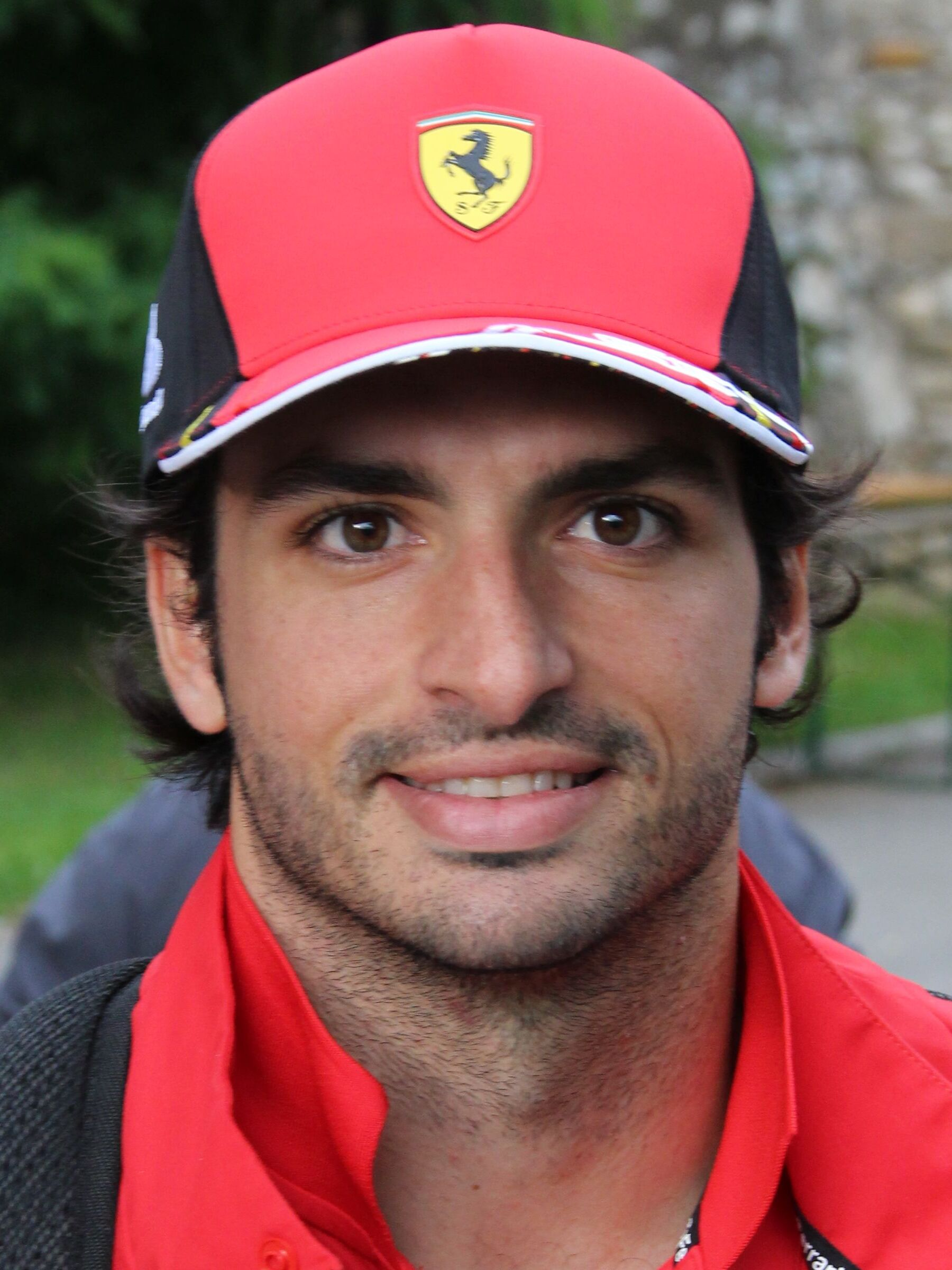
Carlos Sainz Jr., protagonista sull'autodromo Hermanos Rodríguez con pole e vittoria, riporta la Ferrari al successo in Messico 34 anni dopo Alain Prost.

In partenza Verstappen attacca Sainz Jr., spingendolo fuori pista, e conquistando la prima posizione. Nelle retrovie Pierre Gasly porta Alexander Albon a collidere con Yuki Tsunoda, alla prima curva. La direzione di gara impone il regime di safety car per sei giri. Alla ripartenza non ci sono sorpassi, ma all'ottavo passaggio Sainz Jr. riprende la prima posizione. Poco dopo anche Lando Norris attacca il campione del mondo, che si difende in maniera molto dura: ne approfitta Charles Leclerc che passa entrambi, e sale secondo. Verstappen viene penalizzato di dieci secondi, per la manovra di difesa su Norris. Più tardi la direzione di gara commina un'ulteriore penalizzazione di dieci secondi al pilota della Red Bull Racing, sempre per le manovre compiute per non permettere a Norris il sorpasso.
Al quindicesimo giro George Russell supera Hamilton, per il quinto posto. Tre giri dopo Sergio Pérez attacca Lawson, per la decima posizione, ma il pilota della RB difende la sua posizione. Dopo venticinque giri Sainz Jr. guida con 4"5 su Leclerc, mentre Verstappen è terzo, ed in crisi con le gomme, tanto da essere avvicinato ancora da Norris. L'olandese si ferma, per il cambio gomme, al ventiseiesimo giro, ove sconta la penalizzazione, rientrando in gara quindicesimo. Dopo il cambio gomme di tutti i piloti di testa, Sainz Jr. è sempre primo, davanti a Leclerc, Norris e le due Mercedes.
Nei giri successivi Verstappen, anche grazie alle soste dei piloti che lo precedevano, risale sesto, alle spalle di Hamilton, ma davanti al duo della Haas. Anche Oscar Piastri, partito nelle retrovie, recupera molte posizioni, portandosi quinto al trentaquattresimo giro. Dopo la sosta il pilota della McLaren esce fuori dalla zona dei punti, ma è capace di rimontare, fino al nono posto, dopo 47 giri. Otto giri dopo Piastri sale di una posizione, passando Hülkenberg. Negli ultimi giri Norris recupera su Leclerc e, complice anche un errore del monegasco all'ultima curva, si prende la piazza d'onore, al sessantatreesimo passaggio. Tre giri dopo Lewis Hamilton, dopo un lungo duello, supera Russell, per la quarta posizione. Leclerc, all'ultimo giro, conquista il giro veloce, strappandolo a Pérez.
Carlos Sainz Jr. vince il quarto Gran Premio in carriera, il secondo successo in stagione dopo il Gran Premio d'Australia, con un totale di trecento giri in testa condotti in carriera. Per la Ferrari è il duecentoquarantottesimo trionfo della propria storia, la quinta vittoria della stagione, la seconda consecutiva, il primo successo nel Gran Premio di Città del Messico, e il terzo trionfo complessivo all'Autodromo Hermanos Rodríguez, il primo dopo quello del 1990 con Alain Prost. Norris è secondo e ottiene il dodicesimo podio del campionato, al pari di Verstappen. Il pilota della McLaren termina secondo per la tredicesima volta su un totale di venticinque podi in carriera. Il team di Woking ottiene il primo podio su questo tracciato da Ayrton Senna nel 1991. Leclerc chiude terzo per la seconda edizione consecutiva e ottiene il quarantunesimo podio in carriera, l'undicesimo dell'anno, e il decimo giro più veloce, all'ultima tornata.
Hamilton, quarto, termina fuori dal podio all'Autodromo Hermanos Rodríguez per la prima volta dal 2018. Il britannico della Mercedes non figura nei primi tre dalla pausa estiva. Il compagno Russell conclude al quinto posto, ottenendo il suo terzo piazzamento consecutivo tra i primi sei a Città del Messico. Verstappen termina sesto dopo aver vinto le ultime tre edizioni, tutte con un margine di almeno tredici secondi. Il campione del mondo non porta a termina una gara entro diciannove secondi dal vincitore dalla pausa estiva. Magnussen, settimo, ottiene il suo miglior risultato dal quinto posto nel Gran Premio del Bahrein 2022, il suo unico altro piazzamento tra i primi sette negli anni 2020. Piastri termina ottavo per la seconda edizione consecutiva, mentre Hülkenberg, nono, segna punti per l'ottava volta in questa stagione. Per la Haas è il miglior risultato di sempre su questa pista e ottiene punti con entrambe le vetture per la terza volta in campionato. Gasly è classificato decimo dopo aver concluso undicesimo nelle gare del 2022 e del 2023. Per il francese dell'Alpine è stato il sesto piazzamento a punti in stagione. La scuderia francese ha un distacco di soli tre punti dalla Williams, ottava, nel mondiale costruttori. Stroll è undicesimo, al miglior risultato sulla pista messicana dal 2017. Colapinto, dodicesimo, ha mantenuto il giro più veloce fino al sessantaduesimo giro dopo che nel precedente Gran Premio degli Stati Uniti d'America gli è stato sottratto a tre giri dal termine. Bottas è classificato quattordicesimo ma ha corso nella zona dei punti dopo che in precedenza aveva solo completato venti giri nei primi dieci in stagione. Il finlandese della Sauber ha completato quarantanove dei settantuno giri previsti prima di fermarsi ai box per cambiare pneumatici. Lawson, prima di chiudere in sedicesima posizione, ha corso per la prima volta tra i primi sei in carriera. Pérez è l'ultimo dei piloti classificati in diciassettesima posizione nel Gran Premio di casa. Alonso è ritirato per un problema ai freni della sua Aston Martin nel quattrocentesimo Gran Premio in carriera. Il suo ultimo ritiro era avvenuto nell'edizione precedente. Lo spagnolo si era ritirato sia in occasione della sua duecentesima gara (Gran Premio della Malesia 2013) che della sua trecentesima (Gran Premio del Canada 2018). Albon subisce il suo secondo ritiro al primo giro dell'anno, mentre Tsunoda è ritirato nel corso del primo giro per la terza volta nella sua carriera, e la seconda volta in questa gara dopo il 2021.
Sainz Jr., al venticinquesimo podio in carriera, il settimo della stagione, e il primo sul circuito messicano, eguaglia i successi stagionali di Hamilton e Piastri. Egli è il secondo pilota diverso trionfante nel Gran Premio di Città del Messico in quattro edizioni, e il sedicesimo differente sul circuito messicano in ventiquattro Gran Premi disputati. Il pilota della Ferrari è il primo spagnolo a trionfare in Messico, e termina una striscia di tre vittorie di fila appartenenti a Verstappen in questa gara. Sainz Jr. trionfa nel quarto Gran Premio e circuito differente in carriera e vince per la prima volta per due volte nella stessa stagione. Egli è il primo pilota della Ferrari a convertire in vittoria la partenza dalla pole position all'Autodromo Hermanos Rodríguez. Lo spagnolo ha concluso primo e secondo nelle ultime due gare dopo che nelle precedenti quattordici non aveva chiuso più in alto del terzo posto. La Ferrari risulterà essere la scuderia più vincente in stagione insieme alla McLaren, con cinque successi, dietro solo alla Red Bull Racing. Il costruttore italiano, che supera il team austriaco per il secondo posto nella classifica costruttori, è la seconda squadra a vincere questa gara in quattro edizioni, terminando una striscia di tre vittorie consecutive del costruttore di Milton Keynes. La Ferrari è arrivata a otto giri dal segnare due doppiette consecutive per la prima volta dal 2008 tra i Gran Premi del Bahrein e di Spagna. La scuderia di Maranello eguaglia i successi sul tracciato messicano della Lotus, McLaren, Williams e Mercedes. Il team di Woking figura il maggior numero di podi del campionato (19), il numero più alto a partire dal 2007.
Il premio del pilota del giorno viene assegnato per la cinquantottesima volta al vincitore del Gran Premio, nella seconda gara di fila del campionato, nonché per la terza volta in stagione a Sainz Jr. È stato il terzo più lento Gran Premio disputato all'Autodromo Hermanos Rodríguez sul tempo della distanza di gara con la configurazione della pista in uso dal 2015, corso alla media di 181,524 km/h. La gara, con solo otto piloti a pieni giri, viene vinta per l'undicesima volta da un pilota partito in pole position. È stata solamente la terza gara ad essere vinta dalla partenza al palo negli ultimi dodici Gran Premi della stagione. Il tracciato messicano, dopo il suo ritorno in calendario nella stagione 2015, ha sempre figurato l'utilizzo della safety car. I primi sei giri hanno rappresentato il periodo di safety car più lungo della stagione. I meccanici della McLaren eguagliano il primato stagionale di tempo di quelli della Red Bull Racing nel Gran Premio di Cina per una sosta ai box durante un pit stop di Piastri, con 1"90. Sainz Jr., Norris e Leclerc condividono il podio per la seconda volta. Norris riduce il distacco in classifica piloti da Verstappen a 47 punti con quattro Gran Premi e due Sprint da disputare, il divario più basso dal Gran Premio di Monaco. L'olandese, leader del mondiale, non trionfa da dieci Gran Premi, ed eguaglia la sequenza record negativa di sempre di Jenson Button del 2009 tra i Gran Premi di Gran Bretagna e Abu Dhabi. McLaren e Ferrari sono distanziate di 29 punti nel mondiale costruttori.

### Gran Premio di San Paolo
Al via George Russell prende la prima posizione, passando Norris. Seguono Tsunoda, Ocon, Leclerc e Lawson. Anche Verstappen è autore di un'ottima partenza: al termine del primo giro il campione del mondo è undicesimo. Dopo sette giri Russell non riesce a staccare Norris, mentre Max Verstappen prosegue la sua rimonta, salendo in ottava posizione. Dopo i sorpassi su Piastri e Lawson, tra il decimo e undicesimo giro, l'olandese è alle spalle di Leclerc. Al dodicesimo giro Hamilton esce di pista, dopo un testacoda, ma può proseguire. In seguito il pilota della Mercedes commetterà altri errori, scendendo in quindicesima posizione. Norris non si avvicina a Russell, mentre Verstappen non ha lo spunto per attaccare Charles Leclerc. Dopo un attacco dell'olandese, al ventunesimo giro, il monegasco va ai box quattro giri dopo, per montare ancora intermedie. Nello stesso giro Liam Lawson commette un errore di guida, toccato da Piastri, ed esce fuori dalla zona dei punti. Due giri dopo va in testacoda anche Nico Hülkenberg, fermandosi fuori dalla pista. Viene chiamata in pista la vettura di sicurezza: vista la necessità di intervento dei commissari per spostare la Haas, il pilota tedesco è squalificato.
Al ventinovesimo giro vanno ai box Russell e Norris. Si fermano anche Tsunoda, Lawson e Pérez, che però montano gomme full wet. Ciò porta al comando Esteban Ocon, davanti a Verstappen, Gasly, Russell e Norris. Il pilota della McLaren passa quello della Mercedes. Le condizioni sono molto critiche, tanto che la direzione di gara decide per inviare in pista la safety car. Poco dopo Franco Colapinto esce di pista, distruggendo la sua Williams. La direzione di gara interrompe il Gran Premio con bandiera rossa. Questo consente ai primi tre, che non hanno ancora effettuato il cambio gomme, di poterlo fare a gara ferma. Alla ripartenza Lando Norris viene subito passato da Russell, mentre Ocon sembra poter allungare su Verstappen. Più dietro Oliver Bearman va in testacoda, colpisce le barriere, ma può proseguire la sua gara. Poco dopo anche Carlos Sainz Jr. non è in grado di controllare la sua vettura: l'impatto con le barriere è più forte, e lo costringe all'abbandono. Rientra in pista la safety car.
La gara riprende, nella sua valenza agonistica, al quarantatreesimo giro, e Verstappen sorprende subito Ocon, portandosi al comando. Dietro Norris si fa superare da Leclerc, finendo anche largo alla prima curva, e venendo passato da Russell e Piastri. Il ferrarista con la stessa manovra prende la posizione anche Russell. Poco dopo il britannico riprende la quarta piazza. Al quarantaseiesimo giro le due McLaren si scambiano la posizione, con Norris ora davanti a Piastri. Al cinquantaduesimo giro Oscar Piastri, già penalizzato per il contatto con Lawson, commette un errore all'ultima curva, e viene avvicinato da Tsunoda, che non riesce a passare. Nell'ultima fase di gara le posizioni di testa non subiscono variazioni. Il solo Russell si avvicina a Gasly, ma il francese mantiene la terza piazza del podio.
Max Verstappen vince il sessantaduesimo Gran Premio in carriera, l'ottavo successo in stagione, il primo dopo quello ottenuto nel Gran Premio di Spagna. Per il pilota olandese della Red Bull Racing è il secondo successo nel Gran Premio di San Paolo, nonché consecutivo, e la terza vittoria complessiva all'Autódromo José Carlos Pace. Per la scuderia di Milton Keynes è la centoventunesima vittoria della propria storia, l'ottava del campionato e la prima dopo quella in Spagna proprio con Verstappen, la seconda consecutiva in questo appuntamento, e la settima sulla pista brasiliana. Ocon, secondo, e Gasly, terzo, alla centocinquantesima partenza in un Gran Premio, ottengono rispettivamente il quarto e quinto podio in carriera. Ocon ottiene il primo podio dal Gran Premio di Monaco 2023 e Gasly dal Gran Premio d'Olanda della stessa stagione. Ocon sale sullo stesso gradino del podio in più di un'occasione per la prima volta dopo che in precedenza era arrivato primo, secondo e terzo una volta ciascuno. Prima di questa gara aveva ottenuto solo cinque punti in stagione, il suo totale più basso dopo venti gare in carriera durante un campionato. Per Gasly è il secondo podio sulla pista brasiliana dopo quello dell'edizione 2019 del Gran Premio del Brasile. Egli non era mai salito due volte sul podio sullo stesso tracciato.
Russell termina in quarta posizione dopo aver condotto la gara prima della bandiera rossa. Il britannico ha concluso nei primi sei anche nella Sprint. Russell termina a punti per la diciottesima volta in stagione, ottenendo il podio solamente per la terza volta. Leclerc è classificato quinto. Il monegasco della Ferrari non ha mai concluso a podio all'Autódromo José Carlos Pace. Nessuna delle due vetture della scuderia di Maranello termina a podio dopo che nelle due precedenti gare entrambe le monoposto si sono classificate nei primi tre. Per Norris, vincitore della Sprint, la sesta posizione è il peggior risultato partendo dalla pole position in stagione. Tsunoda conclude in settima posizione dopo aver corso nelle prime tre posizioni per la prima volta l'anno. Il giapponese eguaglia il miglior risultato del campionato. Piastri è ottavo per la seconda gara consecutiva, mentre Lawson è nono, dopo aver concluso in questa posizione per due volte su tre partenze in stagione. La RB ottiene punti con entrambi i piloti per la prima volta in stagione. La decima posizione di Hamilton è il peggior risultato sulla pista brasiliana da quando è in Mercedes dal 2013. Pérez, undicesimo, ha ottenuto solo un punto negli ultimi due weekend di gara. Bearman non ottiene punti per la prima volta in carriera, mentre Colapinto non termina una gara per la prima volta. Hülkenberg viene squalificato per la seconda volta in carriera ed è il primo pilota ricevere la bandiera nera in gara dal Gran Premio del Canada 2007 quando Giancarlo Fisichella e Felipe Massa uscirono dai box con il semaforo rosso. La mancata partenza di Albon porta il thailandese a non completare un giro negli ultimi due Gran Premi. Stroll, anch'egli non partito per un'uscita di pista nel giro di formazione, rimane a pari merito con Jacques Villeneuve per il maggior numero di partenze di un pilota canadese nella storia del mondiale (163).
Verstappen pone fine a una sequenza di dieci Gran Premi da leader del mondiale senza vittorie, la più lunga della storia insieme a Jenson Button che nel 2009 non vinse una gara tra i Gran Premi di Gran Bretagna e Abu Dhabi, e di una striscia di undici gare senza trionfi del 2020 tra i Gran Premi di Spagna e Sakhir. La serie di dieci gare senza vittorie è pari a tutte le corse che non ha vinto nel 2022 e nel 2023 messe insieme. Verstappen ha vinto con poco più di diciannove secondi di vantaggio, non essendo mai arrivato a meno degli stessi secondi dal vincitore della gara da prima della pausa estiva. Egli batte il record di Michael Schumacher per il maggior numero di giorni consecutivi in testa alla classifica piloti (916), e diventa il pilota col maggior numero di podi in campionato (13), e di successi nel Gran Premio di San Paolo. È il primo pilota a vincere dalla diciassettesima posizione da Kimi Räikkönen nel Gran Premio del Giappone 2005. L'olandese eguaglia le vittorie sulla pista brasiliana di Sebastian Vettel e Hamilton, e segna un nuovo record quale pilota vincitore dopo essere partito da dieci posizioni diverse in griglia di partenza. Il leader del mondiale ottiene anche il punto addizionale del giro più veloce dopo averne fatti segnare diciassette durante la gara. La Red Bull Racing eguaglia il numero di successi della Mercedes in questo appuntamento e ottiene punti per la sessantaquattresima gara consecutiva, eguagliando la seconda serie più lunga di sempre stabilita dalla McLaren dal 2010 al 2013. Il team austriaco non vinceva da dieci gare, il digiuno più lungo dal 2020. L'Alpine balza dal nono al sesto posto in classifica costruttori, dopo non essere mai salita oltre il settimo in tutta la stagione, e diventa il quinto costruttore diverso della stagione a podio, presentando per la prima volta due vetture tra i primi tre. Prima di questa gara il costruttore francese non aveva completato un giro tra i primi cinque durante una corsa in stagione. È il primo doppio podio per un construttore con sede a Enstone dall'ex scuderia Lotus nel Gran Premio di Corea 2013 con Kimi Räikkönen e Romain Grosjean. Due vetture motorizzate Renault salgono a podio per la prima volta dal Gran Premio d'Ungheria 2015 con Daniil Kvjat e Daniel Ricciardo. Il podio presenta due piloti francesi per la prima volta dal Gran Premio di Spagna 1997 con Olivier Panis e Jean Alesi.
Il premio del pilota del giorno viene assegnato per la cinquantanovesima volta al vincitore del Gran Premio, nella terza gara di fila del campionato, e per la prima volta in stagione a Verstappen, per l'ottavo pilota del giorno diverso dell'anno. Egli è premiato pilota del giorno per la quarantesima volta. È stato il secondo più lento Gran Premio disputato all'Autódromo José Carlos Pace sul tempo della distanza di gara con la configurazione della pista in uso dal 1999, corso alla media di 140,541 km/h, e il terzo Gran Premio del campionato oggetto della bandiera rossa, oltre che per la seconda edizione consecutiva, svoltosi interamente su pista bagnata, oltre a essere la seconda gara di durata maggiore della stagione dopo il Gran Premio di Monaco. La safety car ha fatto la sua comparsa per la terza gara consecutiva dell'anno. È stata la prima corsa della stagione non completata secondo la distanza prevista a causa dell'annullamento della procedura di partenza, e la prima dopo il Gran Premio d'Italia 2023. Essa, con tutti i piloti classificati a pieni giri e condotta da tre piloti, viene vinta per la prima volta da un concorrente partito in diciassettesima posizione sulla pista brasiliana. È stata la terza gara della storia del mondiale a essere vinta da questa posizione e solo la sesta da questa piazzola o più in basso. Verstappen, Ocon e Gasly condividono il podio per la prima volta, il settecentotrenasettesimo differente nella storia del mondiale. Verstappen aumenta il distacco in classifica piloti su Norris a 62 punti con tre Gran Premi e una Sprint da disputare. L'olandese può laurearsi per la quarta volta consecutiva campione del mondo in caso di trionfo nel successivo Gran Premio di Las Vegas o arrivando davanti a Norris, a prescindere dalla posizione finale.

### Gran Premio di Las Vegas
Russell mantiene la prima posizione, al via, mentre Charles Leclerc sfrutta la difesa di Sainz Jr. su Gasly, e si trova secondo. Seguono Max Verstappen, Norris, Tsunoda e Piastri. Al quarto giro Verstappen prende la posizione a Gasly. Nei primi giri Leclerc attacca Russell, ma senza riuscire a passare in vetta. Questo comportamento ha però un effetto negativo sulla tenuta delle sue gomme: il monegasco è costretto a cedere sia a Sainz Jr. che a Verstappen, prima di andare ai box, al decimo giro. Nello stesso giro va alla sosta anche Norris. La direzione di gara commina cinque secondi di penalità a Oscar Piastri, per il non corretto posizionamento in griglia di partenza. All'undicesimo passaggio Verstappen raggiunge e passa Sainz Jr., che rientra immediatamente ai box. Il campione del mondo attende ancora un giro, mentre al tredicesimo giro spetta a George Russell andare al cambio gomme. Si trova in testa Hamilton, che però effettua la sosta nel giro successivo.
La classifica vede di nuovo al comando Russell, davanti a Pérez, Verstappen, le due Ferrari e Norris. Al sedicesimo giro Hamilton passa Norris. Il messicano della Red Bull Racing perderà diverse posizioni, prima di andare ai box, al diciottesimo giro. Nello stesso periodo Pierre Gasly è costretto all'abbandono, per un problema tecnico. Dopo 25 giri Russell gode di un margine di dieci secondi su Verstappen, 12"5 su Sainz Jr., che precede Leclerc e Hamilton. Sainz Jr. vede un crollo delle prestazioni delle gomme, fa passare Leclerc, entra nella corsia dei box, ma viene invitato a restare in pista, non essendo pronte le gomme. Va i box Hamilton, che lo seguiva da vicino; poco prima si era fermato anche Verstappen. Lo spagnolo della Ferrari riesce a effettuare la sosta, nel giro seguente. Ancora un giro, ed è il turno per Lando Norris per il pit stop. Verstappen ora è terzo, alle spalle di Leclerc, che si ferma al trentaduesimo giro, così come Russell. Nello stesso giro Hamilton supera Verstappen, ed è secondo. Seguono le due Ferrari, poi le due McLaren. Nei giri finali Hamilton si avvicina a Russell, mentre le due Ferrari recuperano su Verstappen, che ha bisogno di arrivare davanti a Norris, per vincere il titolo. Sainz Jr. passa l'olandese al quarantunesimo giro, mentre Leclerc lo supera cinque giri dopo.
George Russell vince il terzo Gran Premio in carriera. Per il britannico della Mercedes è il secondo successo stagionale dopo quello nel Gran Premio d'Austria. Per la scuderia tedesca è la centoventinovesima vittoria della propria storia, la quarta del campionato e la prima dopo quella nel Gran Premio del Belgio con Hamilton. Il secondo posto dell'ex campione del mondo è il suo primo podio da quando ha ereditato la vittoria sul circuito di Spa-Francorchamps dopo la squalifica di Russell. Hamilton è settimo in classifica piloti, non avendo mai terminato una stagione fuori dai primi sei, ed estende il record personale terminando a podio nel trentaseiesimo tracciato diverso. Sainz Jr. conclude in terza posizione, al terzo piazzamento tra i primi due negli ultimi quattro Gran Premi.
Leclerc, quarto, è il pilota col maggior numero di punti nei tre Gran Premi dell'anno corsi negli Stati Uniti d'America (64). Norris è sesto per la seconda gara di fila, e segna il giro più veloce nell'ultima tornata. La McLaren ha adesso un vantaggio di ventiquattro punti sulla Ferrari in classifica costruttori. Piastri conclude settimo, ottenendo il suo sedicesimo piazzamento consecutivo a punti, insieme a Verstappen. Grazie all'ottava piazza di Hülkenberg, la Haas riottiene il sesto posto in classifica costruttori ai danni dell'Alpine, staccata di un punto. Tsunoda, nono, prende punti per la seconda gara consecutiva e per la nona volta in stagione. Pérez è decimo e conquista nove punti nelle ultime sei gare. Zhou è tredicesimo; il pilota cinese della Sauber si è classificato solamente per una volta in campionato più in alto di questa posizione, nel Gran Premio del Bahrein. Albon è ritirato; il thailandese della Williams non vede la bandiera a scacchi dal Gran Premio degli Stati Uniti d'America.
Russell eguaglia i successi stagionali di Sainz Jr., Piastri e Hamilton, ed è il secondo vincitore su altrettante edizioni corse sul Las Vegas Strip Circuit, il quarto generale su quattro Gran Premi corsi a Las Vegas. Egli ottiene la terza vittoria in altrettanti Gran Premi e circuiti differenti. La Mercedes conquista la sessantesima doppietta, la prima dopo quella nel Gran Premio di San Paolo 2022, ed è il quarto costruttore in stagione a segnare una doppietta dopo la Red Bull Racing, la Ferrari e la McLaren. Il costruttore tedesco, in testa in ogni sessione durante il weekeend, ottiene la vittoria nel trentaseiesimo Gran Premio diverso e sul trentacinquesimo tracciato differente, ed eguaglia la Red Bull Racing per numero di vittorie sul Las Vegas Strip Circuit e la Williams e la Tyrrell per successi in questa gara. Una vettura motorizzata Mercedes segna il maggior numero di trionfi stagionali (9). La Red Bull Racing ottiene punti per la sessantacinquesima gara consecutiva, al secondo posto di sempre.
Il premio del pilota del giorno viene assegnato a Hamilton per la terza volta in stagione. Egli è premiato per la diciassettesima volta dall'introduzione del riconoscimento nella stagione 2016, ed eguaglia Norris al terzo posto di sempre. È stato il più veloce Gran Premio di Las Vegas di sempre sul tempo della distanza di gara, corso alla media di 226,524 km/h, nonché il più rapido sul Las Vegas Strip Circuit. La gara, condotta solamente dai due piloti della Mercedes, non ha visto l'esposizione delle bandiere gialle, né dell'utilizzo della safety car o del regime di virtual safety car per la prima volta dal Gran Premio di Singapore. È stato il primo Gran Premio di Las Vegas vinto da un pilota partito in prima posizione. Russell, Hamilton e Sainz Jr. condividono il podio per la seconda volta. In quattro edizioni disputate della gara il podio ha figurato dodici piloti differenti. Il giro più veloce della gara di 1'34"876 realizzato da Norris rappresenta il rilievo cronometrico più rapido in gara sul Las Vegas Strip Circuit, alla media di 235,292 km/h. Il precedente record di 1'35"490 fu appannaggio di Piastri, stabilito l'anno precedente, alla media di 233,779 km/h. Per la prima volta nella storia della categoria quattro costruttori differenti segnano una doppietta in stagione, e per la prima volta quattro costruttori vincono almeno quattro Gran Premi ciascuno. È anche il primo campionato che figura sette piloti che hanno trionfato più di una volta. Verstappen si aggiudica per la quarta volta consecutiva in carriera il mondiale piloti. Egli eguaglia il numero dei titoli di Alain Prost e Sebastian Vettel, e diventa uno dei sei piloti nella storia ad aver vinto almeno quattro titoli iridati e uno dei cinque ad averne vinti quattro consecutivi, dopo Juan Manuel Fangio, Michael Schumacher, Sebastian Vettel e Hamilton. L'olandese ottiene il titolo iridato nella giornata di sabato per la seconda stagione consecutiva ed è per la prima volta campione del mondo in un Gran Premio non disputato in Asia. Verstappen segna la striscia più lunga per numero di giorni in testa alla classifica piloti ininterrottamente dal Gran Premio di Spagna 2022. Il Gran Premio di Las Vegas assegna il titolo piloti per la terza volta dopo Nelson Piquet (1981) e Keke Rosberg (1982). Tutti e tre i piloti iridati a Las Vegas hanno chiuso in quinta posizione. È il primo titolo assegnato negli Stati Uniti d'America da Hamilton nella stagione 2019. Per l'ottava volta nella storia della Formula 1, il titolo si assegna prima della domenica e per la ventiquattresima volta un pilota vince il campionato da campione in carica.

### Gran Premio del Qatar
Già alla partenza Verstappen prende la testa della gara, passando Russell. Il pilota della Red Bull Racing viene insidiato da Norris, che però non ha lo spunto sufficiente per passare davanti. La gara viene subito congelata con la safety car per una serie di incidenti, che avvengono nelle retrovie. Esteban Ocon va in collisione con Nico Hülkenberg: il pilota francese termina contro la vettura di Franco Colapinto. Subito dopo Lance Stroll colpisce Alexander Albon e finisce in testacoda. Solo Ocon e Colapinto sono però costretti all'abbandono, nell'immediato.
Dopo quattro giri in regime di vettura di sicurezza la gara riprende nella sua valenza agonistica, con Piastri che prende la quarta posizione a Leclerc. Per cui la classifica vede sempre in vetta Max Verstappen, seguito da Norris, Russell, Piastri e il duo della Ferrari. Stroll, penalizzato per l'incidente al via, si ritira dopo dieci giri. In seguito anche Lewis Hamilton viene penalizzato, di cinque secondi, per falsa partenza. Dopo una ventina di giri Norris resta vicino a Verstappen, mentre George Russell è staccato di oltre cinque secondi dal suo connazionale, seguono Piastri, a 1"1 da Russell, e Leclerc. Al ventiquattresimo passaggio è proprio Russell a fermarsi per primo, ma viene penalizzato da un pit stop non perfetto.
Sul rettifilo principale resta in traiettoria uno specchietto retrovisore, staccatosi dalla Williams di Albon. Piastri e Sainz Jr. si fermano al trentacinquesimo giro, seguiti, nel giro seguente, da Verstappen, Norris e Leclerc. Poco dopo lo specchietto di Albon viene colpito da Valtteri Bottas, che così sparge detriti sulla pista. Ne fanno le spese Hamilton e Carlos Sainz Jr., che subiscono una foratura. La direzione di gara invia di nuovo in pista la safety car. Ne approfitta Russell, che effettua la sua seconda sosta. 
Alla ripartenza Norris attacca, senza successo, Max Verstappen, così come Piastri, che non riesce a risuperare Leclerc. Pérez finisce in testacoda, mentre Hülkenberg va nella via di fuga. La safety car torna in pista per la terza volta. All'ennesima ripartenza, le posizioni restano congelate: Verstappen comanda su Norris, Leclerc, Piastri e Russell. La direzione di gara infligge uno stop and go di dieci secondi a Norris, per il mancato rispetto delle doppie bandiere gialle, che erano sventolate sul rettilineo principale, per rallentare i piloti a causa dei detriti presenti. Hamilton viene nuovamente penalizzato, questa volta con un drive through, per il mancato rispetto dei limiti di velocità nella pit lane. Negli ultimi giri Sainz Jr. attacca Pierre Gasly, per il quinto posto, ma senza completare il sorpasso, mentre Lando Norris è autore di una rapida rimonta, che lo riporta in zona punti.
Max Verstappen vince il sessantatreesimo Gran Premio in carriera. Per il campione del mondo olandese della Red Bull Racing è il nono successo stagionale, il primo dopo quello nel Gran Premio di San Paolo, e la seconda vittoria nel Gran Premio del Qatar, nonché consecutiva. Per la scuderia austriaca è la centoventiduesima vittoria della propria storia, la nona del campionato e la prima dopo quella in Brasile sempre con Verstappen, e la seconda in questo appuntamento, nonché consecutiva. Leclerc ha conquistato la seconda piazza e ha un margine di otto punti da Norris per il secondo posto in classifica piloti. Entrambi hanno gli stessi podi stagionali (12). Il monegasco non aveva mai concluso più in alto del quinto posto in qualsiasi formato di gara sul circuito di Lusail. Piastri termina terzo per l'ottavo podio della stagione e il decimo della carriera. L'australiano è l'unico ad aver completato tutti i giri in stagione.
Russell è quarto come nella precedente edizione e ha un vantaggio di ventiquattro punti sul compagno Hamilton in classifica generale, con ventisei da assegnare nell'ultimo appuntamento. Con la quinta posizione di Gasly, l'Alpine torna nuovamente al sesto posto in classifica costruttori scavalcando la Haas. I due migliori risultati del pilota francese in questa stagione, e il miglior piazzamento in qualifica, sono arrivati nelle ultime tre gare. Sainz Jr., sesto, ottiene il miglior piazzamento nel Gran Premio del Qatar, mentre l'Aston Martin conquista punti dopo quattro gare grazie al settimo posto di Alonso. Zhou, ottavo, eguaglia il miglior risultato in carriera del Gran Premio del Canada 2022. La Sauber evita quella che sarebbe stata la seconda stagione della propria storia senza punti tra i costruttori. Magnussen, nono, ottiene punti per la quinta volta in stagione. Bottas è undicesimo, al miglior risultato in stagione, e non più ultimo in classifica piloti, dopo aver scavalcato Sargeant. Hamilton è dodicesimo; è solo la tredicesima volta che si classifica così in basso su trecentocinquantacinque Gran Premi. Il mancato arrivo di Pérez è stato il suo primo ritiro meccanico in gara dal Gran Premio del Canada 2022. Ocon è ritirato nel corso del primo giro per la settima volta in carriera e per la seconda volta in stagione dopo il Gran Premio di Monaco. Colapinto è ritirato per la seconda volta nelle ultime tre gare. Entrambi sono partiti dall'ultima fila. Per la Williams, all'ottocentocinquantesimo Gran Premio, si è trattato del settimo incidente negli ultimi quattro weekend di gara. Entrambe le vetture della scuderia di Grove sono quasi ritirate al primo giro. Il costruttore britannico è l'unico in griglia a non aver mai perso entrambe le vetture nel primo giro di gara.
Verstappen estende a nove il numero dei successi stagionali, diventa il più vincente nel Gran Premio del Qatar, e trionfa per la quattordicesima volta conducendo tutti i giri della gara. L'olandese aveva condotto solo trentacinque giri nei sei Gran Premi precedenti. Il campione del mondo, alla seconda vittoria nelle ultime tre gare e al primo trionfo in condizioni di asciutto dalla Sprint nel Gran Premio d'Austria, supera i 3 000 punti in carriera. Verstappen è sul gradino più alto del podio dopo essere arrivato ottavo nella Sprint a 10"368 dal vincitore, in una gara di 19 giri. La Red Bull Racing diventa il costruttore di maggior successo in questa gara. La Ferrari eguaglia il numero dei podi stagionali della McLaren (20). Norris, col sesto giro più veloce in stagione, si aggiudica per la prima volta il DHL Fastest Lap Award. La McLaren vince il riconoscimento per la prima volta dopo essere stato introdotto nella stagione 2007.
Zhou è l'ottavo pilota diverso in stagione premiato pilota del giorno, il primo di nazionalità cinese e il ventisettesimo di sempre dall'introduzione del riconoscimento nella stagione 2016. È stato il più lento Gran Premio del Qatar sul tempo della distanza di gara, corso alla media di 203,282 km/h. La gara, condotta solamente da un solo pilota e vinta per la prima volta dalla seconda posizione, ha visto l'utilizzo della safety car per la terza volta in altrettante edizioni disputate, e segna il maggior numero di ritiri in stagione (5), al pari del Gran Premio del Canada. La vettura di sicurezza ha fatto la sua comparsa per la quarta volta nelle ultime cinque gare, dopo che in precedenza non era stata utilizzata in nove gare consecutive. Tutte e tre le edizioni della gara sono state condotte da un solo pilota. L'unico cambio al vertice si è verificato quando Verstappen ha superato il poleman Russell alla partenza. Cinque costruttori differenti occupano i primi cinque posti. Le ultime tre vetture in griglia sono state tutte coinvolte in incidenti al primo giro. Il podio composto da Verstappen, Leclerc e Piastri è inedito nella storia del mondiale, il settecentotrentottesimo differente. Il giro più veloce della gara di 1'22"384 realizzato da Norris rappresenta il rilievo cronometrico più rapido in condizioni di gara sul circuito di Lusail, alla media di 236,798 km/h. Il precedente record di 1'23"923 fu appannaggio di Leclerc, stabilito durante la Sprint, alla media di 232,455 km/h. Il successivo Gran Premio di Abu Dhabi assegna il mondiale costruttori per la seconda volta dopo l'edizione del 2021. Il titolo viene assegnato nell'ultima gara del campionato per la diciannovesima volta nella storia del mondiale sulle sessantasette stagioni in cui viene proclamato, e per la prima volta dal 2008 tra McLaren e Ferrari. La scuderia di Woking conduce in classifica con ventuno punti sulla Ferrari, e con quarantaquattro assegnabili nell'ultimo appuntamento.

### Gran Premio di Abu Dhabi
Norris prende subito la testa del plotone; dietro Max Verstappen ha un contatto con Piastri ed entrambi rientrano in pista nelle retrovie; nelle posizioni di metà classifica si gira anche Sergio Pérez, toccato da Bottas; la direzione di gara impone il regime di virtual safety car. La direzione di gara, inoltre, commina dieci secondi di penalità a Verstappen e a Bottas. Alle spalle di Norris ci sono Sainz Jr., Gasly, Russell, Hülkenberg e Alonso. Leclerc, partito diciannovesimo, si trova, al termine del primo giro, già in ottava posizione. Poco dopo Piastri, sceso in ultima posizione, tampona Colapinto. Entrambi sono costretti ai box. Charles Leclerc passa, al settimo giro, Magnussen, e, in seguito, anche Alonso. Al dodicesimo giro il monegasco prende la quinta piazza a Hülkenberg, mentre Verstappen è settimo, dopo un sorpasso su Alonso. Due giri dopo sia lo spagnolo dell'Aston Martin che Nico Hülkenberg vanno al cambio gomme. Dopo la sosta di Gasly, Leclerc scala in quarta posizione. Il francese supera, dopo un bel duello, Yuki Tsunoda, per l'ottavo posto.
Leclerc si ferma al ventunesimo passaggio, rientrando ottavo. Il pilota della Ferrari recupera subito una posizione, per il pit stop di Liam Lawson, poi passa Gasly, e si ritrova sesto. Al ventiseiesimo giro si ferma Carlos Sainz Jr., seguito, il giro dopo, da Norris. Si ferma anche Russell. Dopo la sosta Sainz Jr. ha guadagnato due secondi su Norris. Verstappen, al trentesimo giro, effettua la sosta, scontando la penalità comminatagli a inizio gara, scendendo al di fuori della zona dei punti. La classifica vede sempre primo Lando Norris, che precede Sainz Jr., Hamilton, Leclerc, Russell, Gasly e Hülkenberg. Hamilton, ultimo a cambiare gli pneumatici, attende il trentacinquesimo giro per la sosta; il britannico della Mercedes rientra settimo in graduatoria. L'ex campione del mondo risale, passando Hülkenberg e Gasly. I due vengono superati, nei giri successivi, anche da Verstappen, che s'installa al sesto posto. Negli ultimi giri Norris amplia il margine su Sainz Jr., mentre Hamilton passa anche Russell.
Lando Norris vince il quarto Gran Premio in carriera. Per il britannico della McLaren è anche il quarto successo della stagione, il primo dopo quello nel Gran Premio di Singapore. Per la scuderia di Woking è la centoottanovesima vittoria della propria storia, la sesta del campionato e la prima dopo quella sul circuito di Marina Bay sempre con Norris, e la seconda nel Gran Premio di Abu Dhabi dopo quella dell'edizione 2011 con Hamilton. Con la seconda posizione Sainz Jr. ottiene il venticinquesimo podio con la Ferrari alla sua ultima gara con il costruttore, al nono posto di sempre nella storia della squadra. Per lo spagnolo è il quarto piazzamento della stagione nelle prime due posizioni. Leclerc chiude terzo e guadagna sedici posizioni rispetto alla sua posizione di partenza, alla migliore prestazione della sua carriera. La Ferrari presenta entrambe le vetture sul podio per la terza volta negli ultimi sei Gran Premi.
La quarta posizione di Hamilton è il suo miglior risultato in questo appuntamento dal 2021. Russell, quinto, diventa il primo compagno di squadra a battere Hamilton in classifica generale in due diverse stagioni del campionato dopo il 2022. Verstappen è sesto per la quarta volta in stagione, e interrompe una serie di quattro vittorie consecutive in questo appuntamento. Con la settima posizione di Gasly, l'Alpine chiude al sesto posto il mondiale costruttori. I tre migliori risultati della stagione di Gasly sono arrivati negli ultimi quattro Gran Premi. Il francese termina decimo in classifica piloti, scavalcando Hülkenberg, per l'unica volta che un pilota dell'Alpine è presente nei primi dieci per tutta la stagione. Per il tedesco, ottavo, è l'undicesimo piazzamento a punti dell'anno. Alonso chiude nono così come in classifica piloti, per il pilota più alto in classifica generale senza segnare nessun podio in stagione. Lawson non raggiunge la bandiera a scacchi per la prima volta in un Gran Premio a causa di un problema ai freni. Bottas, all'ultima gara con la Sauber, è ritirato ed è l'unico pilota titolare del campionato a non segnare punti. Colapinto è ritirato per la terza volta nelle ultime quattro gare. Pérez si ritira nel corso del primo giro per la sesta volta in carriera, e per la seconda volta in stagione dopo il Gran Premio di Monaco.
Norris, che vince per la seconda volta in carriera una gara conducendo tutti i giri in testa e che chiude secondo nel mondiale piloti, è il secondo pilota più vincente del campionato, dietro solo a Verstappen. Egli è il settimo pilota differente a vincere il Gran Premio di Abu Dhabi in sedici edizioni, il primo britannico da Hamilton nell'edizione del 2019, e il primo alla guida della McLaren dallo stesso Hamilton nella gara del 2011. Norris, che non era mai arrivato tra i primi quattro sul circuito di Yas Marina, vince nel quarto Gran Premio e circuito diverso in carriera. La McLaren è il secondo team più vincente del campionato, dietro solo alla Red Bull Racing. La scuderia britannica termina una striscia di vittorie a partire dall'edizione del 2013 appartenenti alla Red Bull Racing o alla Mercedes. La McLaren è l'unica squadra a non segnare nessun ritiro per tutto il campionato. La Ferrari segna il maggior numero di podi stagionali (22), mentre una vettura motorizzata Mercedes il più alto numero di vittorie (10). La Red Bull Racing si aggiudica per la settima stagione consecutiva il DHL Fastest Pit Stop Award con 552 punti e dieci pit stop più rapidi del campionato.
Leclerc è premiato pilota del giorno per la quinta volta in stagione, e per la diciassettesima volta complessiva dall'introduzione del riconoscimento nella stagione 2016, ed eguaglia Hamilton e Norris quale pilota più premiato, al terzo posto di sempre. È stato il più veloce Gran Premio di Abu Dhabi di sempre sul tempo della distanza di gara tra le due configurazioni del tracciato utilizzate, corso alla media di 212,247 km/h. La corsa è stata condotta solamente da un solo pilota per il secondo weekend di gara consecutivo, e viene vinta per l'undicesima volta dalla prima posizione sul circuito di Yas Marina, e per la decima edizione consecutiva dalla pole position, eguagliando il record del circuito di Barcellona-Catalogna tra il 2001 e il 2010. Norris, Sainz Jr. e Leclerc condividono il podio per la terza volta. Piastri è l'unico pilota ad aver completato tutti i giri e tutti i km della stagione. Il punto addizionale del giro più veloce non viene assegnato per la quattordicesima volta complessiva dopo essere stato reintrodotto nella stagione 2019, ottenuto da Magnussen fuori dalle prime dieci posizioni. Per il danese e per la Haas è il terzo giro più veloce. Magnussen è il dodicesimo pilota diverso del campionato autore del giro più veloce in ventiquattro gare. Il tempo di 1'25"637 rappresenta il rilievo cronometrico più rapido in condizioni di gara sul circuito di Yas Marina con la configurazione dal 2021, alla media di 222,002 km/h. Il precedente record di 1'26"103 fu appannaggio di Verstappen, alla media di 220,801 km/h.
La McLaren si aggiudica per la nona volta nella propria storia il campionato costruttori, al primo titolo dal 1998 con Mika Häkkinen e David Coulthard, a distanza di ventisei anni, il quale rappresenta un intervallo record tra due titoli per un costruttore. La scuderia di Woking equaglia i titoli della Williams, al secondo posto di sempre, ed è il terzo costruttore a vincere il titolo nell'era turbo-ibrida dal 2014 dopo la Mercedes e la Red Bull Racing, e il secondo dell'era a effetto suolo dal 2022 dopo la scuderia austriaca. Il Gran Premio di Abu Dhabi assegna il mondiale costruttori per la seconda volta dopo l'edizione del 2021. Il titolo viene assegnato nell'ultima gara del campionato per la diciannovesima volta nella storia del mondiale sulle sessantasette stagioni in cui viene proclamato, per l'ottava volta tra McLaren e Ferrari, e per la prima volta dal 2008. Per una vettura motorizzata Mercedes è l'undicesimo titolo nella storia, al terzo posto di sempre.

## Risultati

### Risultato dei Gran Premi
| Nº | Gran Premio                      | Circuito          | Pole position    | Giro veloce      | Pilota vincitore | Scuderia vincitrice        | Resoconto |
| -- | -------------------------------- | ----------------- | ---------------- | ---------------- | ---------------- | -------------------------- | --------- |
| 1  | Gran Premio del Bahrein          | Sakhir            | Max Verstappen   | Max Verstappen   | Max Verstappen   | Red Bull Racing-Honda RBPT | Resoconto |
| 2  | Gran Premio d'Arabia Saudita     | Gedda             | Max Verstappen   | Charles Leclerc  | Max Verstappen   | Red Bull Racing-Honda RBPT | Resoconto |
| 3  | Gran Premio d'Australia          | Melbourne         | Max Verstappen   | Charles Leclerc  | Carlos Sainz Jr. | Ferrari                    | Resoconto |
| 4  | Gran Premio del Giappone         | Suzuka            | Max Verstappen   | Max Verstappen   | Max Verstappen   | Red Bull Racing-Honda RBPT | Resoconto |
| 5  | Gran Premio di Cina              | Shanghai          | Max Verstappen   | Fernando Alonso  | Max Verstappen   | Red Bull Racing-Honda RBPT | Resoconto |
| 6  | Gran Premio di Miami             | Miami             | Max Verstappen   | Oscar Piastri    | Lando Norris     | McLaren-Mercedes           | Resoconto |
| 7  | Gran Premio dell'Emilia-Romagna  | Imola             | Max Verstappen   | George Russell   | Max Verstappen   | Red Bull Racing-Honda RBPT | Resoconto |
| 8  | Gran Premio di Monaco            | Monaco            | Charles Leclerc  | Lewis Hamilton   | Charles Leclerc  | Ferrari                    | Resoconto |
| 9  | Gran Premio del Canada           | Montréal          | George Russell   | Lewis Hamilton   | Max Verstappen   | Red Bull Racing-Honda RBPT | Resoconto |
| 10 | Gran Premio di Spagna            | Montmeló          | Lando Norris     | Lando Norris     | Max Verstappen   | Red Bull Racing-Honda RBPT | Resoconto |
| 11 | Gran Premio d'Austria            | Spielberg         | Max Verstappen   | Fernando Alonso  | George Russell   | Mercedes                   | Resoconto |
| 12 | Gran Premio di Gran Bretagna     | Silverstone       | George Russell   | Carlos Sainz Jr. | Lewis Hamilton   | Mercedes                   | Resoconto |
| 13 | Gran Premio d'Ungheria           | Mogyoród          | Lando Norris     | George Russell   | Oscar Piastri    | McLaren-Mercedes           | Resoconto |
| 14 | Gran Premio del Belgio           | Spa-Francorchamps | Charles Leclerc  | Sergio Pérez     | Lewis Hamilton   | Mercedes                   | Resoconto |
| 15 | Gran Premio d'Olanda             | Zandvoort         | Lando Norris     | Lando Norris     | Lando Norris     | McLaren-Mercedes           | Resoconto |
| 16 | Gran Premio d'Italia             | Monza             | Lando Norris     | Lando Norris     | Charles Leclerc  | Ferrari                    | Resoconto |
| 17 | Gran Premio d'Azerbaigian        | Baku              | Charles Leclerc  | Lando Norris     | Oscar Piastri    | McLaren-Mercedes           | Resoconto |
| 18 | Gran Premio di Singapore         | Singapore         | Lando Norris     | Daniel Ricciardo | Lando Norris     | McLaren-Mercedes           | Resoconto |
| 19 | Gran Premio degli Stati Uniti    | Austin            | Lando Norris     | Esteban Ocon     | Charles Leclerc  | Ferrari                    | Resoconto |
| 20 | Gran Premio di Città del Messico | Città del Messico | Carlos Sainz Jr. | Charles Leclerc  | Carlos Sainz Jr. | Ferrari                    | Resoconto |
| 21 | Gran Premio di San Paolo         | Interlagos        | Lando Norris     | Max Verstappen   | Max Verstappen   | Red Bull Racing-Honda RBPT | Resoconto |
| 22 | Gran Premio di Las Vegas         | Las Vegas         | George Russell   | Lando Norris     | George Russell   | Mercedes                   | Resoconto |
| 23 | Gran Premio del Qatar            | Lusail            | George Russell   | Lando Norris     | Max Verstappen   | Red Bull Racing-Honda RBPT | Resoconto |
| 24 | Gran Premio di Abu Dhabi         | Yas Marina        | Lando Norris     | Kevin Magnussen  | Lando Norris     | McLaren-Mercedes           | Resoconto |

### Risultato delle qualifiche
| Nº    | Pilota           |    |    |     |    |    |      |     |    |      |      |    |       |    |       |      |    |       |    |       |    |      |      |     |       |
| ----- | ---------------- | -- | -- | --- | -- | -- | ---- | --- | -- | ---- | ---- | -- | ----- | -- | ----- | ---- | -- | ----- | -- | ----- | -- | ---- | ---- | --- | ----- |
| 1     | Max Verstappen   | 1  | 1  | 1   | 1  | 1  | 1    | 1   | 6  | 2    | 2    | 1  | 4     | 3  | 11+10 | 2    | 7  | 6     | 2  | 2     | 2  | 17+5 | 5    | 2+1 | 4     |
| 2     | Logan Sargeant   | 18 | 19 |     | 19 | P  | 17   | 19  | 15 | 13   | 19+3 | 19 | 12    | 14 | 18    | 18   |    |       |    |       |    |      |      |     |       |
| 3     | Daniel Ricciardo | 14 | 14 | 18  | 11 | 12 | 20+3 | 9   | 12 | 5    | 18   | 11 | 15    | 9  | 13    | 13   | 12 | 14    | 16 |       |    |      |      |     |       |
| 4     | Lando Norris     | 7  | 6  | 3   | 3  | 4  | 5    | 2   | 4  | 3    | 1    | 2  | 3     | 1  | 4     | 1    | 1  | 15    | 1  | 1     | 3  | 1    | 6    | 3   | 1     |
| 10    | Pierre Gasly     | 20 | 18 | 17  | 17 | 15 | 12   | 15  | 10 | 15   | 7    | 13 | 19+25 | P  | 12    | 9    | 14 | 18    | 18 | 6     | 8  | 13   | 3    | 11  | 5     |
| 11    | Sergio Pérez     | 5  | 3  | 6+3 | 2  | 2  | 4    | 11  | 16 | 16   | 11+3 | 8  | P     | 16 | 2     | 5    | 8  | 4     | 13 | 9     | 18 | 12   | 15   | 9   | 10    |
| 14    | Fernando Alonso  | 6  | 4  | 10  | 5  | 3  | 15   | P   | 14 | 6    | 10   | 15 | 10    | 7  | 8     | 7    | 11 | 7     | 7  | 7     | 13 | 9    | 16   | 8   | 8     |
| 16    | Charles Leclerc  | 2  | 2  | 4   | 8  | 6  | 2    | 3   | 1  | 11   | 5    | 6  | 11    | 6  | 1     | 6    | 4  | 1     | 9  | 4     | 4  | 6    | 4    | 5   | 19+10 |
| 18    | Lance Stroll     | 12 | 10 | 9   | 16 | 11 | 11   | 13  | 13 | 9    | 14   | 17 | 8     | 8  | 15    | 8    | 17 | 13    | 17 | 13    | 14 | 10   | 18   | 15  | 13    |
| 20    | Kevin Magnussen  | 15 | 13 | 14  | 18 | 17 | 18   | 18  | 20 | 14   | 16   | 12 | 17    | 15 | 17    | P    | 13 |       | 14 | 8     | 7  |      | 12   | 10  | 14    |
| 22    | Yūki Tsunoda     | 11 | 9  | 8   | 10 | 19 | 10   | 7   | 8  | 8    | 17   | 14 | 13    | 10 | 20+30 | 11   | 16 | 11    | 8  | 10    | 11 | 3    | 7    | 14  | 11    |
| 23    | Alexander Albon  | 13 | 12 | 12  | 14 | 14 | 14   | 14  | 9  | 10   | P    | 16 | 9     | 13 | 10    | 19   | 9  | 9     | 11 | 14    | 9  | 7    | 17   | 16  | 18+5  |
| 24    | Zhou Guanyu      | 17 | 20 | P   | 20 | 16 | 19   | 17  | 18 | P    | 15   | P  | 14    | 18 | 19+3  | 17   | 20 | 17+20 | 20 | 18+5  | 19 | 19   | 13   | 12  | 15    |
| 27    | Nico Hülkenberg  | 10 | 15 | 16  | 12 | 9  | 9    | 10  | 19 | 17   | 13   | 9  | 6     | 11 | 16    | 12   | 10 | 12    | 6  | 11    | 10 | 18   | 9    | 18  | 7+3   |
| 30    | Liam Lawson      |    |    |     |    |    |      |     |    |      |      |    |       |    |       |      |    |       |    | 19+30 | 12 | 5    | 14   | 17  | 12    |
| 31    | Esteban Ocon     | 19 | 17 | 15  | 15 | 13 | 13   | 12  | 11 | 18+5 | 8    | 10 | 18    | 19 | 9     | 15   | 15 | P     | 15 | 12    | P  | 4    | 11   | 20  |       |
| 38/50 | Oliver Bearman   |    | 11 |     |    |    |      |     |    |      |      |    |       |    |       |      |    | 10    |    |       |    | 15   |      |     |       |
| 43    | Franco Colapinto |    |    |     |    |    |      |     |    |      |      |    |       |    |       |      | 18 | 8     | 12 | 15    | 16 | 16   | P    | 19  | 20+5  |
| 44    | Lewis Hamilton   | 9  | 8  | 11  | 7  | 18 | 8    | 8   | 7  | 7    | 3    | 5  | 2     | 5  | 3     | 14+3 | 6  | P     | 3  | 17    | 6  | 14   | 10   | 6   | 16    |
| 55    | Carlos Sainz Jr. | 4  |    | 2   | 4  | 7  | 3    | 4   | 3  | 12   | 6    | 4  | 7     | 4  | 7     | 10   | 5  | 3     | 10 | 3     | 1  | P    | 2    | 7   | 3     |
| 61    | Jack Doohan      |    |    |     |    |    |      |     |    |      |      |    |       |    |       |      |    |       |    |       |    |      |      |     | 17    |
| 63    | George Russell   | 3  | 7  | 7   | 9  | 8  | 7    | 6   | 5  | 1    | 4    | 3  | 1     | 17 | 6     | 4    | 3  | 5     | 4  | P     | 5  | 2    | 1    | 1   | 6     |
| 77    | Valtteri Bottas  | 16 | 16 | 13  | 13 | 10 | 16   | 16  | 17 | P    | 12   | 18 | 16    | 12 | 14    | 16   | 19 | 16    | 19 | 16    | 15 | 11   | 19+5 | 13  | 9     |
| 81    | Oscar Piastri    | 8  | 5  | 5   | 6  | 5  | 6    | 5+3 | 2  | 4    | 9    | 7  | 5     | 2  | 5     | 3    | 2  | 2     | 5  | 5     | 17 | 8    | 8    | 4   | 2     |
| Nº    | Pilota           |    |    |     |    |    |      |     |    |      |      |    |       |    |       |      |    |       |    |       |    |      |      |     |       |

| Legenda | + – Precede il numero di posizioni di penalità sulla griglia di partenza. § – Indica quei piloti che per penalità sono stati retrocessi in fondo alla griglia di partenza. P – Indica quei piloti che hanno preso il via dalla pit lane. |

## Classifiche

### Sistema di punteggio
| Posizione | Posizione | 1ª | 2ª | 3ª | 4ª | 5ª | 6ª | 7ª | 8ª | 9ª | 10ª | GV |  |  |  |
| Gara      | Punti     | 25 | 18 | 15 | 12 | 10 | 8  | 6  | 4  | 2  | 1   | 1  |  |  |  |
| Sprint    | Punti     | 8  | 7  | 6  | 5  | 4  | 3  | 2  | 1  |    |     |    |  |  |  |

### Classifica piloti
| Pos. | Pilota           |    |     |     |     |     |     |     |     |     |    |     |     |     |     |    |     |     |     |      |     |      |     |      |     | Punti |
| ---- | ---------------- | -- | --- | --- | --- | --- | --- | --- | --- | --- | -- | --- | --- | --- | --- | -- | --- | --- | --- | ---- | --- | ---- | --- | ---- | --- | ----- |
| 1    | Max Verstappen   | 1  | 1   | Rit | 1   | 1   | 21  | 1   | 6   | 1   | 1  | 51  | 2   | 5   | 4   | 2  | 6   | 5   | 2   | 31   | 6   | 14   | 5   | 18   | 6   | 437   |
| 2    | Lando Norris     | 6  | 8   | 3   | 5   | 26  | 1   | 2   | 4   | 2   | 2  | 203 | 3   | 2   | 5   | 1  | 3   | 4   | 1   | 43   | 2   | 61   | 6   | 102  | 1   | 374   |
| 3    | Charles Leclerc  | 4  | 3   | 2   | 4   | 4   | 32  | 3   | 1   | Rit | 5  | 117 | 14  | 4   | 3   | 3  | 1   | 2   | 5   | 14   | 3   | 53   | 4   | 25   | 3   | 356   |
| 4    | Oscar Piastri    | 8  | 4   | 4   | 8   | 87  | 136 | 4   | 2   | 5   | 7  | 2   | 4   | 1   | 2   | 4  | 2   | 1   | 3   | 5    | 8   | 82   | 7   | 31   | 10  | 292   |
| 5    | Carlos Sainz Jr. | 3  | SP  | 1   | 3   | 5   | 5   | 5   | 3   | Rit | 6  | 35  | 5   | 6   | 6   | 5  | 4   | 18* | 7   | 2    | 1   | Rit5 | 3   | 64   | 2   | 290   |
| 6    | George Russell   | 5  | 6   | 17* | 7   | 68  | 8   | 7   | 5   | 3   | 4  | 14  | Rit | 8   | SQ  | 7  | 7   | 3   | 4   | 65   | 5   | 46   | 1   | 43   | 5   | 245   |
| 7    | Lewis Hamilton   | 7  | 9   | Rit | 9   | 92  | 6   | 6   | 7   | 4   | 3  | 46  | 1   | 3   | 1   | 8  | 5   | 9   | 6   | Rit6 | 4   | 10   | 2   | 126  | 4   | 223   |
| 8    | Sergio Pérez     | 2  | 2   | 5   | 2   | 3   | 43  | 8   | Rit | Rit | 8  | 78  | 17  | 7   | 7   | 6  | 8   | 17* | 10  | 7    | 17  | 118  | 10  | Rit  | Rit | 152   |
| 9    | Fernando Alonso  | 9  | 5   | 8   | 6   | 7   | 9   | 19  | 11  | 6   | 12 | 18  | 8   | 11  | 8   | 10 | 11  | 6   | 8   | 13   | Rit | 14   | 11  | 7    | 9   | 70    |
| 10   | Pierre Gasly     | 18 | Rit | 13  | 16  | 13  | 12  | 16  | 10  | 9   | 9  | 10  | NP  | Rit | 13  | 9  | 15  | 12  | 17  | 12   | 10  | 37   | Rit | 5    | 7   | 42    |
| 11   | Nico Hülkenberg  | 16 | 10  | 9   | 11  | 10  | 117 | 11  | Rit | 11  | 11 | 6   | 6   | 13  | 18  | 11 | 17  | 11  | 9   | 8    | 9   | SQ   | 8   | Rit7 | 8   | 41    |
| 12   | Yūki Tsunoda     | 14 | 15  | 7   | 10  | Rit | 78  | 10  | 8   | 14  | 19 | 14  | 10  | 9   | 16  | 17 | Rit | Rit | 12  | 14   | Rit | 7    | 9   | 13   | 12  | 30    |
| 13   | Lance Stroll     | 10 | Rit | 6   | 12  | 15  | 17  | 9   | 14  | 7   | 14 | 13  | 7   | 10  | 11  | 13 | 19  | 19* | 14  | 15   | 11  | NP   | 15  | Rit  | 14  | 24    |
| 14   | Esteban Ocon     | 17 | 13  | 16  | 15  | 11  | 10  | 14  | Rit | 10  | 10 | 12  | 16  | 18  | 9   | 15 | 14  | 15  | 13  | 18   | 13  | 2    | 17  | Rit  |     | 23    |
| 15   | Kevin Magnussen  | 12 | 12  | 10  | 13  | 16  | 19  | 12  | Rit | 12  | 17 | 8   | 12  | 15  | 14  | 18 | 10  | ES  | 19* | 117  | 7   |      | 12  | 9    | 16  | 16    |
| 16   | Alexander Albon  | 15 | 11  | 11  | Rit | 12  | 18  | Rit | 9   | Rit | 18 | 15  | 9   | 14  | 12  | 14 | 9   | 7   | Rit | 16   | Rit | NP   | Rit | 15   | 11  | 12    |
| 17   | Daniel Ricciardo | 13 | 16  | 12  | Rit | Rit | 154 | 13  | 12  | 8   | 15 | 9   | 13  | 12  | 10  | 12 | 13  | 13  | 18  |      |     |      |     |      |     | 12    |
| 18   | Oliver Bearman   |    | 7   |     |     |     |     |     |     |     |    |     |     |     |     |    |     | 10  |     |      |     | 12   |     |      |     | 7     |
| 19   | Franco Colapinto |    |     |     |     |     |     |     |     |     |    |     |     |     |     |    | 12  | 8   | 11  | 10   | 12  | Rit  | 14  | Rit  | Rit | 5     |
| 20   | Zhou Guanyu      | 11 | 18  | 15  | Rit | 14  | 14  | 15  | 16  | 15  | 13 | 17  | 18  | 19  | Rit | 20 | 18  | 14  | 15  | 19   | 15  | 15   | 13  | 8    | 13  | 4     |
| 21   | Liam Lawson      |    |     |     |     |     |     |     |     |     |    |     |     |     |     |    |     |     |     | 9    | 16  | 9    | 16  | 14   | 17* | 4     |
| 22   | Valtteri Bottas  | 19 | 17  | 14  | 14  | Rit | 16  | 18  | 13  | 13  | 16 | 16  | 15  | 16  | 15  | 19 | 16  | 16  | 16  | 17   | 14  | 13   | 18  | 11   | Rit | 0     |
| 23   | Logan Sargeant   | 20 | 14  | SP  | 17  | 17  | Rit | 17  | 15  | Rit | 20 | 19  | 11  | 17  | 17  | 16 |     |     |     |      |     |      |     |      |     | 0     |
| 24   | Jack Doohan      |    |     |     |     |     |     |     |     |     |    |     |     |     |     |    |     |     |     |      |     |      |     |      | 15  | 0     |
| Pos. | Pilota           |    |     |     |     |     |     |     |     |     |    |     |     |     |     |    |     |     |     |      |     |      |     |      |     | Punti |

| Legenda | 1º posto     | 2º posto | 3º posto    | A punti         | Senza punti/Non class.  | Grassetto – Pole position Corsivo – Giro più veloce Apice – Risultato Sprint (A punti) |
| Legenda | Squalificato | Ritirato | Non partito | Non qualificato | Solo prove/Terzo pilota | Grassetto – Pole position Corsivo – Giro più veloce Apice – Risultato Sprint (A punti) |

* – Indica i piloti ritirati ma ugualmente classificati avendo coperto, come previsto dal regolamento, almeno il 90% della distanza di gara.

### Classifica costruttori
| Pos. | Costruttore                  | Pilota     |    |     |     |     |     |     |     |     |     |    |     |     |     |     |    |     |     |     |      |     |      |     |      |     | Punti |
| ---- | ---------------------------- | ---------- | -- | --- | --- | --- | --- | --- | --- | --- | --- | -- | --- | --- | --- | --- | -- | --- | --- | --- | ---- | --- | ---- | --- | ---- | --- | ----- |
| 1    | McLaren-Mercedes             | Piastri    | 8  | 4   | 4   | 8   | 87  | 136 | 4   | 2   | 5   | 7  | 2   | 4   | 1   | 2   | 4  | 2   | 1   | 3   | 5    | 8   | 82   | 7   | 31   | 10  | 666   |
| 1    | McLaren-Mercedes             | Norris     | 6  | 8   | 3   | 5   | 26  | 1   | 2   | 4   | 2   | 2  | 203 | 3   | 2   | 5   | 1  | 3   | 4   | 1   | 43   | 2   | 61   | 6   | 102  | 1   | 666   |
| 2    | Ferrari                      | Leclerc    | 4  | 3   | 2   | 4   | 4   | 32  | 3   | 1   | Rit | 5  | 117 | 14  | 4   | 3   | 3  | 1   | 2   | 5   | 14   | 3   | 53   | 4   | 25   | 3   | 652   |
| 2    | Ferrari                      | Sainz Jr.  | 3  | SP  | 1   | 3   | 5   | 5   | 5   | 3   | Rit | 6  | 35  | 5   | 6   | 6   | 5  | 4   | 18* | 7   | 2    | 1   | Rit5 | 3   | 64   | 2   | 652   |
| 2    | Ferrari                      | Bearman    |    | 7   |     |     |     |     |     |     |     |    |     |     |     |     |    |     |     |     |      |     |      |     |      |     | 652   |
| 3    | Red Bull Racing-Honda RBPT   | Verstappen | 1  | 1   | Rit | 1   | 1   | 21  | 1   | 6   | 1   | 1  | 51  | 2   | 5   | 4   | 2  | 6   | 5   | 2   | 31   | 6   | 14   | 5   | 18   | 6   | 589   |
| 3    | Red Bull Racing-Honda RBPT   | Pérez      | 2  | 2   | 5   | 2   | 3   | 43  | 8   | Rit | Rit | 8  | 78  | 17  | 7   | 7   | 6  | 8   | 17* | 10  | 7    | 17  | 118  | 10  | Rit  | Rit | 589   |
| 4    | Mercedes                     | Russell    | 5  | 6   | 17* | 7   | 68  | 8   | 7   | 5   | 3   | 4  | 14  | Rit | 8   | SQ  | 7  | 7   | 3   | 4   | 65   | 5   | 46   | 1   | 43   | 5   | 468   |
| 4    | Mercedes                     | Hamilton   | 7  | 9   | Rit | 9   | 92  | 6   | 6   | 7   | 4   | 3  | 46  | 1   | 3   | 1   | 8  | 5   | 9   | 6   | Rit6 | 4   | 10   | 2   | 126  | 4   | 468   |
| 5    | Aston Martin Aramco-Mercedes | Stroll     | 10 | Rit | 6   | 12  | 15  | 17  | 9   | 14  | 7   | 14 | 13  | 7   | 10  | 11  | 13 | 19  | 19* | 14  | 15   | 11  | NP   | 15  | Rit  | 14  | 94    |
| 5    | Aston Martin Aramco-Mercedes | Alonso     | 9  | 5   | 8   | 6   | 7   | 9   | 19  | 11  | 6   | 12 | 18  | 8   | 11  | 8   | 10 | 11  | 6   | 8   | 13   | Rit | 14   | 11  | 7    | 9   | 94    |
| 6    | Alpine-Renault               | Ocon       | 17 | 13  | 16  | 15  | 11  | 10  | 14  | Rit | 10  | 10 | 12  | 16  | 18  | 9   | 15 | 14  | 15  | 13  | 18   | 13  | 2    | 17  | Rit  |     | 65    |
| 6    | Alpine-Renault               | Doohan     |    |     |     |     |     |     |     |     |     |    |     |     |     |     |    |     |     |     |      |     |      |     |      | 15  | 65    |
| 6    | Alpine-Renault               | Gasly      | 18 | Rit | 13  | 16  | 13  | 12  | 16  | 10  | 9   | 9  | 10  | NP  | Rit | 13  | 9  | 15  | 12  | 17  | 12   | 10  | 37   | Rit | 5    | 7   | 65    |
| 7    | Haas-Ferrari                 | Magnussen  | 12 | 12  | 10  | 13  | 16  | 19  | 12  | Rit | 12  | 17 | 8   | 12  | 15  | 14  | 18 | 10  | ES  | 19* | 117  | 7   |      | 12  | 9    | 16  | 58    |
| 7    | Haas-Ferrari                 | Bearman    |    |     |     |     |     |     |     |     |     |    |     |     |     |     |    |     | 10  |     |      |     | 12   |     |      |     | 58    |
| 7    | Haas-Ferrari                 | Hülkenberg | 16 | 10  | 9   | 11  | 10  | 117 | 11  | Rit | 11  | 11 | 6   | 6   | 13  | 18  | 11 | 17  | 11  | 9   | 8    | 9   | SQ   | 8   | Rit7 | 8   | 58    |
| 8    | RB-Honda RBPT                | Ricciardo  | 13 | 16  | 12  | Rit | Rit | 154 | 13  | 12  | 8   | 15 | 9   | 13  | 12  | 10  | 12 | 13  | 13  | 18  |      |     |      |     |      |     | 46    |
| 8    | RB-Honda RBPT                | Lawson     |    |     |     |     |     |     |     |     |     |    |     |     |     |     |    |     |     |     | 9    | 16  | 9    | 16  | 14   | 17* | 46    |
| 8    | RB-Honda RBPT                | Tsunoda    | 14 | 15  | 7   | 10  | Rit | 78  | 10  | 8   | 14  | 19 | 14  | 10  | 9   | 16  | 17 | Rit | Rit | 12  | 14   | Rit | 7    | 9   | 13   | 12  | 46    |
| 9    | Williams-Mercedes            | Albon      | 15 | 11  | 11  | Rit | 12  | 18  | Rit | 9   | Rit | 18 | 15  | 9   | 14  | 12  | 14 | 9   | 7   | Rit | 16   | Rit | NP   | Rit | 15   | 11  | 17    |
| 9    | Williams-Mercedes            | Sargeant   | 20 | 14  | SP  | 17  | 17  | Rit | 17  | 15  | Rit | 20 | 19  | 11  | 17  | 17  | 16 |     |     |     |      |     |      |     |      |     | 17    |
| 9    | Williams-Mercedes            | Colapinto  |    |     |     |     |     |     |     |     |     |    |     |     |     |     |    | 12  | 8   | 11  | 10   | 12  | Rit  | 14  | Rit  | Rit | 17    |
| 10   | Kick Sauber-Ferrari          | Bottas     | 19 | 17  | 14  | 14  | Rit | 16  | 18  | 13  | 13  | 16 | 16  | 15  | 16  | 15  | 19 | 16  | 16  | 16  | 17   | 14  | 13   | 18  | 11   | Rit | 4     |
| 10   | Kick Sauber-Ferrari          | Zhou       | 11 | 18  | 15  | Rit | 14  | 14  | 15  | 16  | 15  | 13 | 17  | 18  | 19  | Rit | 20 | 18  | 14  | 15  | 19   | 15  | 15   | 13  | 8    | 13  | 4     |
| Pos. | Costruttore                  | Pilota     |    |     |     |     |     |     |     |     |     |    |     |     |     |     |    |     |     |     |      |     |      |     |      |     | Punti |

| Legenda | 1º posto     | 2º posto | 3º posto    | A punti         | Senza punti/Non class.  | Grassetto – Pole position Corsivo – Giro più veloce Apice – Risultato Sprint (A punti) |
| Legenda | Squalificato | Ritirato | Non partito | Non qualificato | Solo prove/Terzo pilota | Grassetto – Pole position Corsivo – Giro più veloce Apice – Risultato Sprint (A punti) |

 * – Indica i piloti ritirati ma ugualmente classificati avendo coperto, come previsto dal regolamento, almeno il 90% della distanza di gara.